# Умершие в ноябре 2023 года
Это список известных людей, соответствующих установленным критериям значимости (см. Википедия:Критерии значимости персоналий), умерших в ноябре 2023 года.
Причина смерти указывается лишь в исключительных случаях (убийство, самоубийство, гибель в результате военных действий, смертная казнь, ДТП или несчастные случаи). В остальных случаях — не указывается.

## 30 ноября

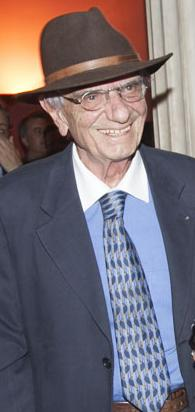
Василис Василикос

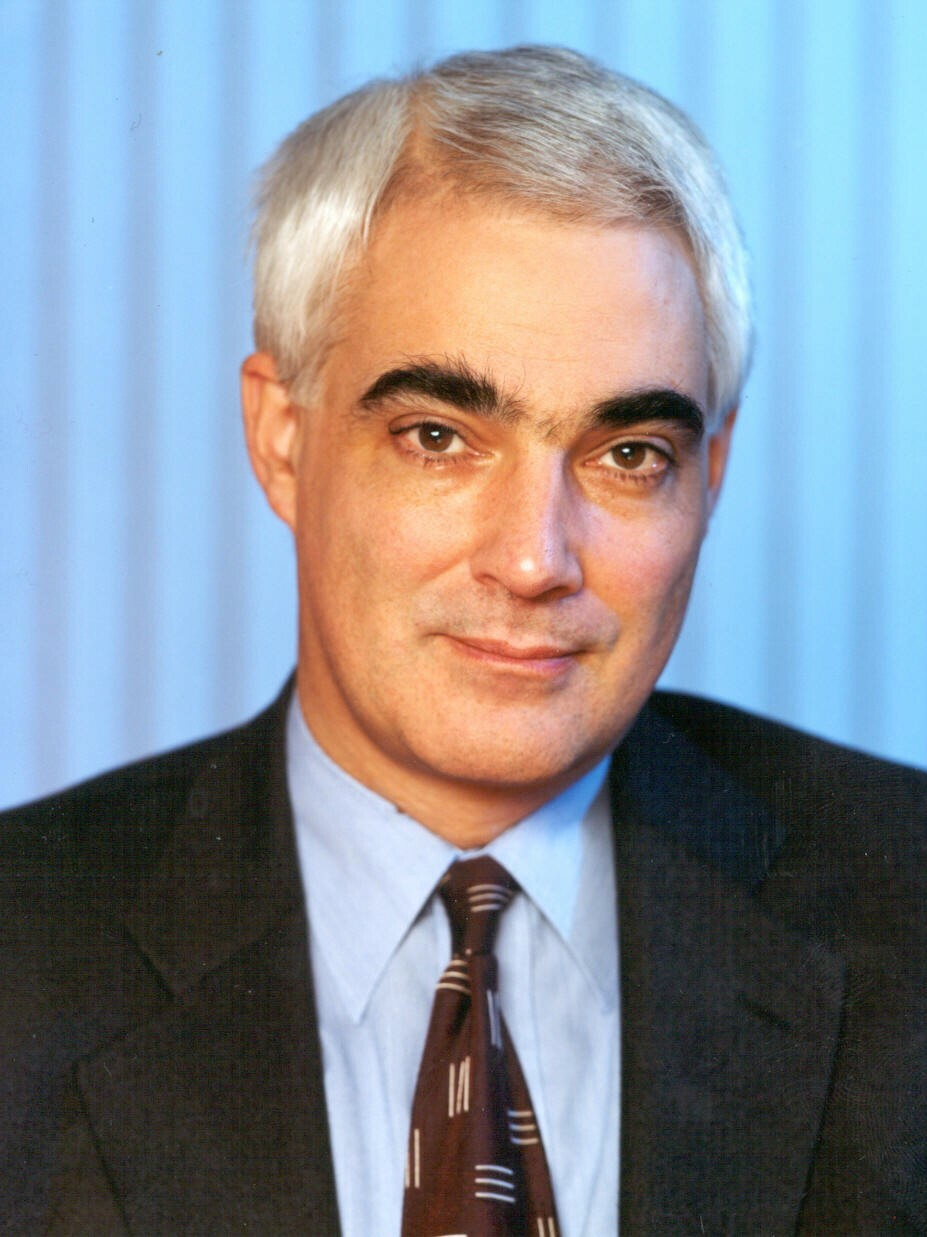
Алистер Дарлинг

Олег Кривцун

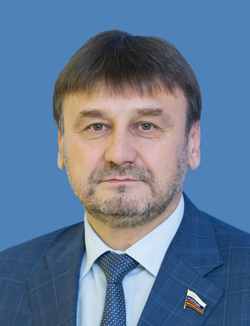
Владимир Лебедев

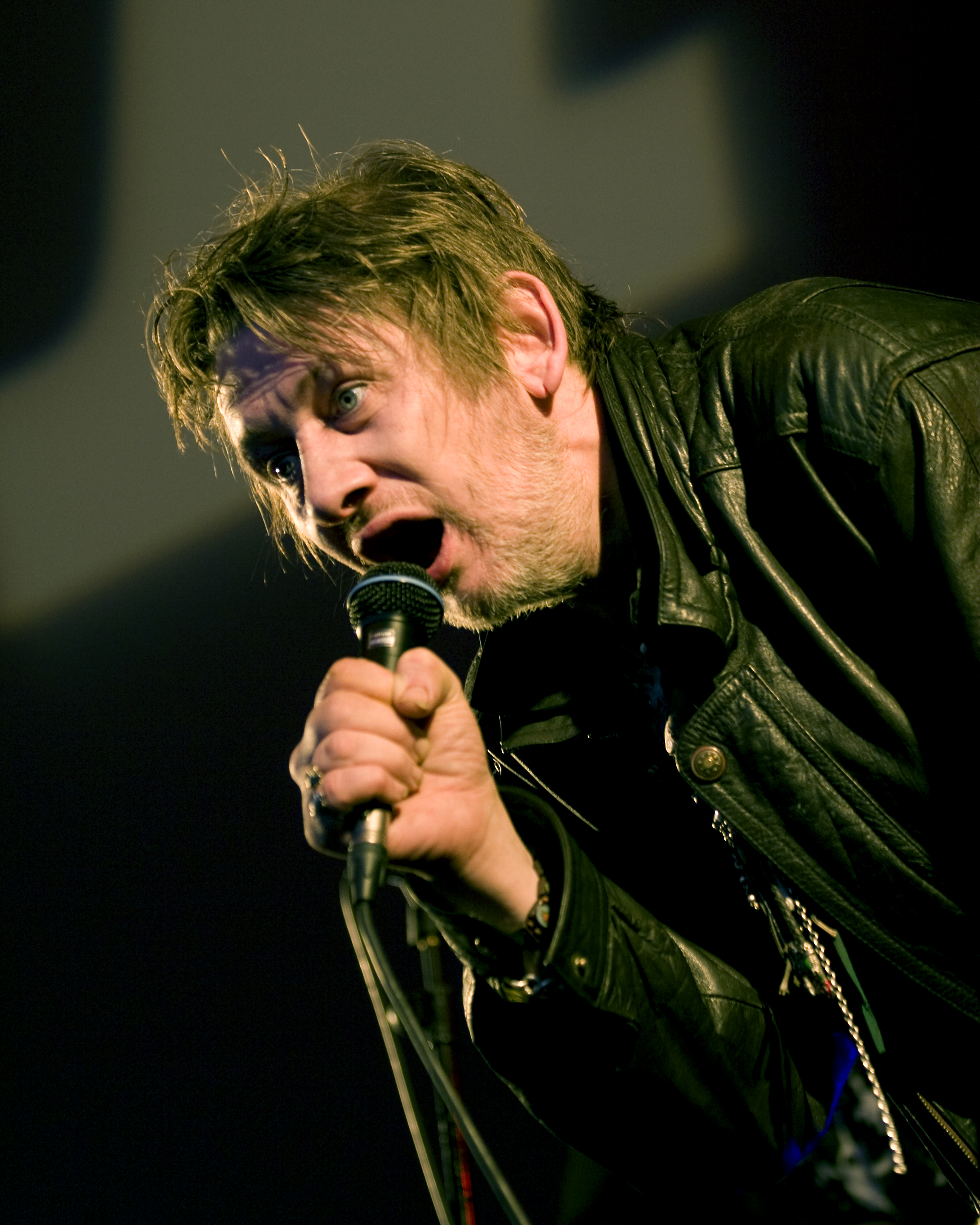
Шейн Макгоуэн

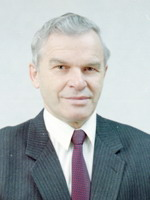
Виктор Михайлов

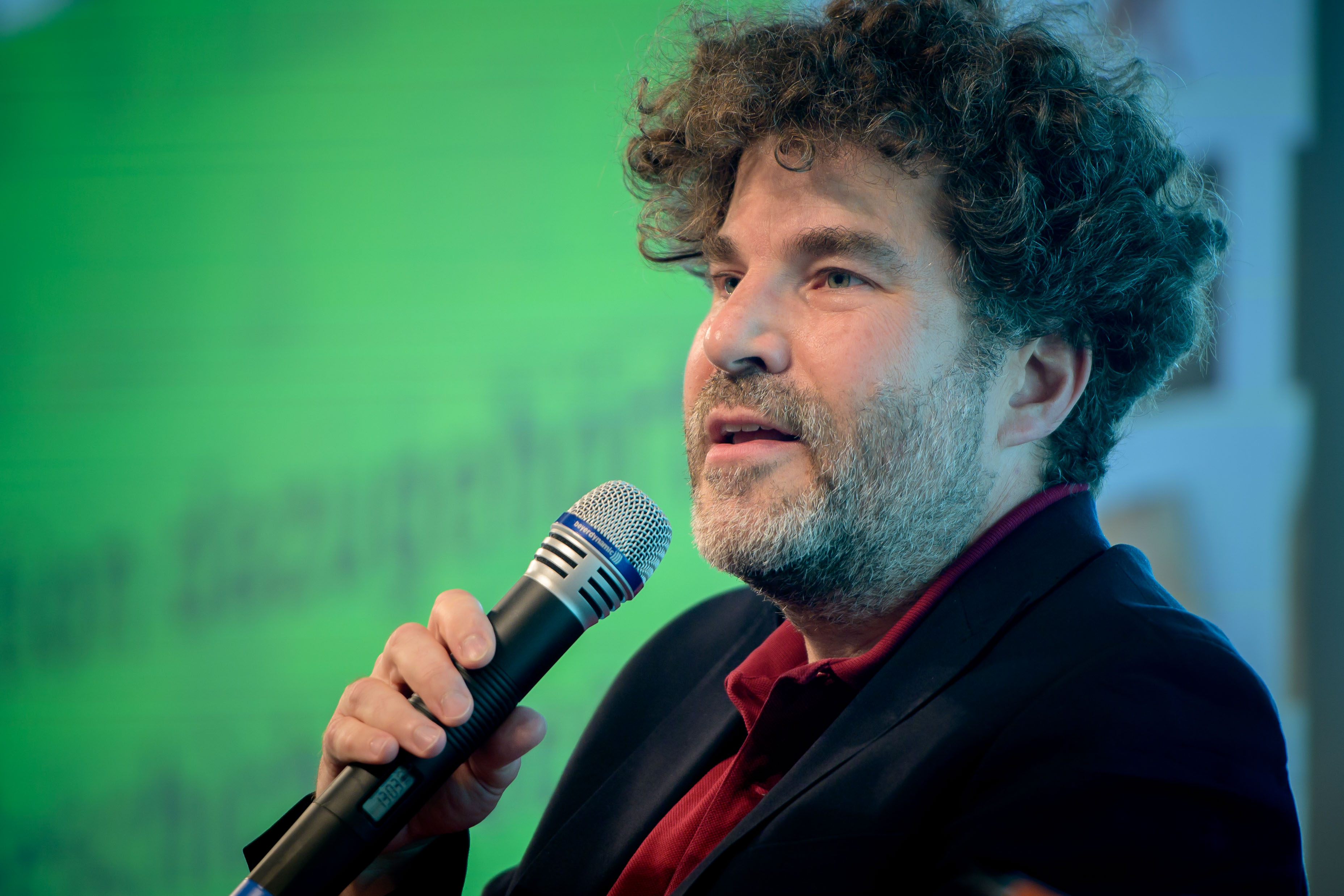
Ян Плампер

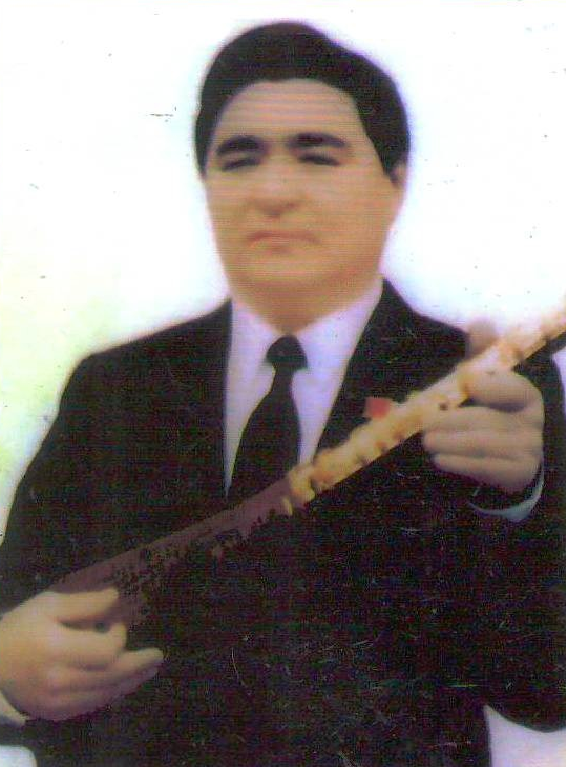
Абдуджалил Хашимов

- Ботам, Хоан[исп.] (97) — испанский католический священник и политический диссидент[1].
- Бирн, Джон Патрик[англ.] (83) — британский драматург и дизайнер[2].
- Василикос, Василис (90) — греческий писатель и переводчик, депутат Парламента (2019—2023)[3].
- Гаярдони, Санте[итал.] (84) — итальянский шоссейный велогонщик, двукратный чемпион Олимпийских игр (1960)[4].
- Горохов, Анатолий Сергеевич (85) — советский и российский поэт-песенник, актёр и певец[5].
- Дарлинг, Алистер (70) — британский пэр и политик, министр по делам Шотландии (2003—2006), канцлер казначейства (2007—2010), член Палаты лордов (2015—2020)[6].
- Катьё, Жозе[фр.] (77) — французский шоссейный велогонщик, победитель велогонки Париж — Камамбер (1972)[7].
- Кривцун, Олег Александрович (69) — российский искусствовед, культуролог, философ, академик РАХ (2012)[8].
- Лебедев, Владимир Альбертович (61) — российский политический деятель, член Совета Федерации (с 2014)[9].
- Макгоуэн, Шейн (65) — ирландский музыкант и певец (The Pogues, The Popes, The Nips)[10].
- Мамдух ибн Абдул-Азиз Аль Сауд (83) — саудовский бизнесмен и государственный деятель, сын короля Абдул-Азиза Аль Сауда, губернатор провинции Табук (1986—1987)[11].
- Маров, Михаил Яковлевич (90) — советский и российский астроном, академик РАН (2008)[12].
- Михайлов, Виктор Григорьевич (87) — российский государственный деятель, глава администрации Магаданской области (1991—1996), член Совета Федерации (1996)[13].
- Острожинский, Валентин Евгеньевич (89) — советский и украинский политический и партийный деятель, первый секретарь Тернопольского обкома КПСС, председатель Тернопольского областного совета народных депутатов[14].
- Плампер, Ян (53) — немецкий историк[15].
- Суббалакшми[англ.] (87) — индийская актриса, певица и композитор[16].
- Хашимов, Абдуджалил (79) — советский и таджикский певец, композитор, музыкант-инструменталист, народный артист Таджикистана (1994)[17].

## 29 ноября

Генри Киссинджер

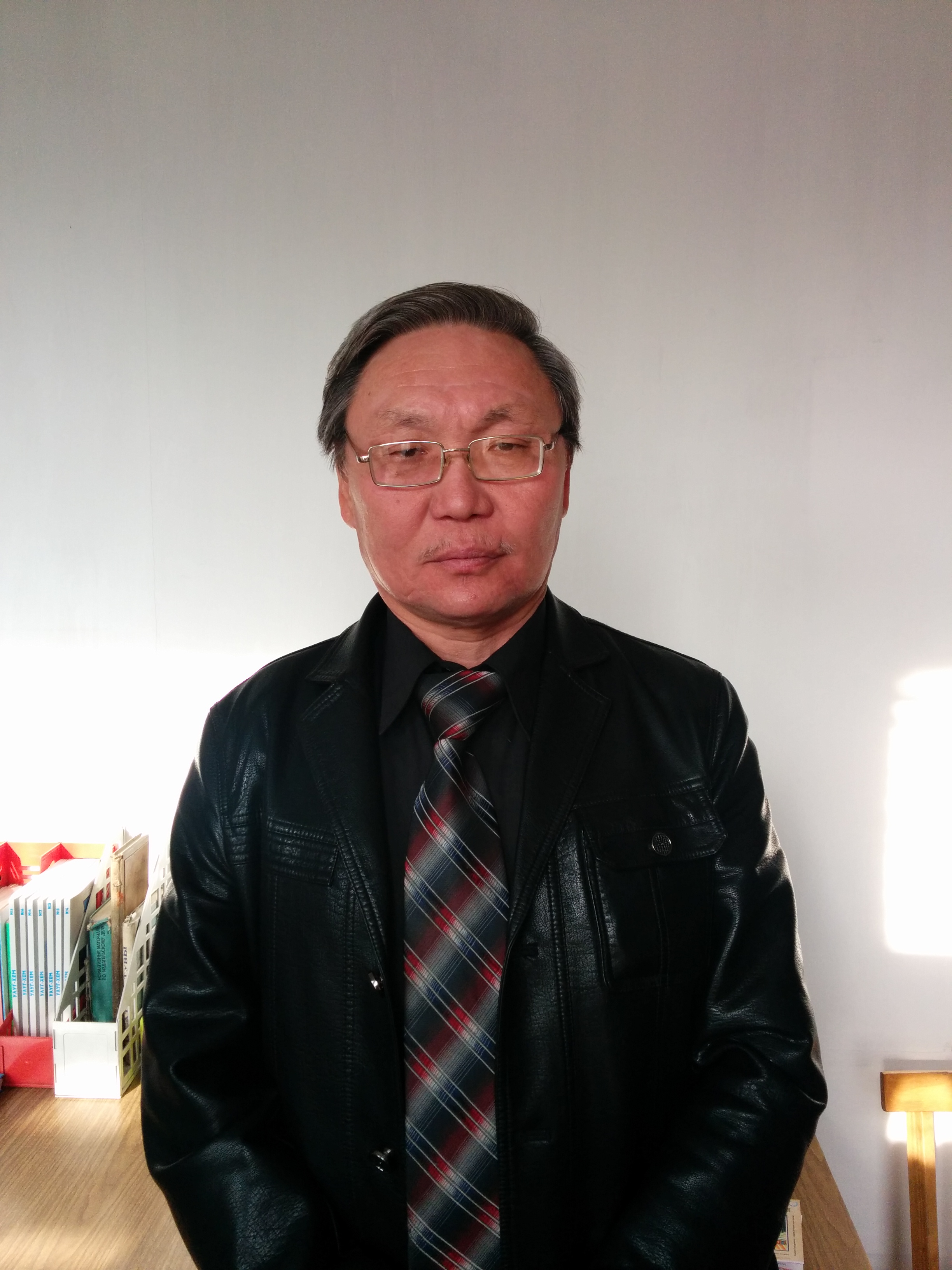
Эдуард Мижит

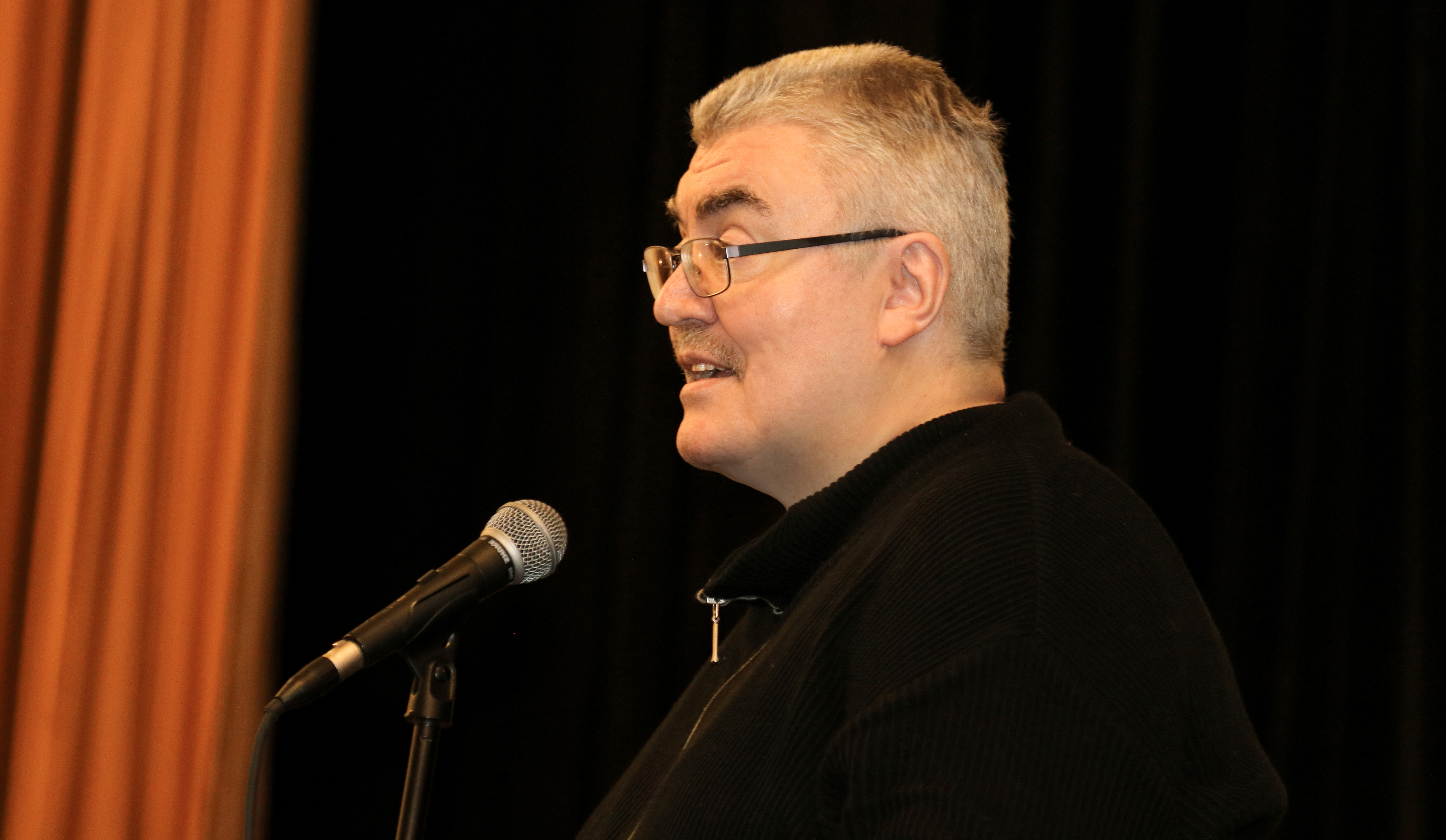
Андрей Шемякин

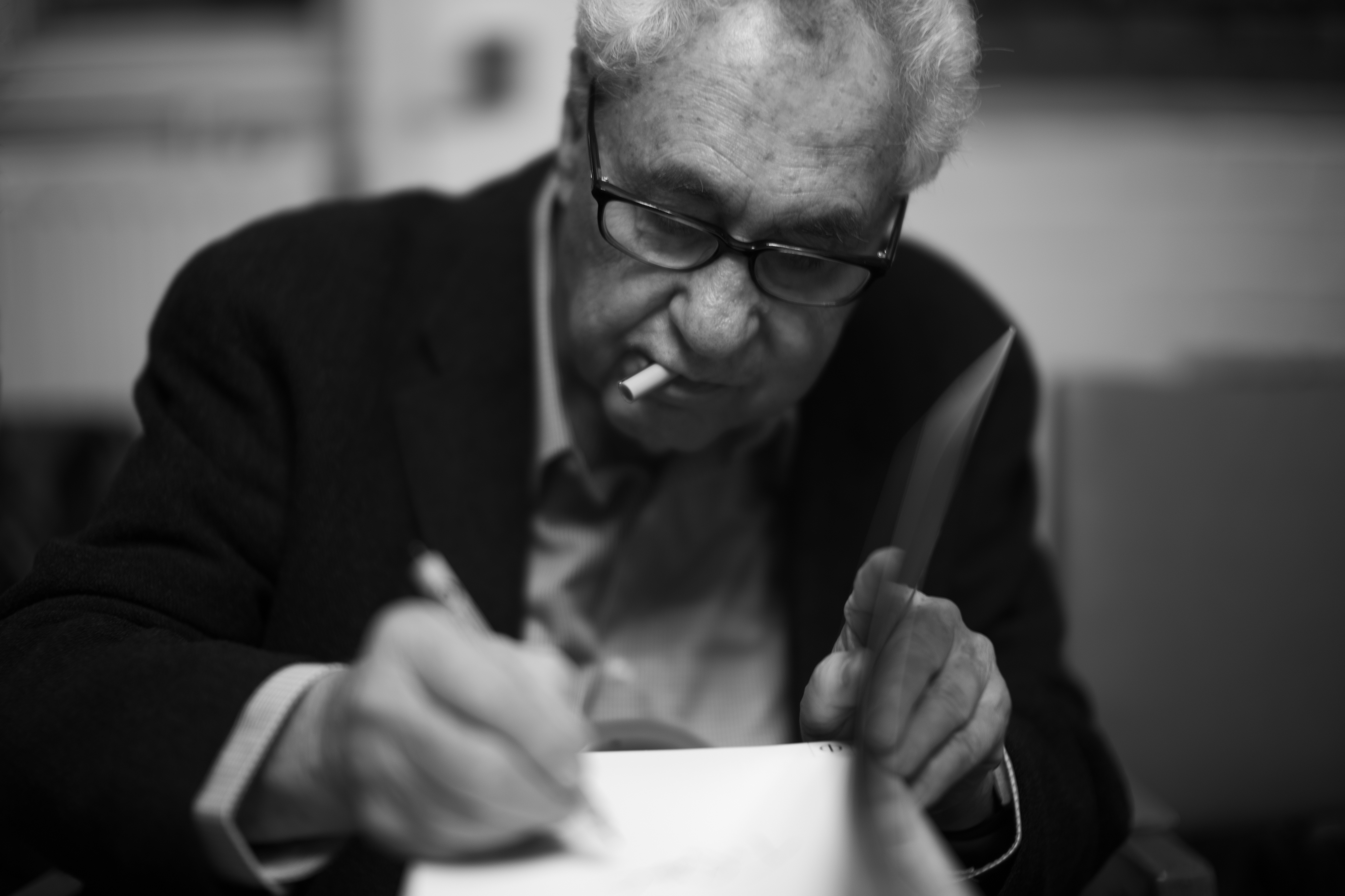
Эллиотт Эрвитт

- Бейтс, Луис[исп.] (89) — чилийский юрист и политик, министр юстиции (2003—2006)[18].
- Беркли, Ричард[англ.] (92) — американский политик, мэр Канзас-Сити (1979—1991)[19].
- Гайгер, Рольф (89) — немецкий футболист, игрок национальной сборной[20].
- Годованый, Роман Петрович (33) — украинский футболист, военнослужащий ВСУ, участник российско-украинской войны; погиб в бою[21].
- Головачёв, Владимир Георгиевич (86) — советский партийный деятель, первый секретарь Саратовского горкома КПСС (1984—1991)[22].
- Знеполский, Ивайло (83) — болгарский философ, культуролог, искусствовед, политик, министр культуры (1993—1994)[23].
- Кемпнер, Скотт[англ.] (69) — американский гитарист[24].
- Киссинджер, Генри (100) — американский государственный деятель и дипломат, советник президента США по национальной безопасности (1969—1975), государственный секретарь США (1973—1977), лауреат Нобелевской премии мира (1973)[25].
- Коучмен, Джеймс[англ.] (81) — британский политик, член Парламента (1983—1997)[26].
- Мижит, Эдуард Баирович (62) — российский тувинский поэт и драматург, народный писатель Республики Тыва (2011)[27].
- Николаев, Владимир Григорьевич (80) — советский и украинский токсиколог, член-корреспондент НАНУ (2012)[28].
- Памятных, Евгений Алексеевич (77) — российский физик-теоретик[29].
- Ривази, Мишель[фр.] (70) — французский политик, депутат Европейского парламента (с 2009)[30].
- Салливан, Дин[англ.] (68) — британский актёр[31].
- Санталья, Перла[исп.] (95) — аргентинская актриса[32].
- Шемякин, Андрей Михайлович (68) — российский киновед, кинокритик и сценарист[33].
- Эрвитт, Эллиотт (95) — американский фотограф[34].
- Ямада, Таити[яп.] (89) — японский писатель и сценарист[35].

## 28 ноября

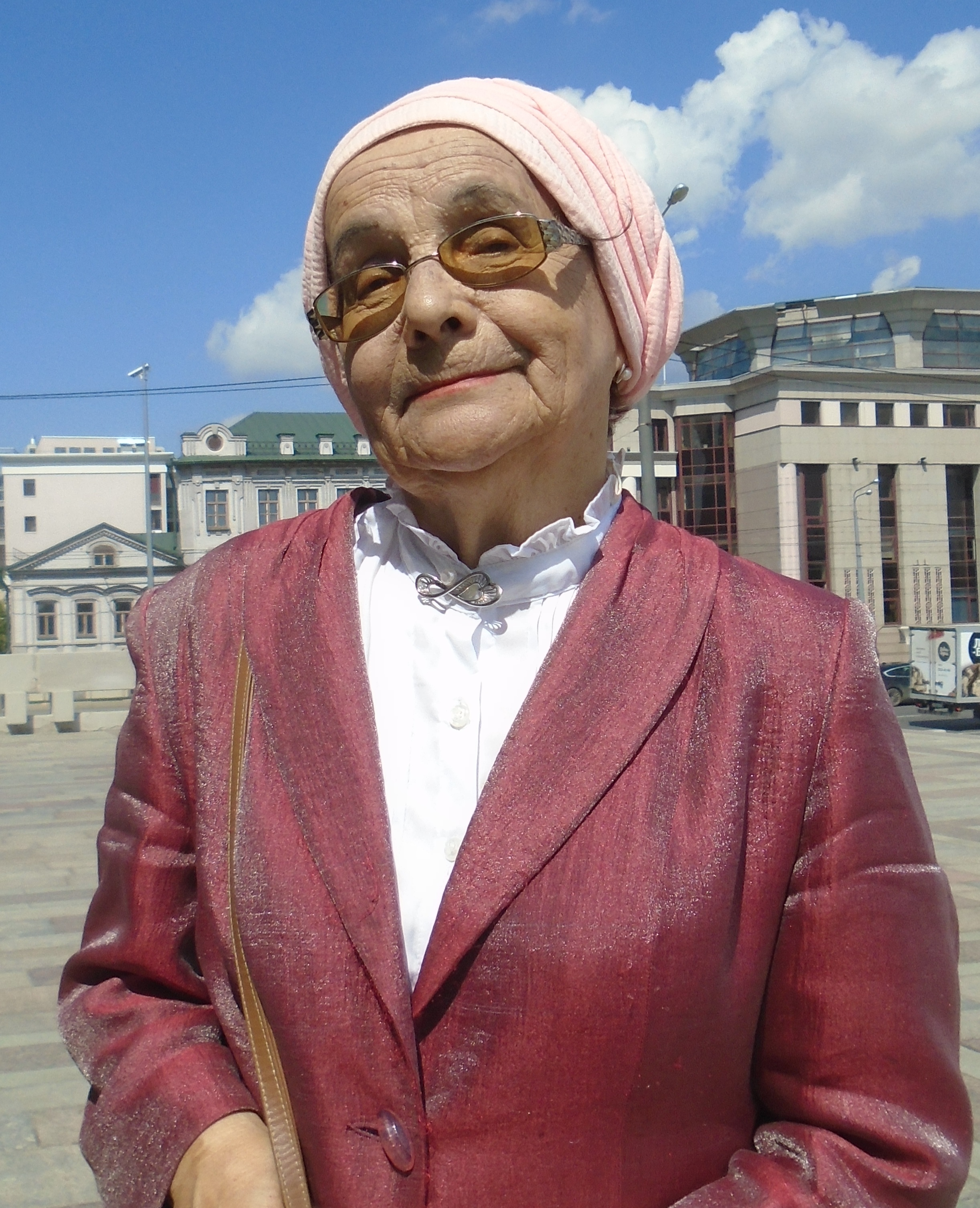
Наиля Гараева

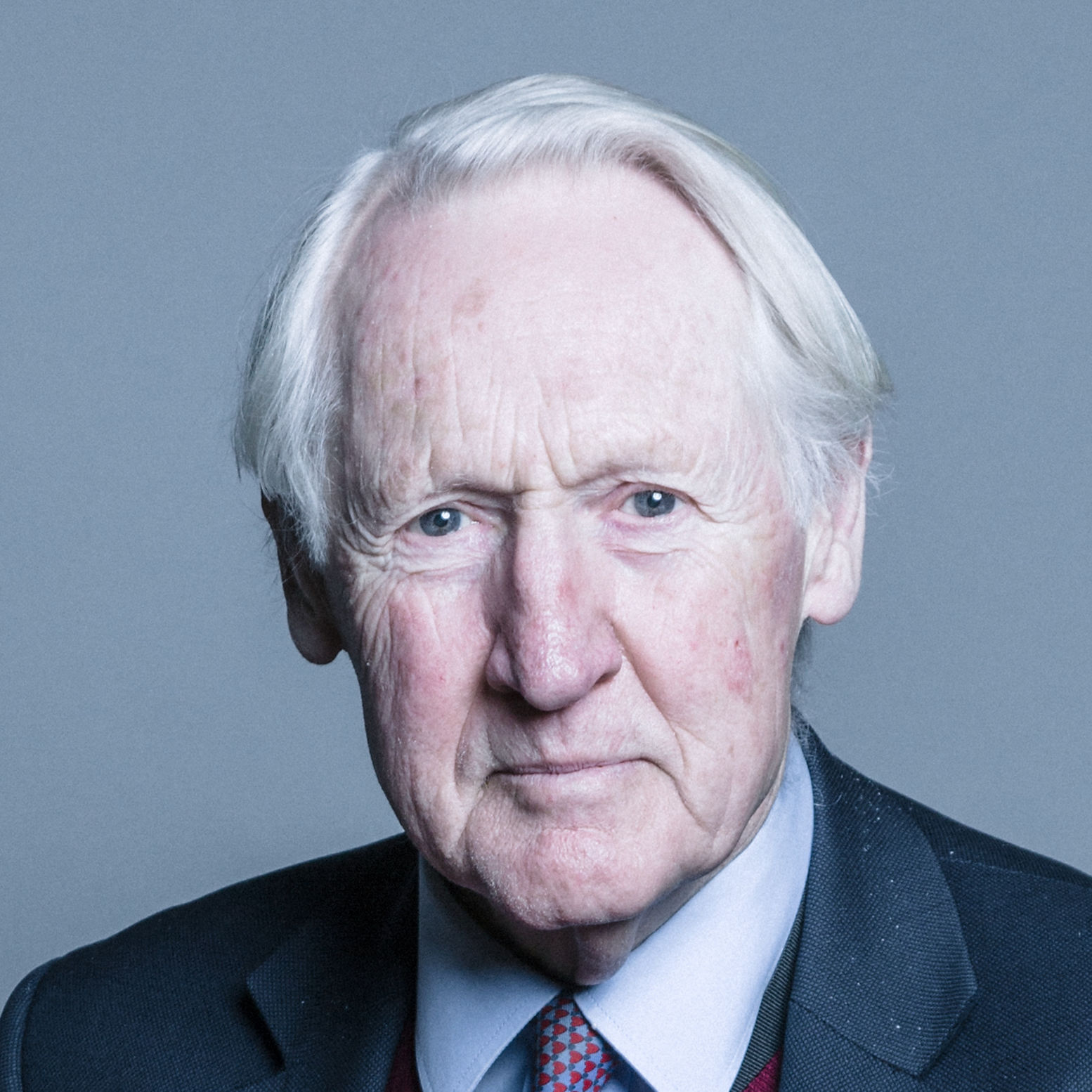
Дуглас-Гамильтон, Джеймс, 11-й граф Селкирк

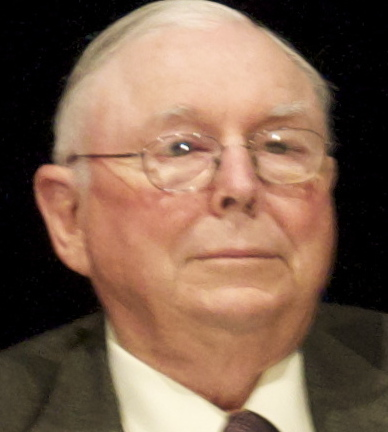
Чарльз Мангер

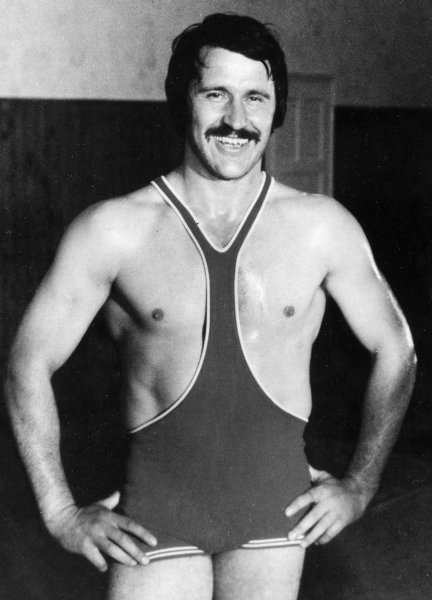
Йосип Чорак

- Гараева, Наиля Хакимовна (83) — советская и российская татарская актриса, педагог, заслуженная артистка Российской Федерации (2010), народная артистка Татарской АССР (1976)[36].
- Дуглас-Гамильтон, Джеймс, 11-й граф Селкирк (81) — шотландский аристократ и политик, депутат парламента (1974—1997), член Палаты лордов (1997—2023)[37].
- Мангер, Чарльз (99) — американский адвокат, экономист, инвестор и бизнесмен[38].
- Парайос, Антонис[греч.] (94) — греческий футболист, игрок национальной сборной[39].
- Роджерс, Аллан[англ.] (91) — британский политический деятель, депутат Парламента (1983—2001), депутат Европейского парламента (1979—1984)[40].
- Сэндфорд, Сесил (95) — британский мотогонщик, двукратный чемпион мира по шоссейно-кольцевым мотогонкам серии MotoGP[41].
- Чжень, Квинзи[кит.] (37) — малайзийская актриса и певица[42].
- Чорак, Йосип (80) — югославский боец греко-римского и вольного стилей, серебряный призёр Олимпийских игр (1972), чемпион Европы (1969)[43].

## 27 ноября

Мария Бармич

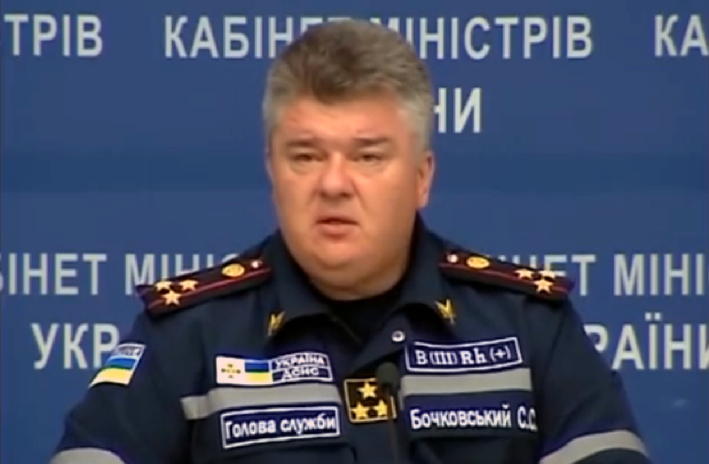
Сергей Бочковский

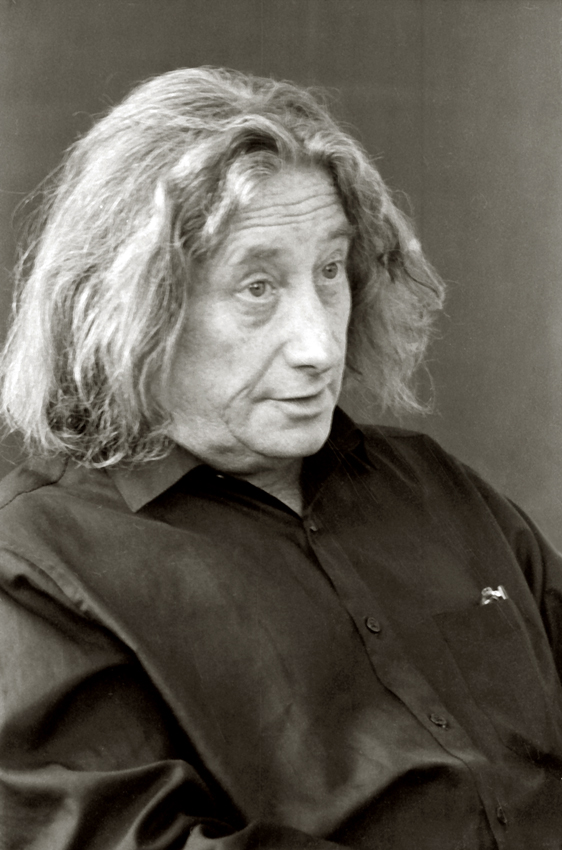
Михай Вайда

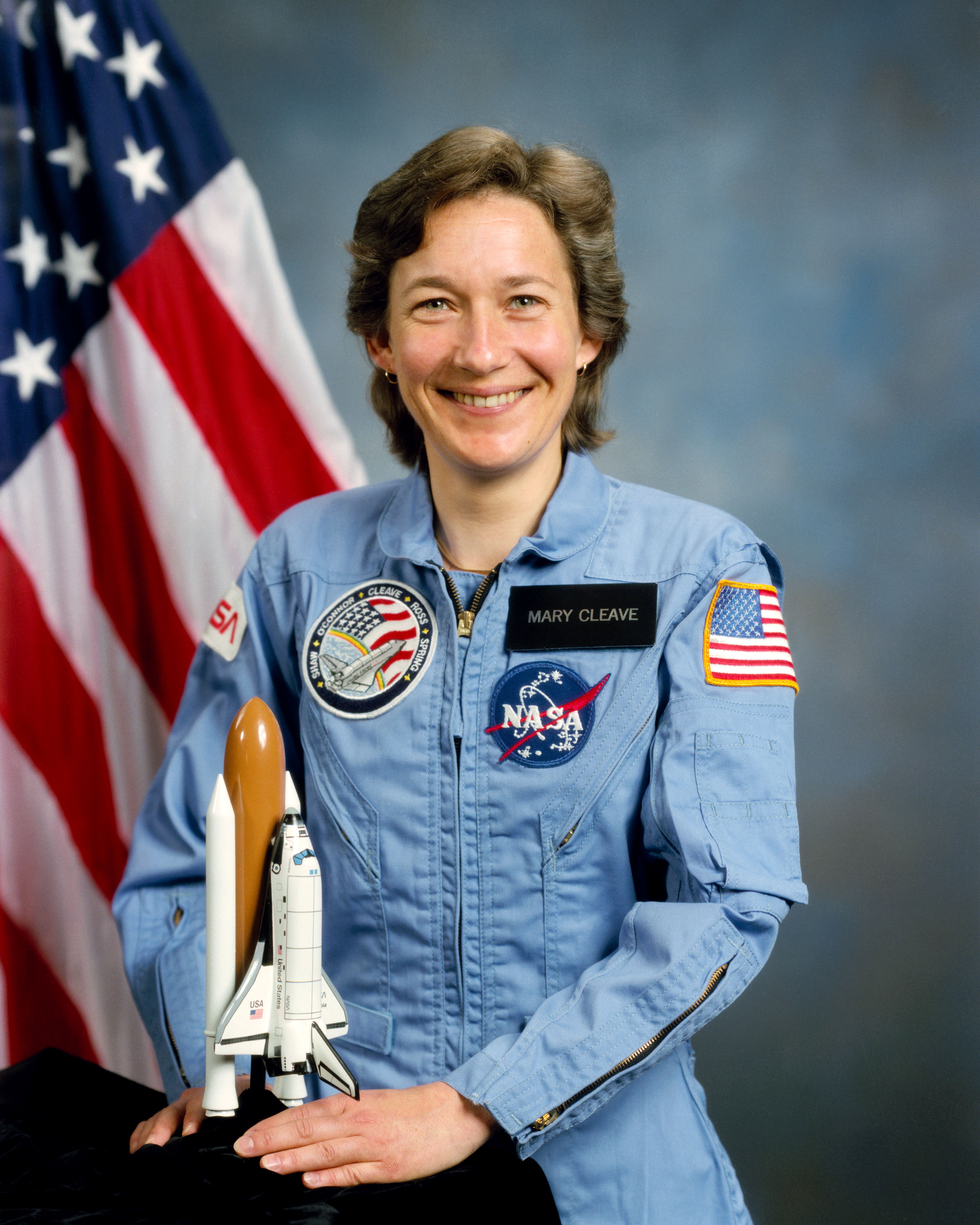
Мэри Клив

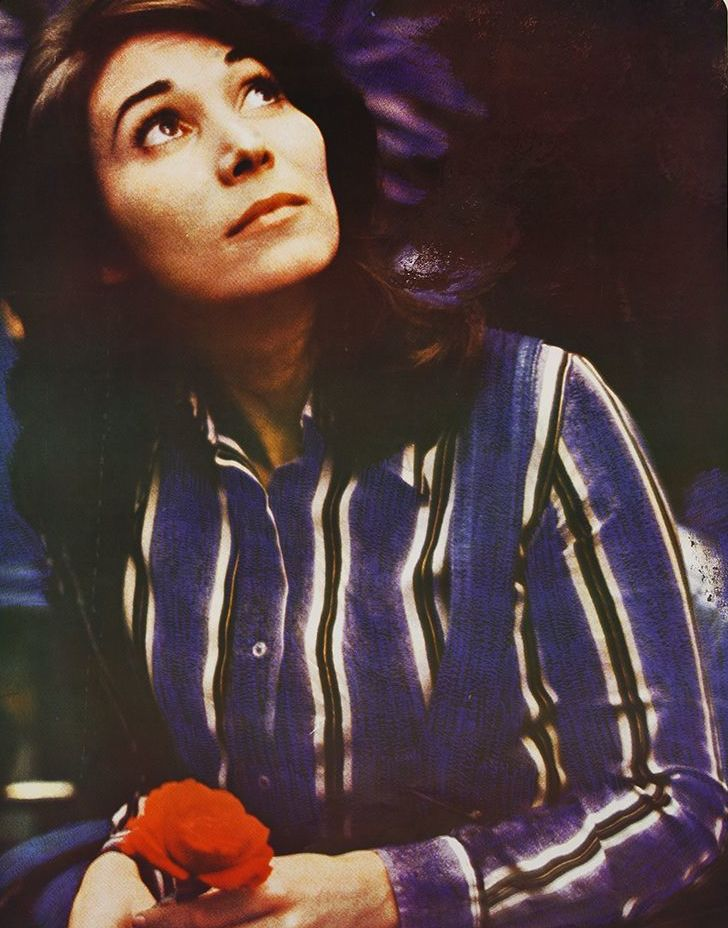
Парване Масуми

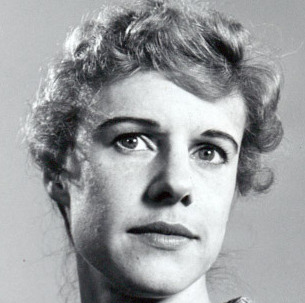
Фрэнсис Стернхаген

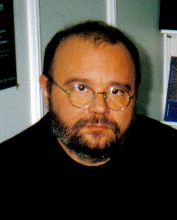
Павел Хюлле

- Балашов, Борис Геннадиевич (98) — советский конструктор средств индивидуальной армейской защиты, лауреат Государственной премии СССР (1989)[44].
- Бармич, Мария Яковлевна (89) — советский и российский лексиколог[45].
- Бочковский, Сергей Станиславович (57) — председатель Государственной службы Украины по чрезвычайным ситуациям (2014—2015)[46].
- Вайда, Михай (88) — венгерский философ, член Венгерской академии наук (2007), лауреат премии Сеченьи (1998)[47].
- Клив, Мэри Луиз (76) — американский астронавт[48].
- Коновалова, Виолетта Емельяновна (96) — советский и украинский правовед, специалист в области криминалистики, академик НАПрНУ (1993)[49].
- Магомадов, Мухтар Марзабекович (84) — советский и российский учёный, доктор экономических наук, профессор[50].
- Масуми, Парване (78) — иранская актриса, двукратный лауреат международного кинофестиваля «Фаджр»[51].
- Мехта, Заверилал[англ.] (96) — индийский фотограф[52].
- Николс, Джон[англ.] (83) — американский писатель[53].
- Пайва, Вандерлей (77) — бразильский футболист и тренер, игрок национальной сборной[54].
- Стернхаген, Фрэнсис (93) — американская актриса, лауреат премии «Тони» (1974, 1995)[55].
- Тейшерските, Даля (79) — советская и литовская поэтесса, литовский политик, депутат Сейма (2000—2016)[56].
- Хюлле, Павел (66) — польский писатель[57].

## 26 ноября

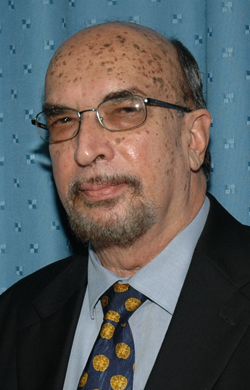
Руди Инсаналли

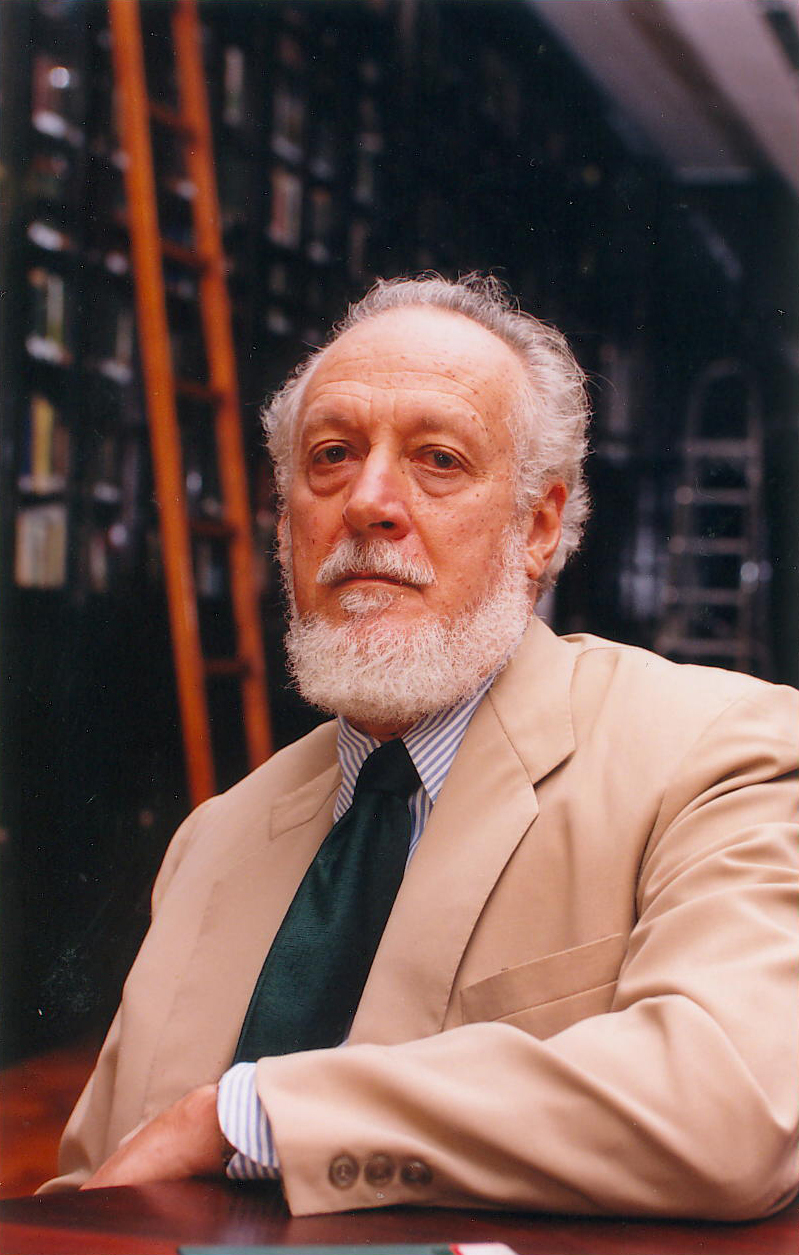
Алберту да Коста-и-Силва

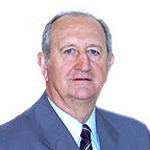
Родольфо Станхе

- Арко, Папа[англ.] (?) — ганский футболист, игрок национальной сборной[58].
- Брусилов, Александр Владимирович (85) — советский и российский художник-реалист[59].
- Дорси, Тим[англ.] (62) — американский писатель[60].
- Инсаналли, Руди (87) — гайанский политик и дипломат, министр иностранных дел (2001—2008), председатель Генеральной Ассамблеи ООН (1993—1994)[61].
- Коста-и-Силва, Алберту да (92) — бразильский дипломат, поэт и историк[62].
- Крикун, Николай Григорьевич (91) — советский и украинский историк[63].
- Макдональд, Норрис[англ.] (81) — канадский журналист[64].
- Мельников, Юрий Дмитриевич (80) — советский и российский врач-отоларинголог, заведующий отделом здравоохранения Череповецкого горисполкома (1982—1987)[65].
- Непомнящий, Леонид Михайлович (84) — советский и российский художник, заслуженный художник Российской Федерации[66].
- Олландер-Лафон, Магда[фр.] (96) — французская писательница и психолог венгерского происхождения, пережившая Холокост[67].
- Ренкосевич, Рафал[пол.] (75) — польский музыкант, композитор, поэт и переводчик[68].
- Румегу, Мишель[фр.] (75) — французский ветеринар и политик, депутат Национального собрания Франции (2002—2007)[69].
- Станхе, Родольфо (98) — чилийский офицер полиции и политик, член правительственной хунты (1985—1990), сенатор (1998—2006)[70].
- Уокер, Джорди[англ.] (64) — британский гитарист (Killing Joke)[71].

## 25 ноября

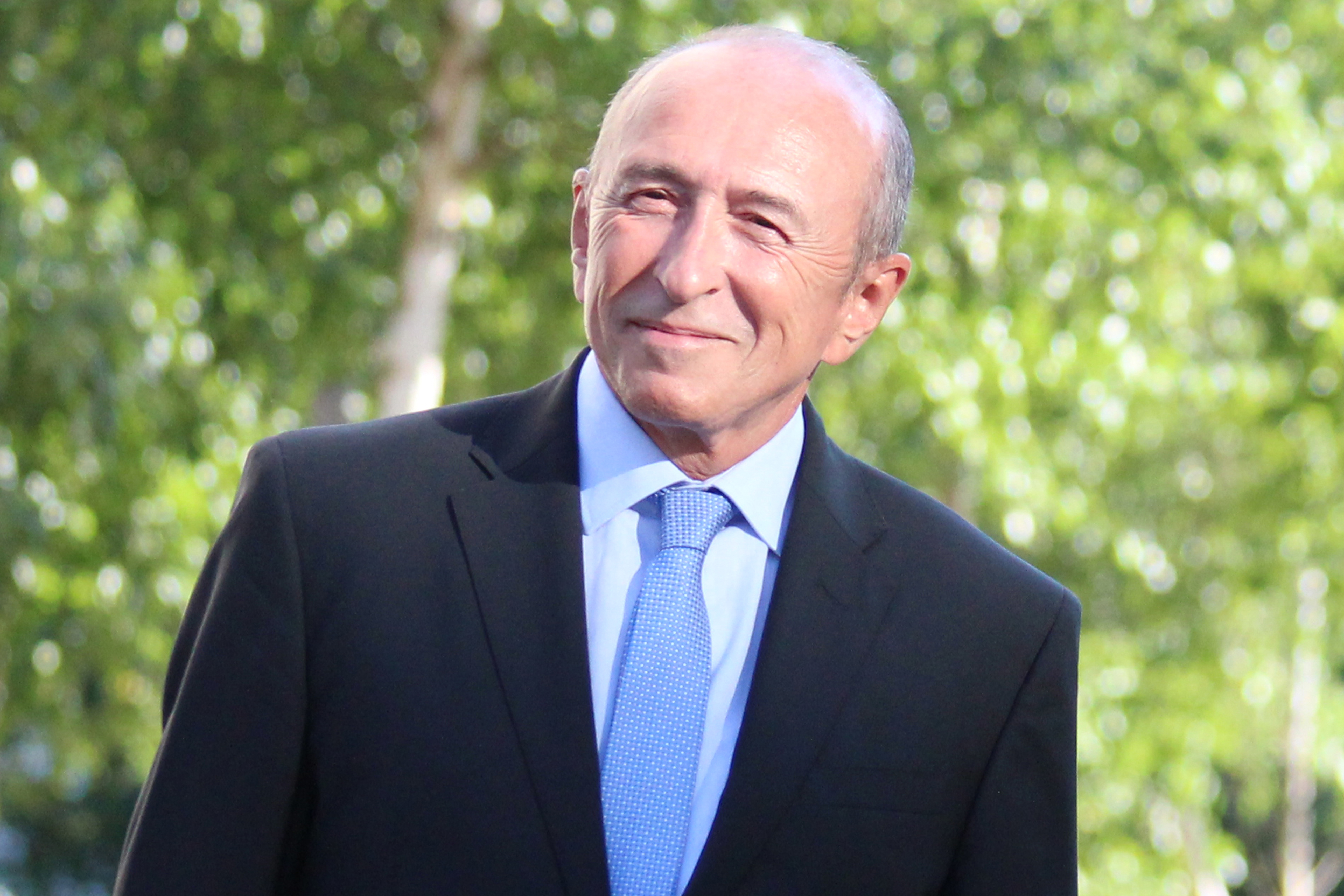
Жерар Коллон

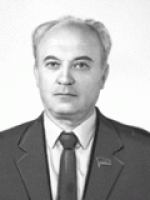
Владимир Шаповал

- Венейблс, Терри (80) — английский футболист и футбольный тренер, игрок и тренер национальной сборной[72].
- Дмитриева, Наталья Владимировна (78) — советская и российская актриса, заслуженная артистка Российской Федерации (1996)[73].
- Коллон, Жерар (76) — французский политический и государственный деятель, депутат Национального собрания (1981—1988), сенатор (1999—2017), министр внутренних дел (2017—2018)[74].
- Креузо, Маурицио[итал.] (80) — итальянский политик, сенатор (1992—1994)[75].
- Кхомане, Папи (48) — южноафриканский футболист, игрок национальной сборной, ДТП[76].
- Ладо, Альдо (88) — итальянский кинорежиссёр[77].
- Меирбеков, Акжол Нускабекович[каз.] (73) — советский и казахстанский певец, заслуженный артист Казахстана (1994)[78].
- Рамм, Вита Иозовна (68) — советская и российская журналистка и кинокритик[79].
- Стороженко, Олег Владимирович (51) — советский и украинский футболист[80].
- Фаррахи, Бита[перс.] (65) — иранская актриса[81].
- Ходос, Лев Максович (61) — российский архитектор и реставратор[82].
- Шаповал, Владимир Никифорович (89) — советский и украинский политик, председатель Черкасского облисполкома (1979—1991), народный депутат Украины (1990—1994)[83].

## 24 ноября

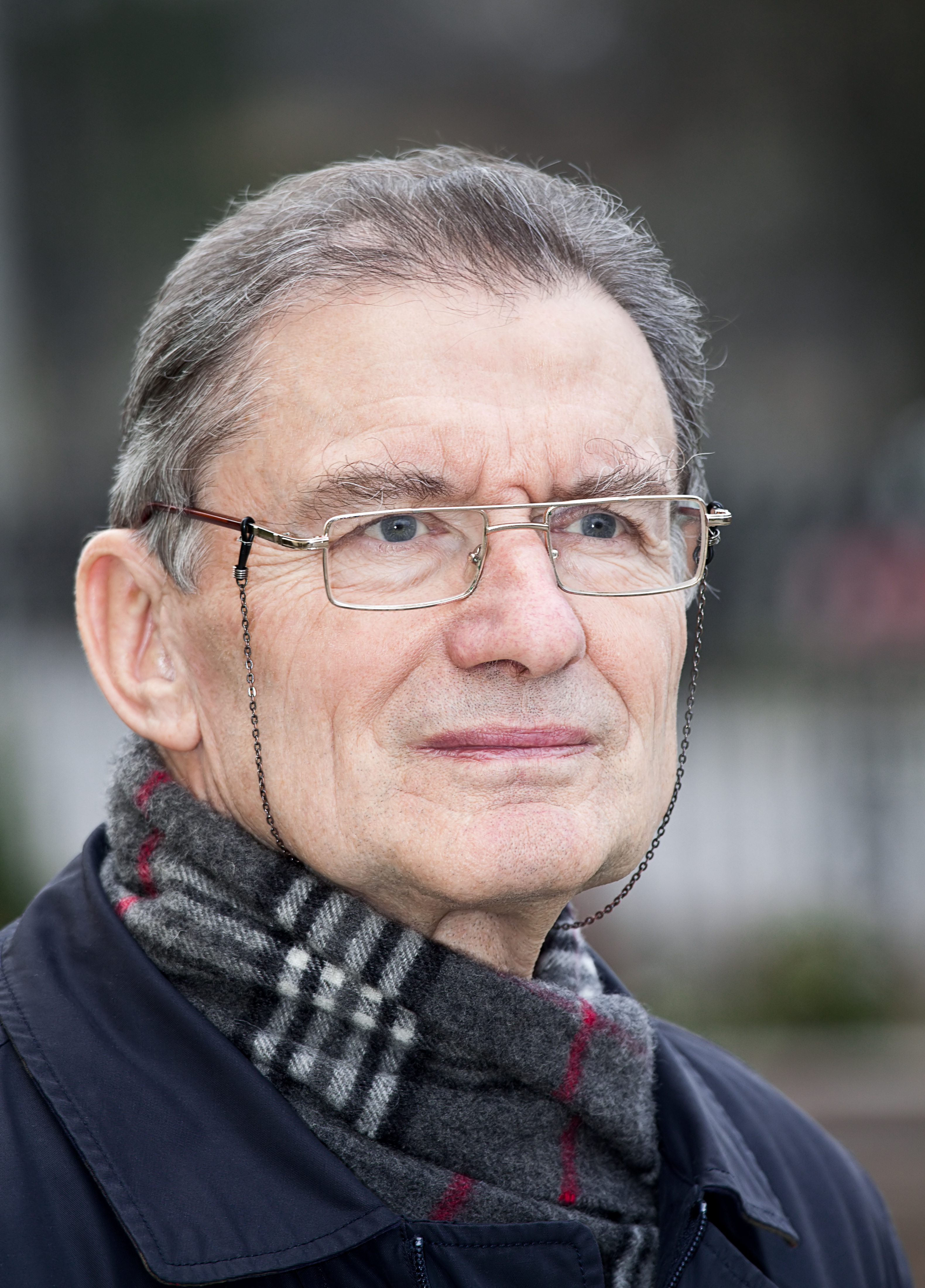
Николай Весёлкин

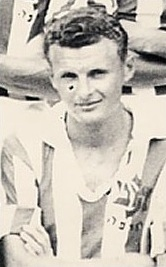
Авраам Менхель

- Вайс, Хайделинде[нем.] (83) — австрийская актриса[84].
- Весёлкин, Николай Петрович (86) — российский физиолог, академик РАН (2011)[85].
- Галас, Франтишек[чеш.] (86) — чешский историк и дипломат[86].
- Касколан, Камило[англ.] (59) — филиппинский сотрудник правоохранительных органов, начальник национальной полиции (2020)[87].
- Клейн, Херб[англ.] (93) — американский политик, член Палаты представителей (1993—1995)[88].
- Коли, Раджкумар[англ.] (93) — индийский кинорежиссёр[89].
- Менхель, Авраам (87) — израильский футболист, игрок национальной сборной[90].
- Опарин, Виктор Николаевич (71) — советский и российский геофизик, член-корреспондент РАН (1997)[91].
- Разворотнев, Дмитрий Владимирович (48) — российский тележурналист и сценарист-документалист[92].
- Сабателли, Лука[итал.] (87) — итальянский художник по костюмам[93].
- Сильверштейн, Эллиот[англ.] (96) — американский режиссёр и сценарист[94].
- Солодникова, Тамара Степановна (98) — советская и эстонская актриса, народная артистка Эстонской ССР (1989)[95].
- Фагнуль, Бруно[нем.] (87) — бельгийский политик, министр-президент Немецкоязычного сообщества (1984—1986)[96].
- Хаависто, Юкка[фин.] (93) — финский музыкант и автор песен[97].

## 23 ноября

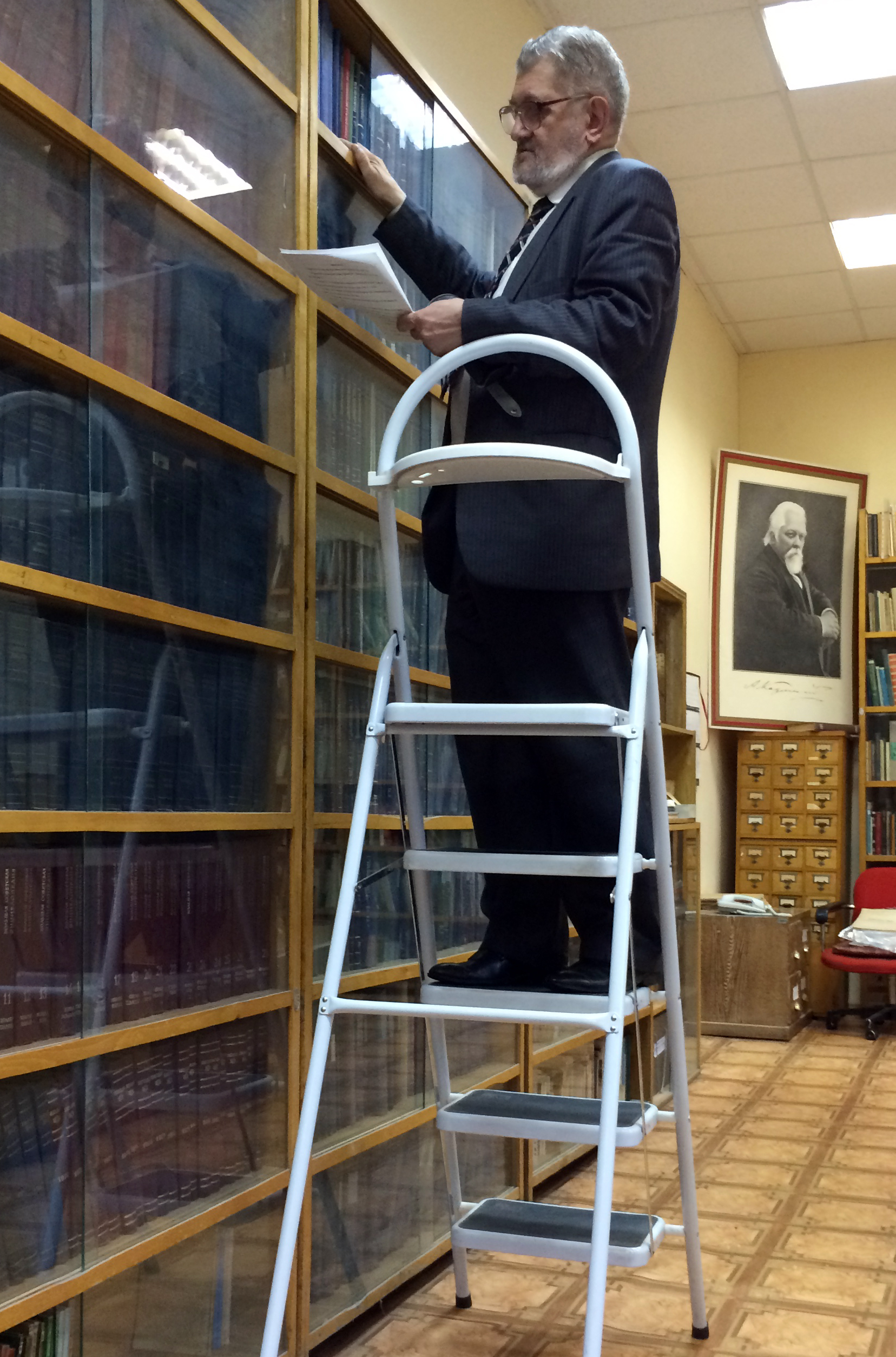
Андрей Свиридов

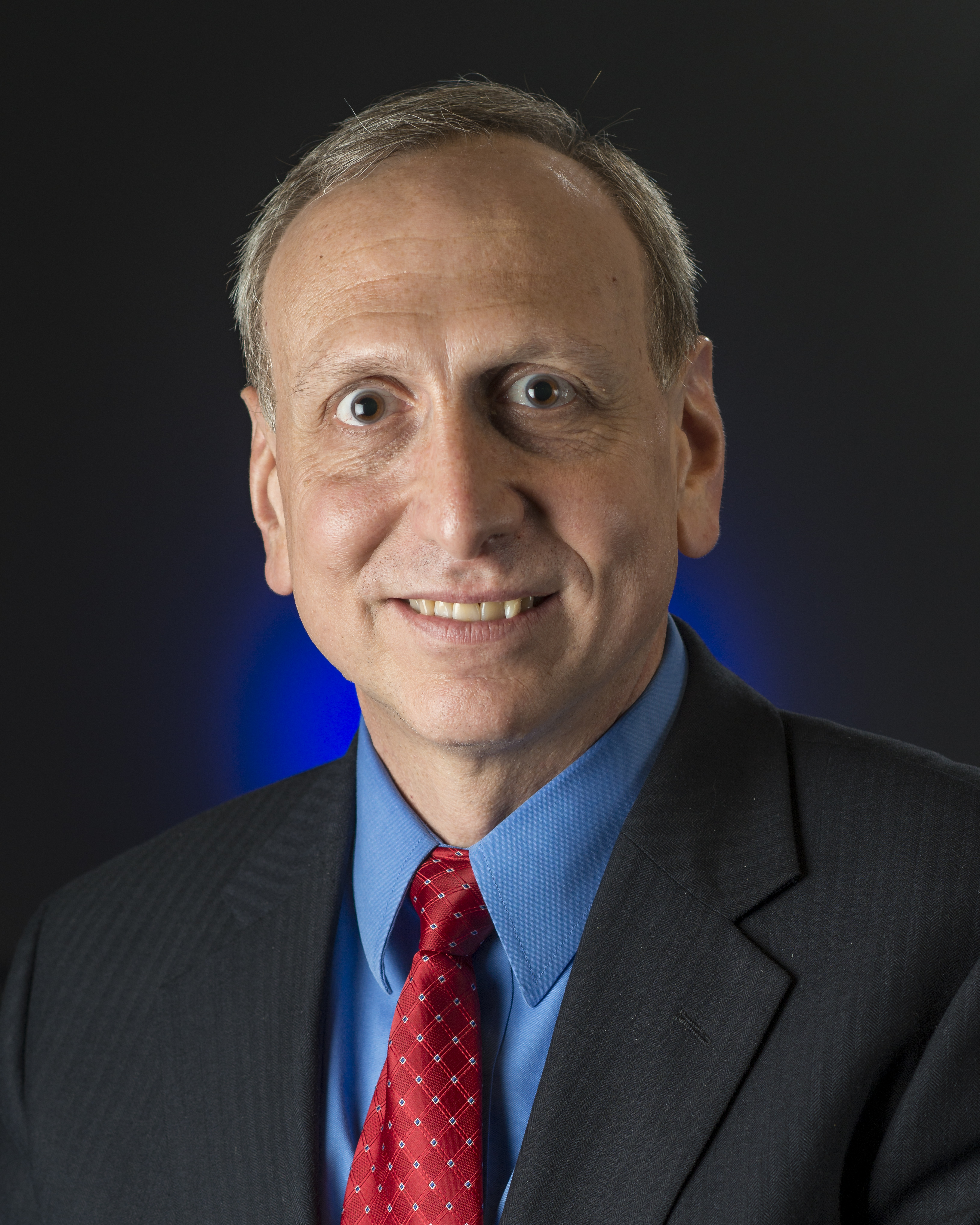
Стив Юрчик

- Артёменко, Александр Иванович (88) — советский и российский химик, заслуженный химик Российской Федерации[98].
- Биви, Фатима[англ.] (96) — индийский юрист и политик, судья Верховного суда (1993—1997), губернатор штата Тамилнад (1997—2001)[99].
- Божович, Ратко[серб.] (89) — сербский социолог и писатель[100].
- Вауденберг, Хелмерт[нидерл.] (78) — нидерландский актёр[101].
- Ганиев, Ильшат Газимович (69) — российский агроном и государственный деятель[102].
- Конте, Анчель[исп.] (81) — испанский писатель и поэт[103].
- Кулагин, Николай Иванович (86) — советский и российский инженер-проектировщик в области тоннелестроения[104].
- Луна Кан, Франсиско[исп.] (97) — мексиканский политик, губернатор Юкатана (1976—1982)[105].
- Мартель, Эмиль[фр.] (82) — канадский франкоязычный поэт[106].
- Минелли, Рубенс (94) — бразильский футболист и футбольный тренер[107].
- Мистюкевич, Владимир Иванович (73) — советский и российский тренер по лёгкой атлетике, заслуженный тренер России, отец и тренер Ирины Мистюкевич[108].
- Педерсен, Стеффен (48) — датский шахматист[109].
- Питерс, Чарльз[англ.] (96) — американский журналист, редактор и писатель[110].
- Полинг, Том[англ.] (76) — австралийский юрист, администратор Северной территории (2007—2011)[111].
- Руднев, Сергей Владимирович (88) — советский и российский балетмейстер и хореограф, заслуженный артист РСФСР (1968)[112].
- Свиридов, Андрей Валентинович (76) — российский энтомолог, специалист по чешуекрылым насекомым[113].
- Сейт, Пол[англ.] (76) — австралийский регбист, игрок национальной сборной[114].
- Стреншам, Арман[люкс.] (68) — люксембургский художник и скульптор[115].
- Хартнер, Рона (50) — румынская актриса и певица[116].
- Юрчик, Стив (61) — американский инженер, администратор НАСА (2021)[117].

## 22 ноября

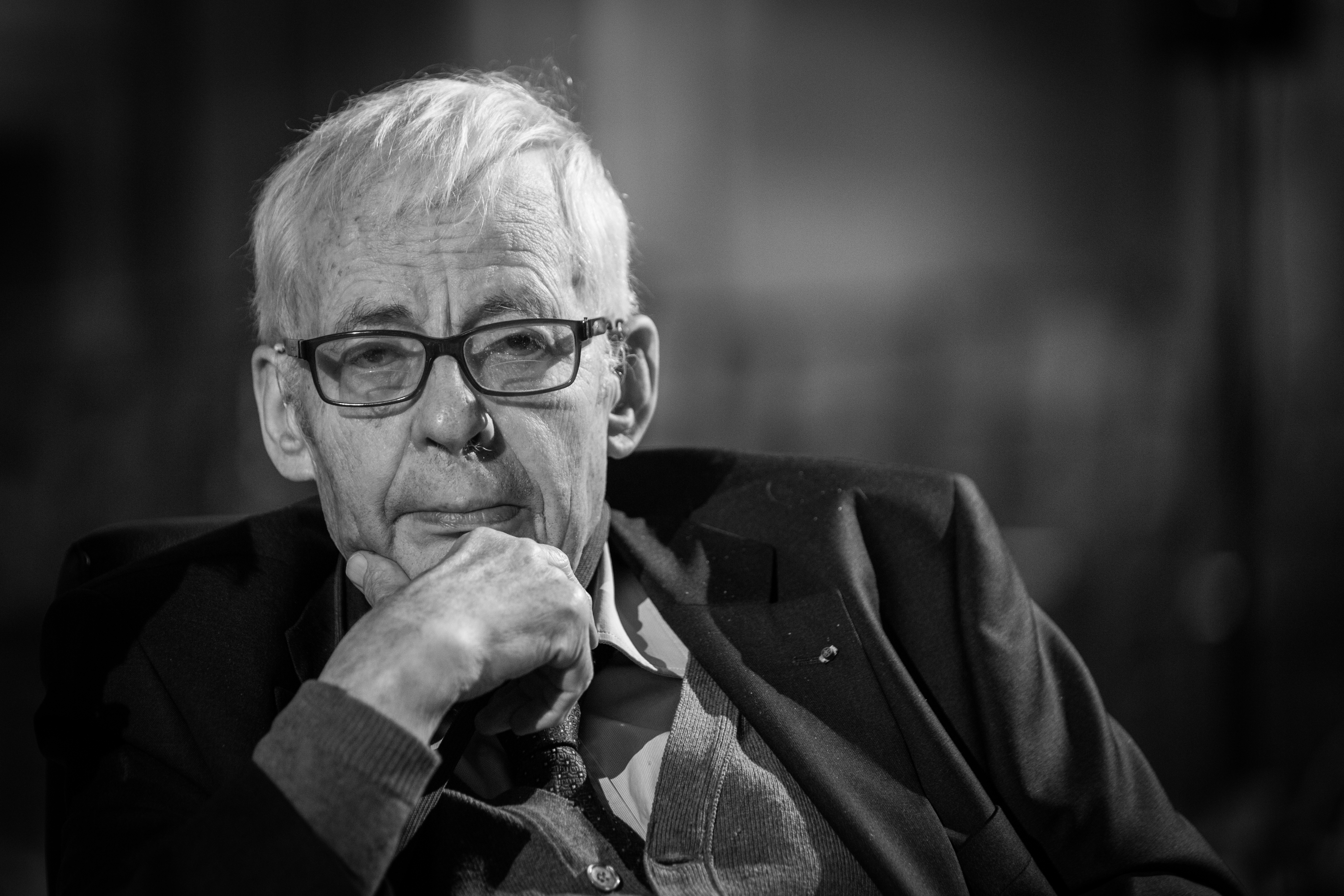
Эммануэль Ле Руа Ладюри

- Буне, Посечи[англ.] (77) — фиджийский политик, министр сельского хозяйства, рыболовства и лесов (1999—2000), министр окружающей среды (2000—2006), депутат Парламента (1999—2006)[118].
- Бустилло, Марио (70) — российский дирижёр, заслуженный артист Российской Федерации (2003)[119].
- Гашчакова, Барбара (43) — словацкая певица[120].
- Гутьеррес Калле, Сантьяго[исп.] (78) — испанский футболист[121].
- Дженато, Тони[англ.] (94) — филиппинский баскетболист, участник Олимпийских игр (1952, 1956), чемпион Азиатских игр (1962)[122].
- Есенкович, Сеад (80) — югославский футболист и футбольный тренер[123].
- Ле Руа Ладюри, Эммануэль (94) — французский историк[124].
- Найт, Джин[англ.] (80) — американская певица[125].
- Саган, Линда (83) — американская художница и писательница[126].

## 21 ноября

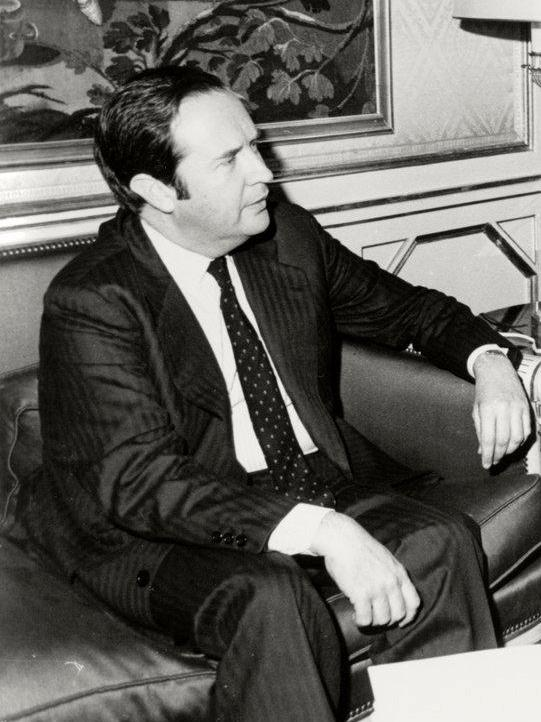
Херонимо Сааведра

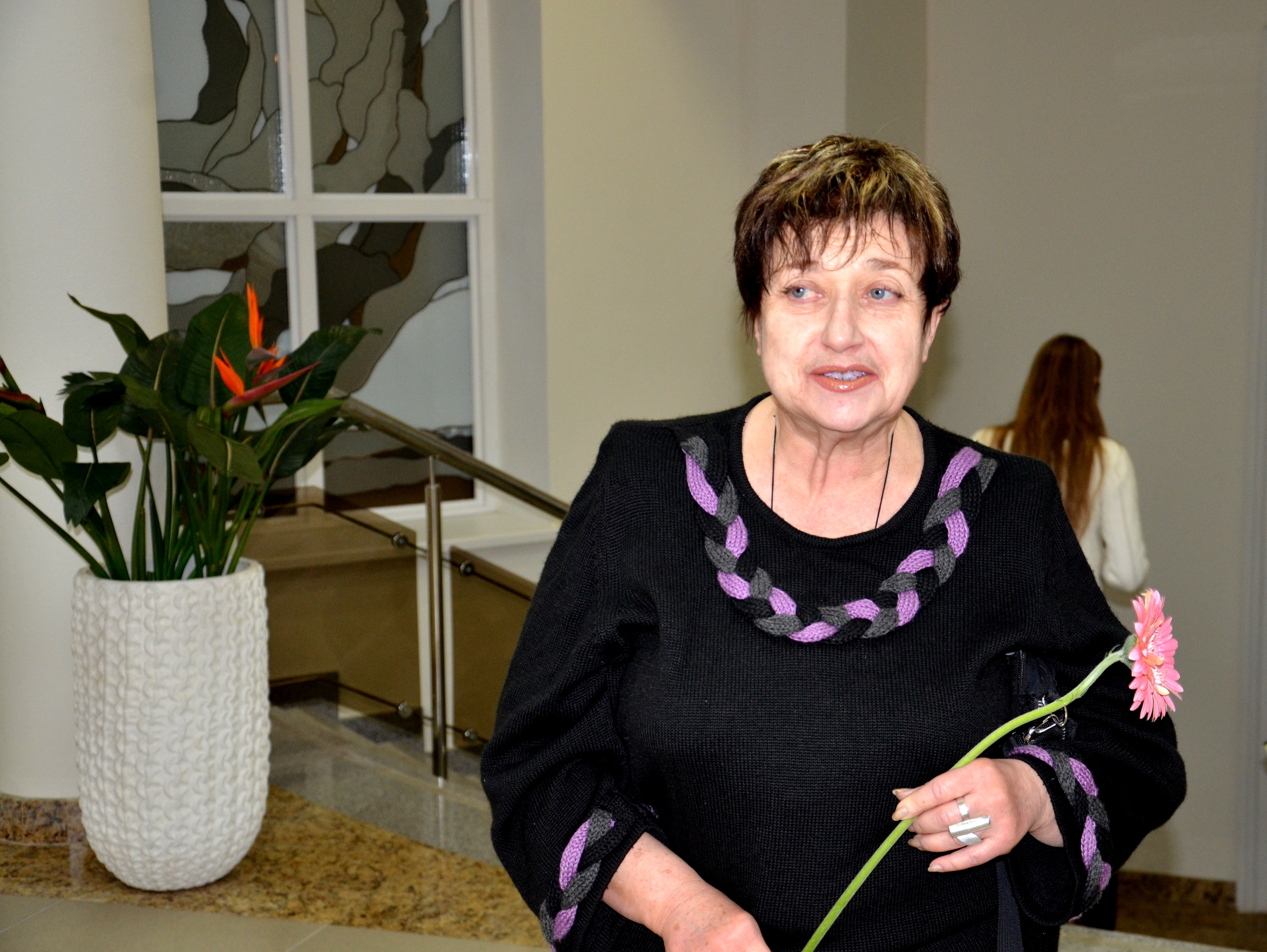
Лариса Финкельштейн

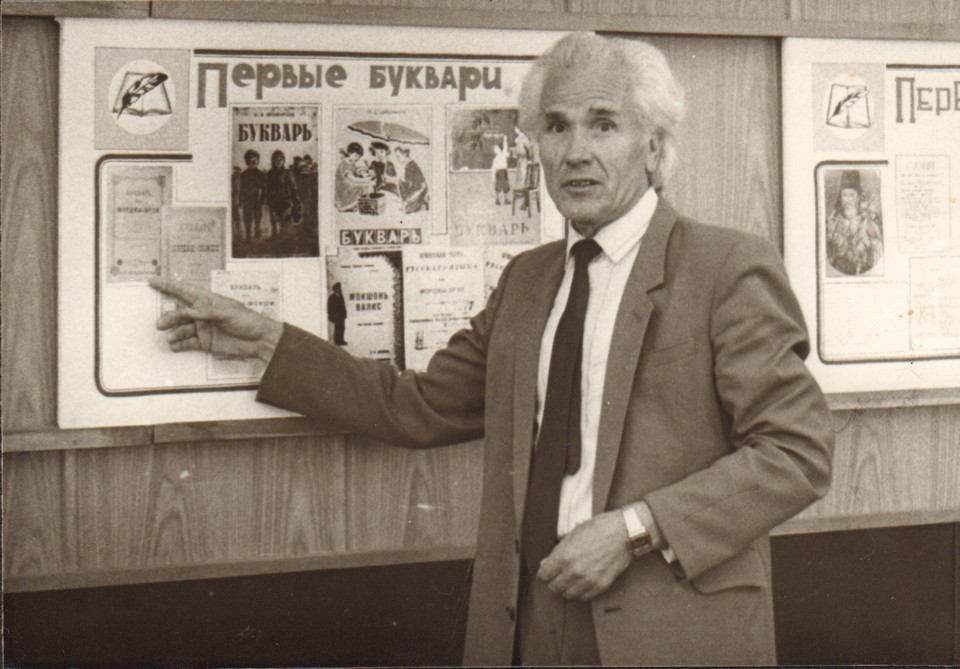
Дмитрий Цыганкин

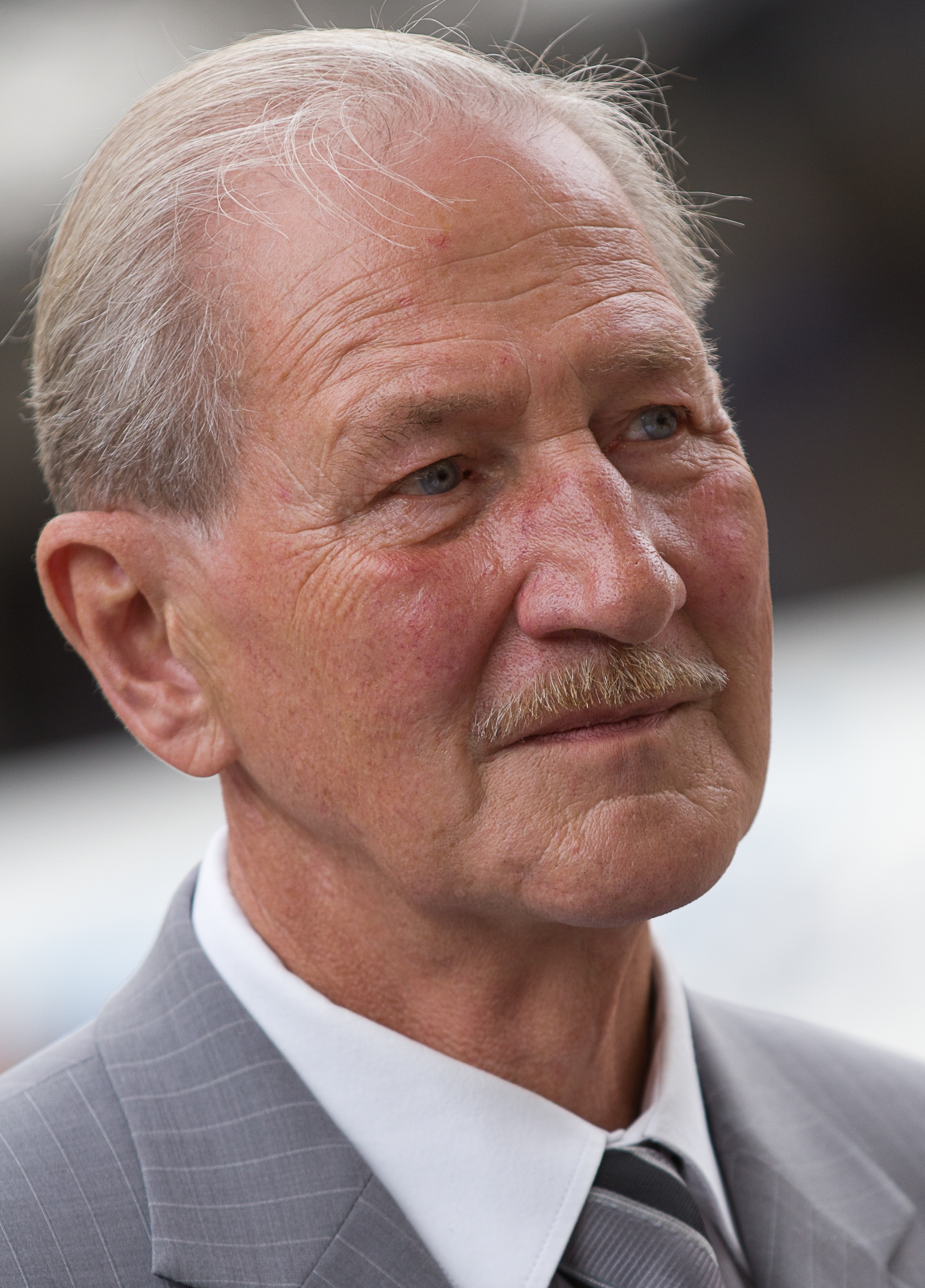
Айвар Эндзиньш

- Бангу, Анри[фр.] (101) — французский политик из Гваделупы, сенатор (1986—1995)[127].
- Дорожкин, Василий Иванович (68) — российский учёный в области ветеринарной фармакологии и токсикологии, член-корреспондент РАСХН (2012—2014), академик РАН (2016)[128].
- Крыжановский, Александр Владимирович (66) — советский и украинский актёр, режиссёр, заслуженный артист Украины (2018)[129].
- Кумар, Камал[англ.] — фиджийский юрист, главный судья (2019—2023)[130].
- Максименко, Михаил Иванович (50) — начальник Главного управления собственной безопасности Следственного комитета России (2011—2016); самоубийство[131].
- Мальвичино, Орасио[исп.] (94) — аргентинский гитарист и композитор[132].
- Мишель, Анн[нидерл.] (64) — бельгийский спринтер, участница летних Олимпийских игр (1980)[133].
- Перру, Жорж[фр.] (82) — швейцарский футболист, игрок национальной сборной[134]
- Сааведра, Херонимо (87) — испанский политик, президент Канарских островов (1982—1987, 1991—1993), министр образования и науки (1995—1996), сенатор (1996, 1999—2003)[135].
- Стюарт, Артур, 8-й граф Касл Стюарт (95) — ирландский дворянин, граф Касл Стюарт (с 1961)[136].
- Финкельштейн, Лариса Давидовна (73) — советский и белорусский искусствовед[137].
- Хапчаева, Роза Ибрагимовна (88) — советская и российская актриса, заслуженная артистка Российской Федерации (1994)[138].
- Цыганкин, Дмитрий Васильевич (98) — советский и российский лингвист, финно-угровед, заслуженный деятель науки Российской Федерации (1997)[139].
- Щербина, Александр Николаевич (87) — советский и российский инженер-исследователь, лауреат Государственной премии СССР (1975) и Премии Правительства Российской Федерации в области науки и техники (1995)[140].
- Эндзиньш, Айвар (82) — советский и латвийский юрист и политический деятель, депутат Верховного Совета Латвии (1990—1993) и Сейма (1993—1998), председатель Конституционного суда (2000—2007)[141].

## 20 ноября

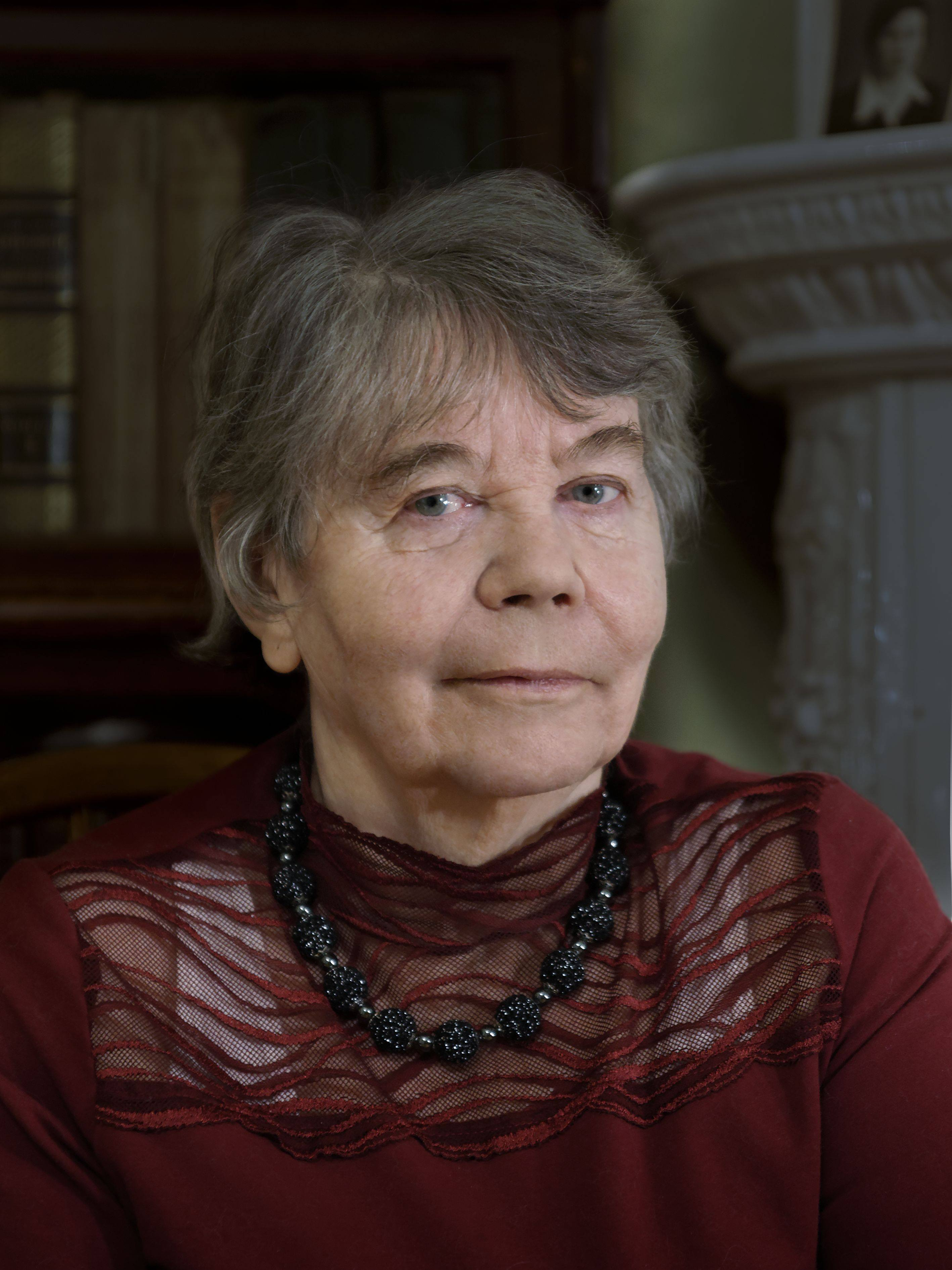
Нина Катерли

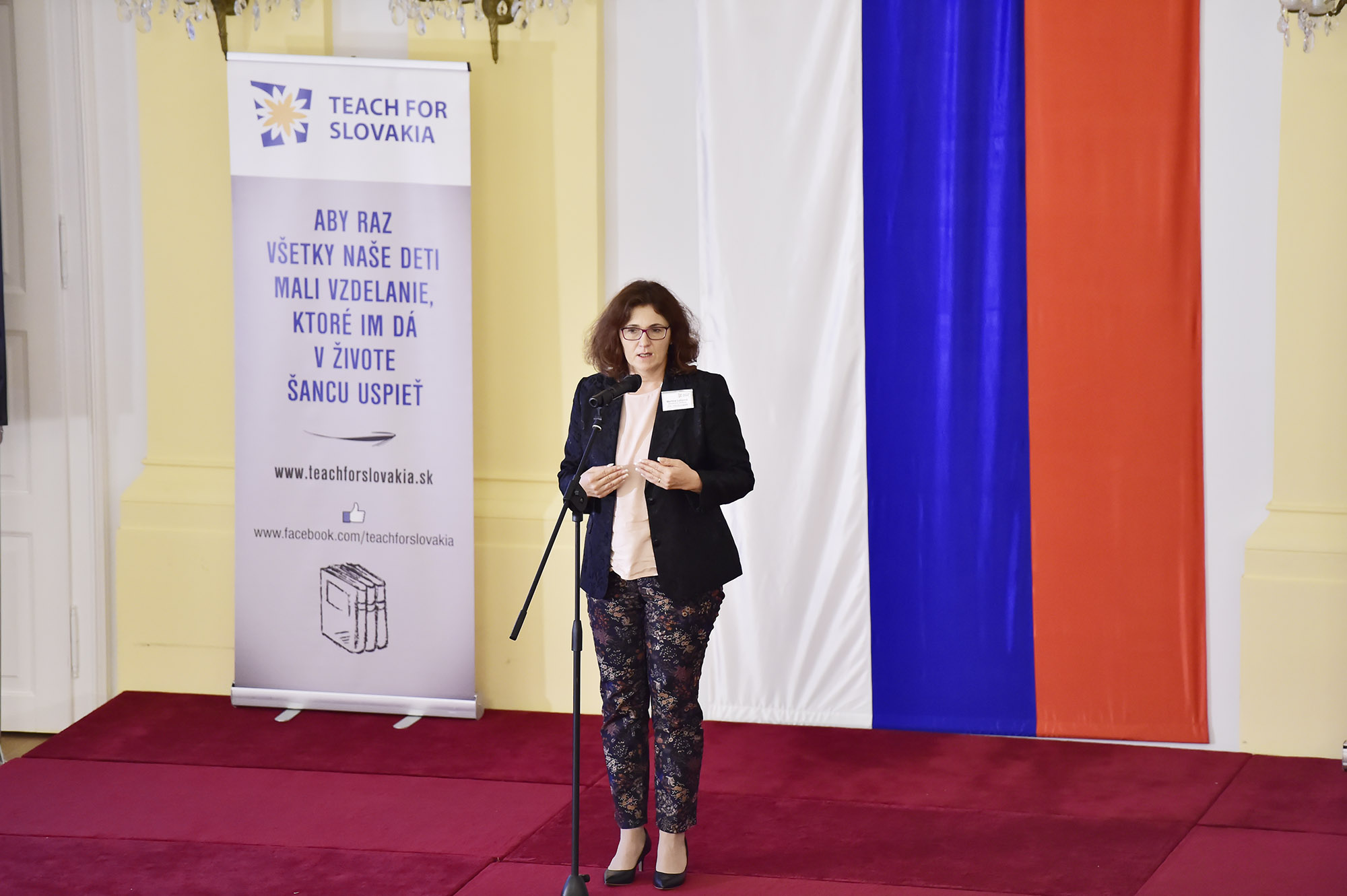
Мартина Лубиова

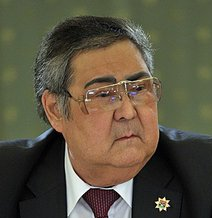
Аман Тулеев

- Александер, Стефани (82) — американский математик, член Американского математического общества (2014)[142].
- Гадрболцова, Здена[чеш.] (86) — чешская актриса[143].
- Дорин, Филип Робар[словен.] (83) — словенский кинорежиссёр и сценарист, двукратный лауреат кинофестиваля в Пуле (1970, 1985)[144].
- Канакис, Анна (61) — итальянская актриса и фотомодель[145].
- Катерли, Нина Семёновна (89) — советская и российская писательница и правозащитница, бабушка Евгении Беркович[146].
- Крир, Роб[люкс.] (85) — люксембургский скульптор и архитектор[147].
- Коэлью, Алберту Пинту (младший)[порт.] (78) — бразильский политик, губернатор штата Минас-Жерайс (2014—2015)[148].
- Лубиова, Мартина (56) — словацкий экономист и политик, министр образования и науки (2017—2020)[149].
- Тулеев, Аман Гумирович (79) — российский государственный деятель, губернатор Кемеровской области (1997—2001, 2001—2018), полный кавалер ордена «За заслуги перед Отечеством»[150].
- Уильямс, Марс[англ.] (68) — американский саксофонист[151].
- Хохряков, Валентин Фёдорович (95) — советский и российский учёный, специалист в области внутренней дозиметрии[152].

## 19 ноября

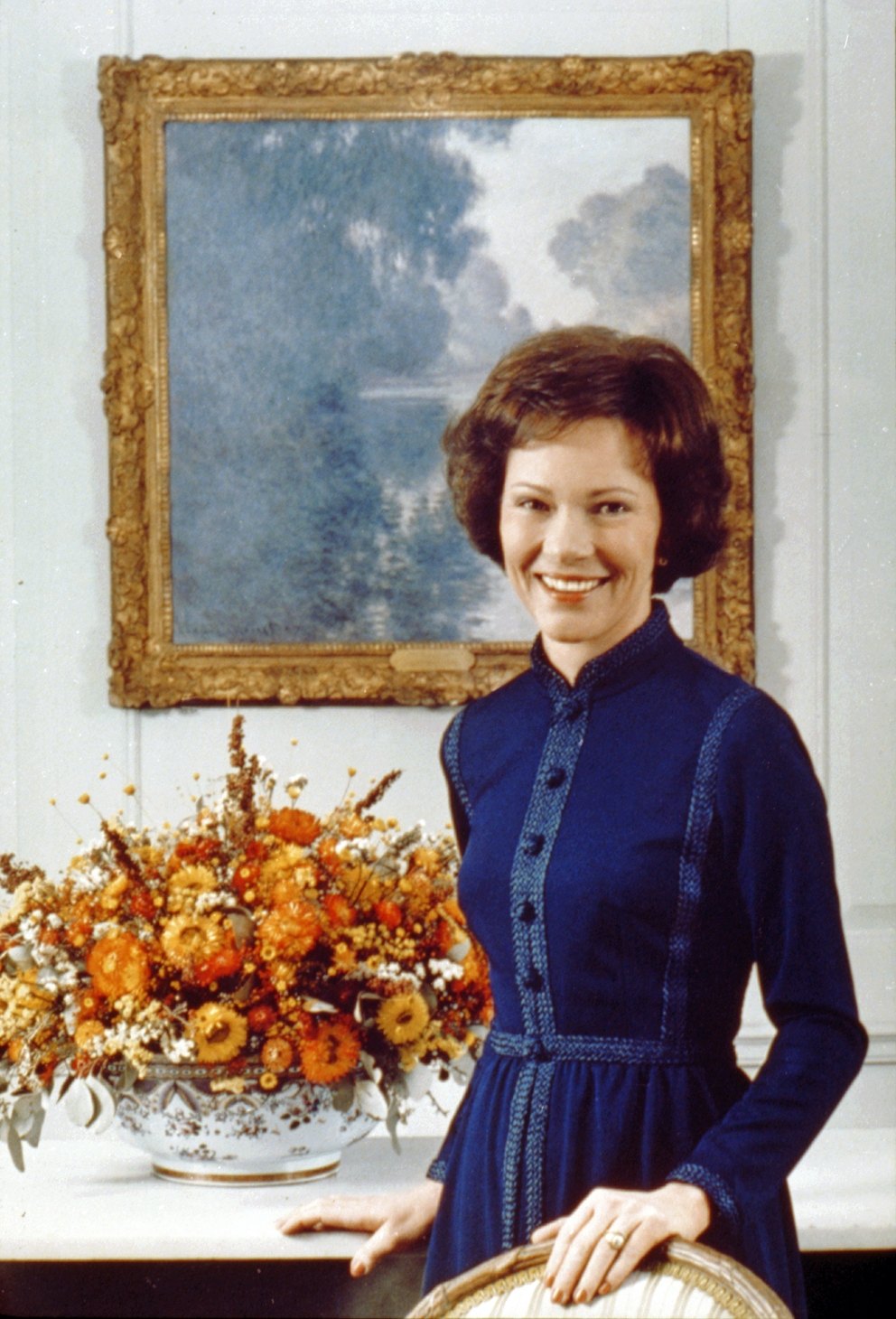
Розалин Картер

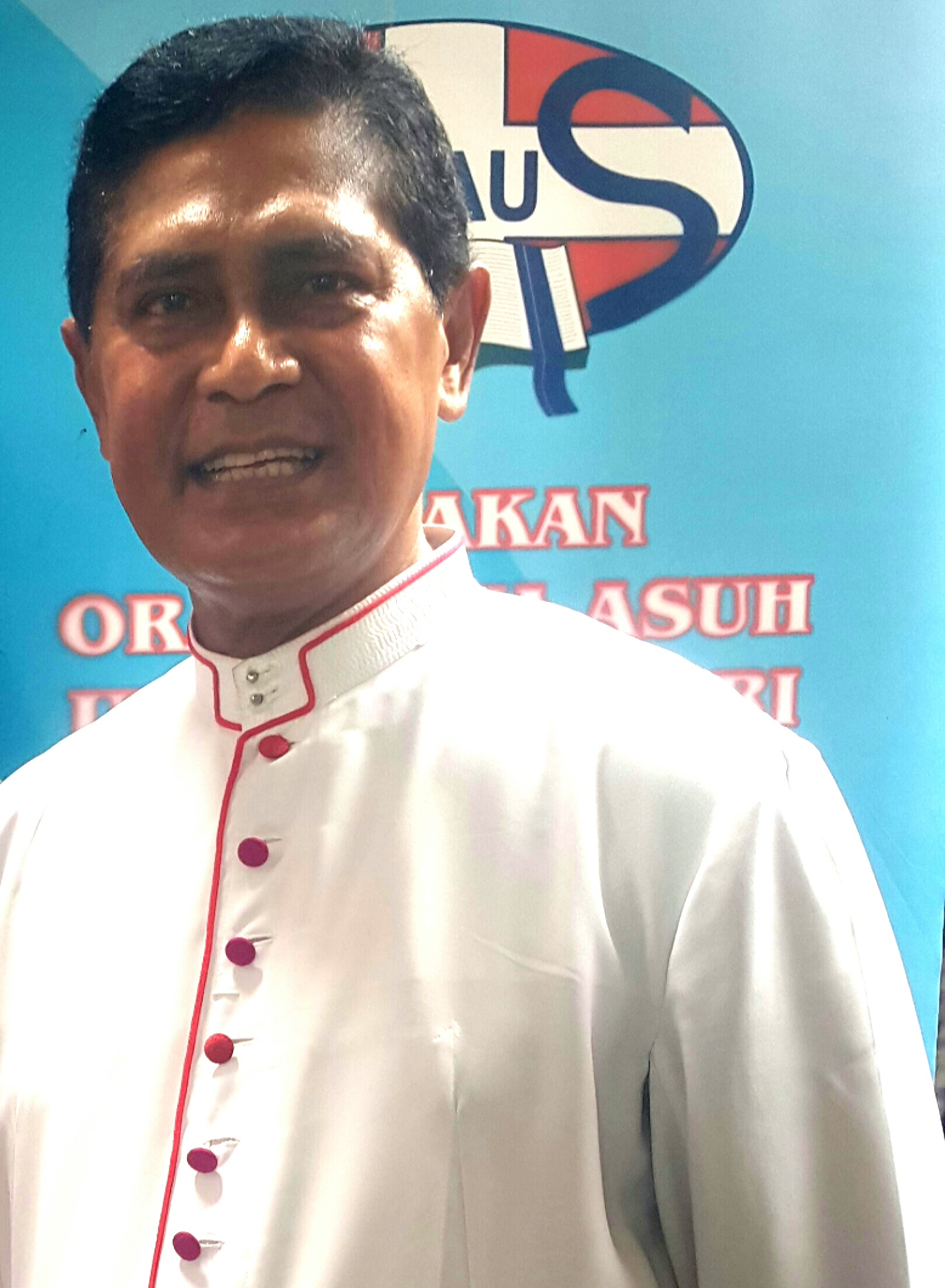
Викентий Потокота

- Арцилли, Джузеппе[итал.] (82) — капитан-регент Сан-Марино (1986―1987, 1999―2000, 2004―2005)[153].
- Ван дер Легте, Вим[англ.] (76) — нидерландский предприниматель-миллиардер, владелец компании VDL Groep[154].
- Ваттье, Ги[фр.] (84) — французский политик, депутат Национального собрания (1988)[155].
- Гадхви, Санджай[англ.] (57) — индийский кинорежиссёр[156].
- Гарсон Вальдес, Эрнесто[исп.] (96) — аргентинский философ[157].
- Голд, Херберт[англ.] (99) — американский писатель[158].
- Йосса, Мариза[итал.] (85) — итальянская фотомодель, «Мисс Италия» (1959)[159].
- Как, Муштак[англ.] (62) — индийский актёр[160].
- Картер, Розалин (96) — супруга президента США Джимми Картера, первая леди США (1977—1981)[161].
- Маз, Колетт (109) — французская пианистка[162].
- Мусял, Влодзимеж (92) — польский актёр[163].
- Наниев, Феликс Магрезович (73) — советский тяжелоатлет, рекордсмен мира, двукратный чемпион СССР (1970, 1971)[164].
- Потокота, Викентий Сенси (72) — индонезийский католический прелат, епископ Маумере (2005—2007), архиепископ Энде (c 2007)[165].
- Стрюдом, Ханнес (58) — южноафриканский регбист, чемпион мира (1995)[166].
- Тавариш, Сара[порт.] (45) — португальская певица, гитаристка и композитор[167].
- Томильчик, Лев Митрофанович (92) — советский и белорусский физик-теоретик, член-корреспондент Национальной академии наук Беларуси (1989)[168].
- Экленд, Джосс (95) — британский актёр[169].

## 18 ноября

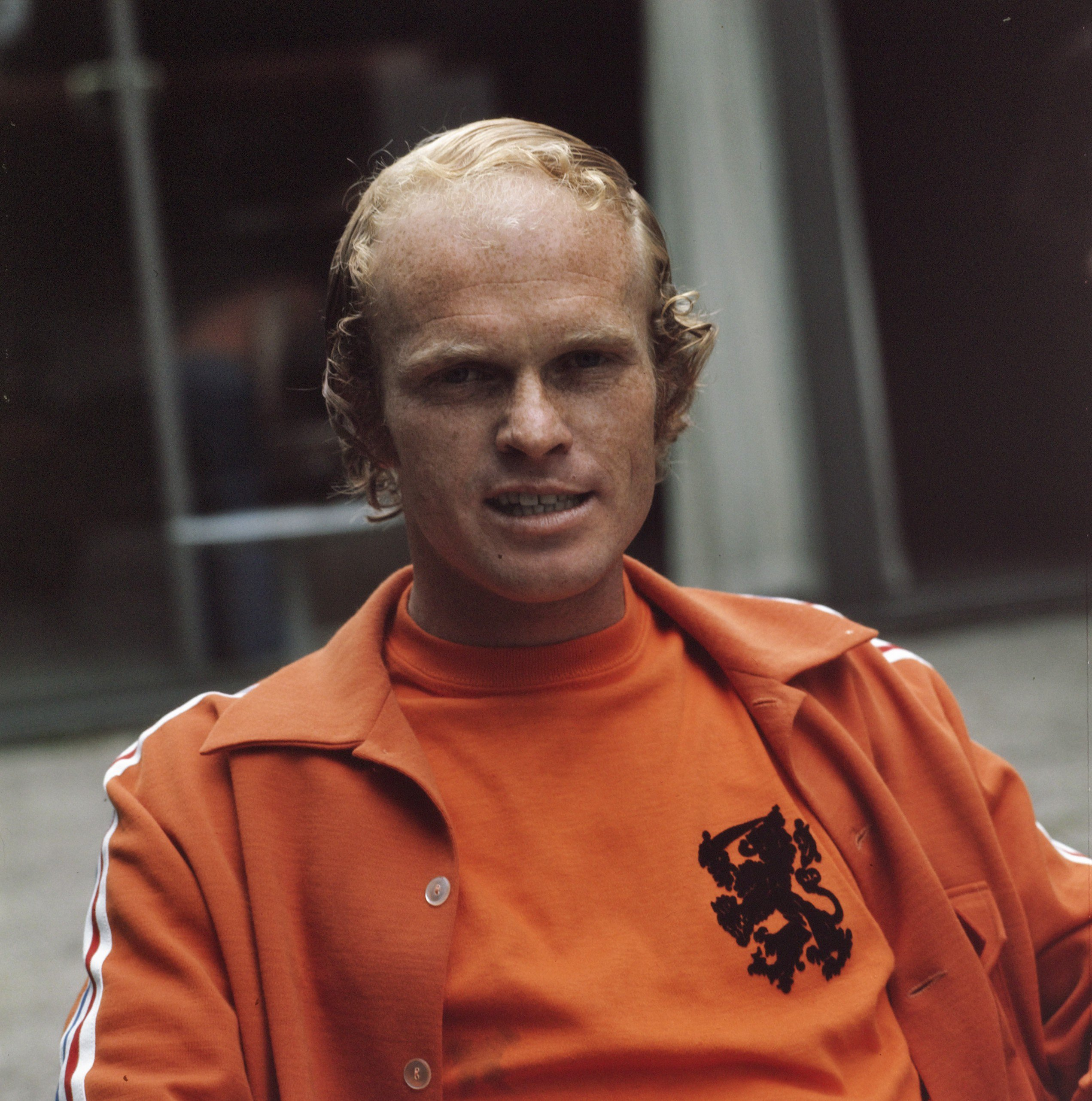
Руд Гелс

- Аскеров, Акиф Иззатулла оглы (83) — советский и азербайджанский скульптор, народный художник Азербайджана (2018), почётный зарубежный член РАХ (2016)[170].
- Безродный, Михаил Владимирович (66) — советский и немецкий филолог, писатель[171].
- С. Венкитараманан[англ.] (92) — индийский экономист, управляющий Резервного банка (1990—1992)[172].
- Гелс, Руд (75) — нидерландский футболист, игрок национальной сборной[173].
- Грицевич, Николай Григорьевич (103) — советский промышленный и государственный деятель[174].
- Дель Тредичи, Дэвид (86) — американский композитор[175].
- Карвалью, Антониу (62) — португальский футболист, игрок национальной сборной[176].
- Лима, Жуан[порт.] (62) — португальский легкоатлет (бег с барьерами), участник летних Олимпийских игр (1988)[177].
- Мария Кристина Савойская-Аостская[англ.] (90) — итальянская принцесса из Савойской династии[178].
- Мики, Таку (88) — японский писатель, поэт и переводчик[179].
- Мпанга, Джойс[англ.] (89) — угандийский политик, министр по делам женщин (1988—1989), министр начального образования (1989—1992), член Парламента (1996—2001)[180].
- Опалайе, Экундайо[англ.] (77) — нигерийский генерал и политик, губернатор штата Ондо (1986—1987)[181].
- Ульссон, Фредрик (92) — шведский актёр[182].
- Чомош, Мари[венг.] (80) — венгерская актриса[183].

## 17 ноября

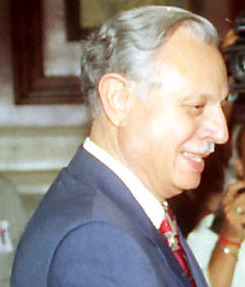
Гохар Айюб Хан

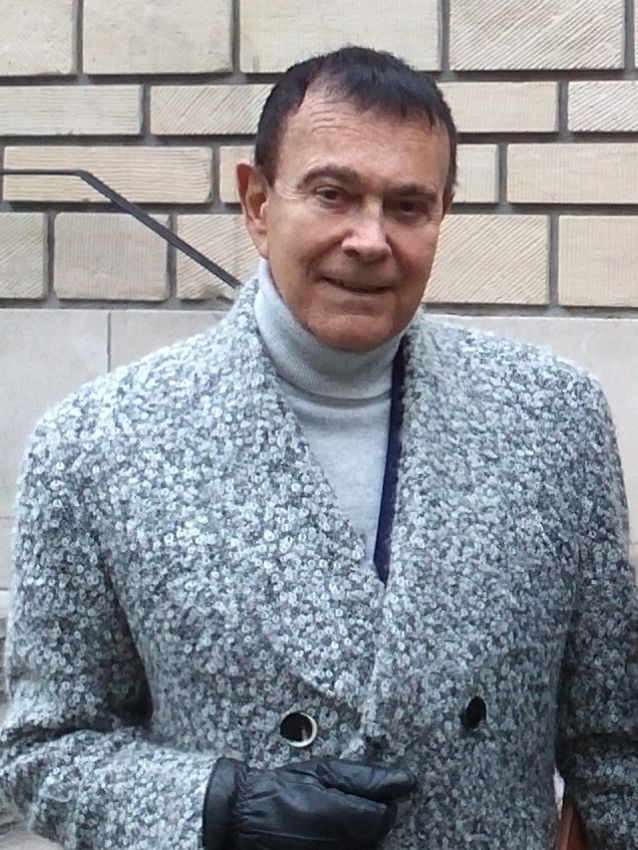
Клод Кан

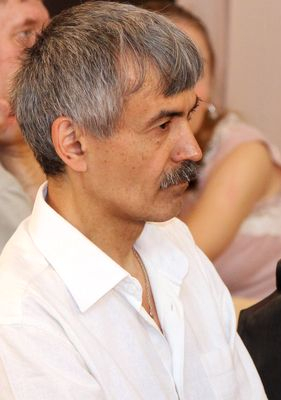
Марат Макаров

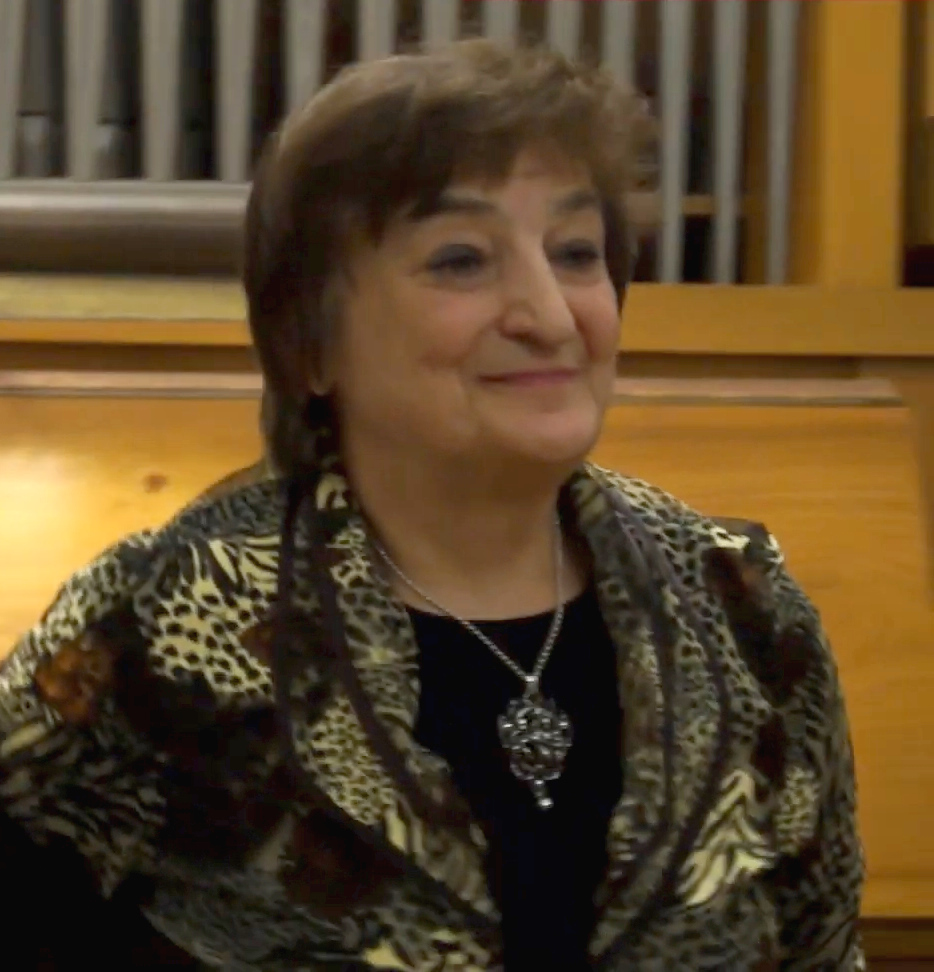
Любовь Шишханова

- Айюб Хан, Гохар (86) — пакистанский государственный деятель, спикер Национальной ассамблеи (1990—1993), министр иностранных дел (1997—1998), сын Мохаммеда Айюб Хана[184].
- Бахар, Ахмед (76) — палестинский политический деятель, вице-спикер Палестинского законодательного совета (с 2006); убит[185].
- Бервутс, Кристиана[нидерл.] (75) — бельгийская эстрадная певица[186].
- Госвами, Бриджиндер Натх[англ.] (90) — индийский искусствовед и историк[187].
- Даменцкий, Мацей[пол.] (79) — польский актёр[188].
- Доминичи, Чарли[англ.] (72) — американский певец (о смерти объявлено в этот день)[189] .
- Ибаррола, Агустин[исп.] (93) — испанский художник и скульптор[190].
- Йенсен, Хеннинг Мунк[дат.] (76) — датский футболист, игрок национальной сборной[191].
- Кан, Клод (88) — французский пианист[192].
- Макаров, Марат Анатольевич (60) — российский шахматист, гроссмейстер (1993)[193].
- Стамбули, Анри (62) — французский футболист и футбольный тренер[194].
- Стелляк, Гжегож[пол.] (72) — польский спортсмен по академической гребле, бронзовый призёр Летних Олимпийских игр 1980 года[195].
- Стиб, Луис Ларраин[исп.] (42) — чилийский общественный деятель, защитник прав ЛГБТ[196].
- Стрельцова, Татьяна Дмитриевна (69) — советская и киргизская актриса, народная артистка Кыргызстана (1996)[197].
- Шеперд, Сюзанн[англ.] (89) — американская актриса[198].
- Шишханова, Любовь Башировна (76) — советская и российская органистка, народная артистка Российской Федерации (2006)[199].
- Эрколани, Доменика[итал.] (113) — итальянская верифицированная долгожительница, старейшая жительница Италии (с 2022)[200]

## 16 ноября

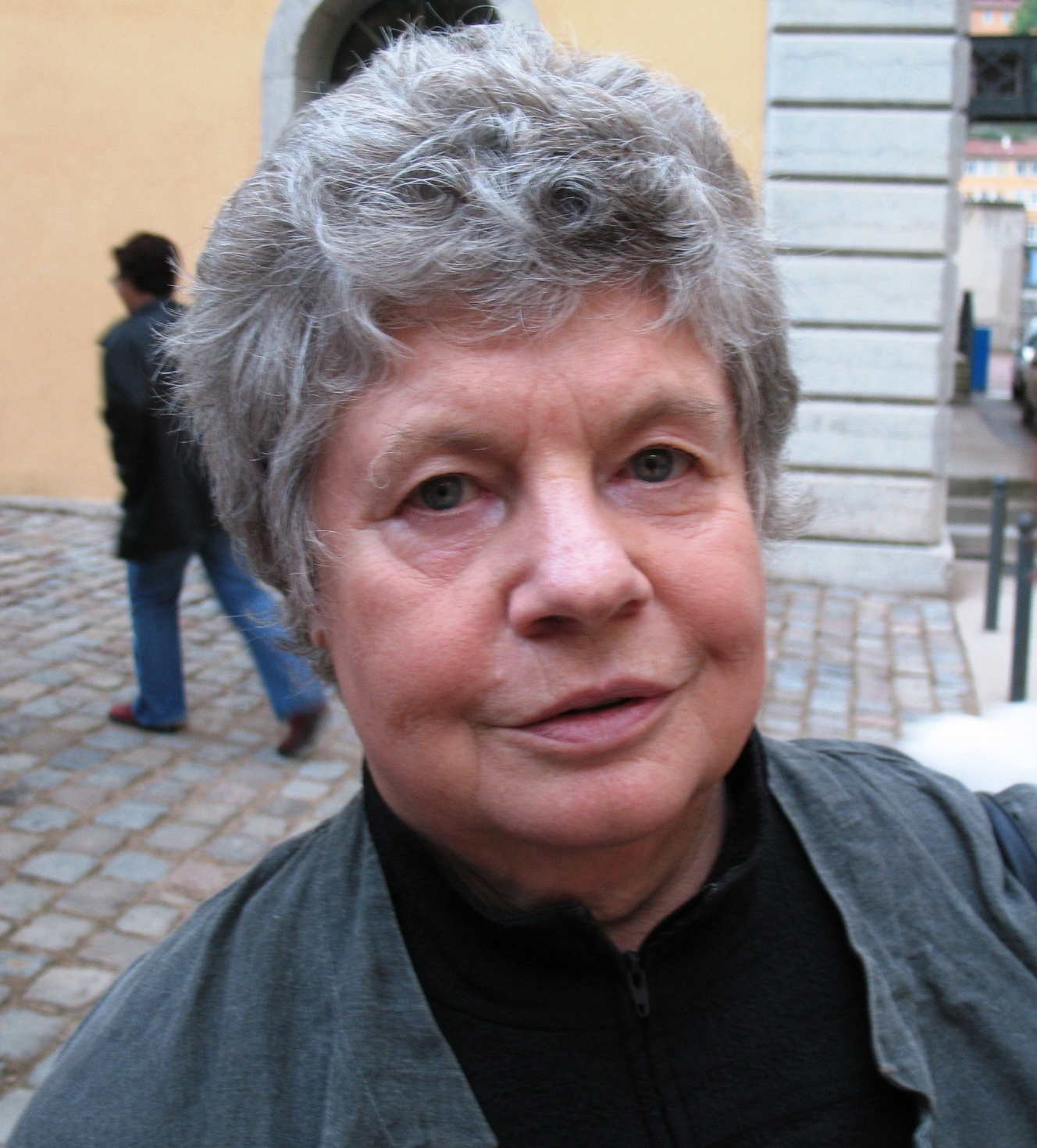
Антония Сьюзен Байетт

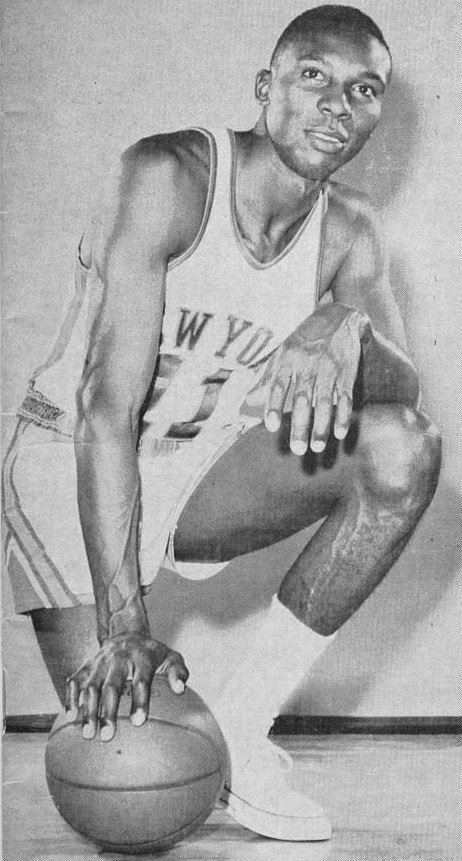
Джонни Грин

- Байетт, Антония Сьюзен (87) — английская писательница, лауреат Букеровской премии (1990)[201].
- Блайли-младший, Томас Джером[англ.] (91) — американский политик, член Палаты представителей (1981—2001), мэр Ричмонда (1970—1977)[202].
- Галамбош, Эржи[венг.] (91) — венгерская актриса[203].
- Грин, Джонни (89) — американский баскетболист[204].
- Йовановский, Мето[макед.] (77) — югославский и македонский актёр[205].
- Коршинский, Иван Юрьевич (95) — советский и украинский врач и политик, народный депутат Украины (1994—1998)[206].
- Соколов, Аркадий Васильевич (89) — советский и российский учёный в области библиотековедения, информатики и теории социальных коммуникаций[207].
- Солли, Питер (75) — американский органист и пианист[208].
- Шперлинг, Корней Андреевич (76) — советский и российский футбольный тренер, заслуженный тренер Российской Федерации (1990)[209].

## 15 ноября

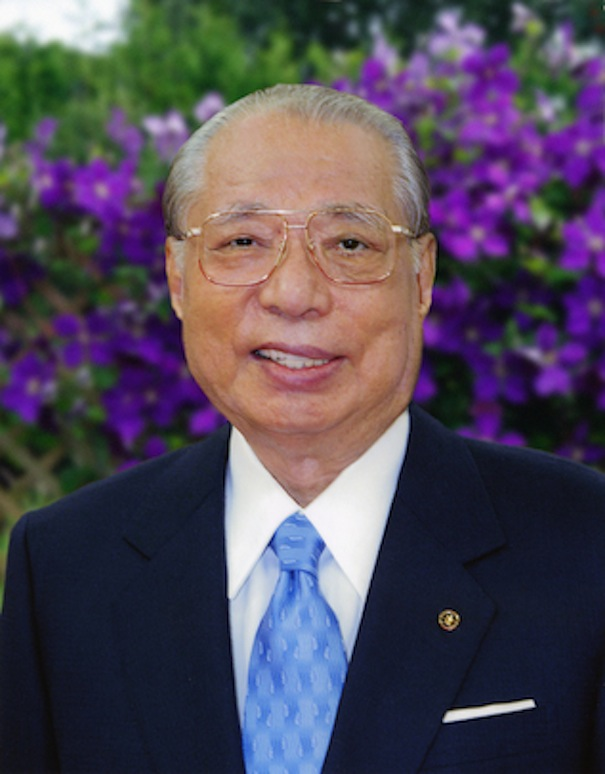
Дайсаку Икэда

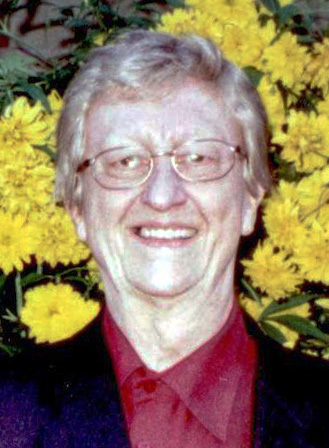
Ханс Хербьёрнсрюд

- Бейли, Рэдклифф[англ.] (54) — американский художник и скульптор[210].
- Гаррик, Невилл[англ.] (73) — ямайский фотограф и художник-график[211].
- Икэда, Дайсаку (95) — японский политический, общественный и религиозный деятель, буддистский философ[212].
- Кимура, Китоси[яп.] (89) — японский политик, член Палаты советников (1998—2010)[213].
- Лаушевич, Жарко[серб.] (63) — сербский и черногорский актёр[214].
- Свиридов, Владимир Георгиевич (68) — российский военачальник, командующий 6-й армии ВВС и ПВО (2005—2009) (тело найдено в этот день)[215].
- Солейе, Онаолапо[англ.] (90) — нигерийский политический деятель, министр финансов (1984—1985)[216].
- Стрижевский, Владимир Сергеевич (70) — советский и украинский футболист и футбольный тренер[217].
- Фельдер, Анна[итал.] (85) — швейцарская писательница, лауреат премии Шиллера (1982) и Гран-при Швейцарии по литературе (2018)[218].
- Хербьёрнсрюд, Ханс (85) — норвежский писатель[219].
- Чигова, Джордж (32) — зимбабвийский футболист, игрок национальной сборной[220].

## 14 ноября

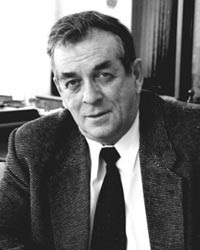
Леонид Барбараш

- Арнольд, Том[англ.] (76) — британский политик, член Парламента (1974—1997)[221].
- Барбараш, Леонид Семёнович (82) — советский и российский кардиохирург, академик РАМН (2005—2013), академик РАН (2013), заслуженный врач Российской Федерации (1996)[222].
- Боттари, Мария Анджела[итал.] (78) — итальянский политик, член Палаты депутатов (1978—1987)[223].
- Жалуд, Станислав[чеш.] (91) — чехословацкий политик, член Федерального собрания (1990—1992)[224].
- Коттер, Брайан, барон Коттер[англ.] (87) — британский политик, член Палаты общин (1997—2005), член Палаты лордов (с 2006)[225].
- Мерес, Збигнев[пол.] (71) — польский пожарный и политик, сенатор (2007—2015)[226].
- Паркин, Артур (71) — новозеландский хоккеист на траве, олимпийский чемпион (1976)[227].
- Мачадо Саллес, Коломбо[порт.] (97) — бразильский политик, губернатор штата Санта-Катарина (1971—1975)[228].
- Огородников, Николай Дмитриевич (73) — советский и российский общественный и политический деятель, народный депутат РСФСР (1990—1993)[229].
- Чандер, Рамеш[англ.] (88) — малайзийский экономист и статистик[230].
- Шабир, Мохаммед[англ.] (77) — палестинский деятель образования, президент Исламского университета сектора Газа (1990—2005); убит[231].

## 13 ноября

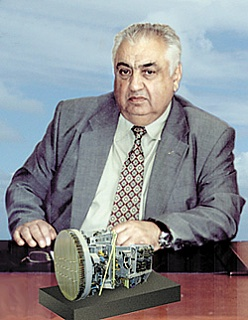
Тамерлан Бекирбаев

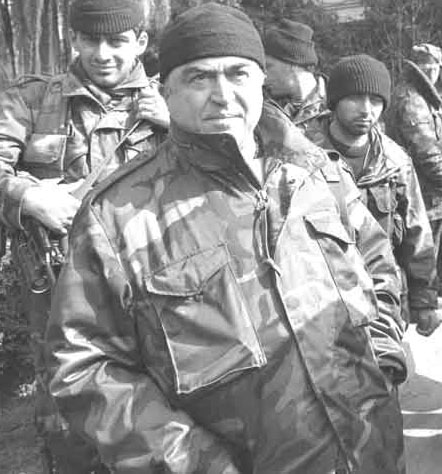
Тенгиз Китовани

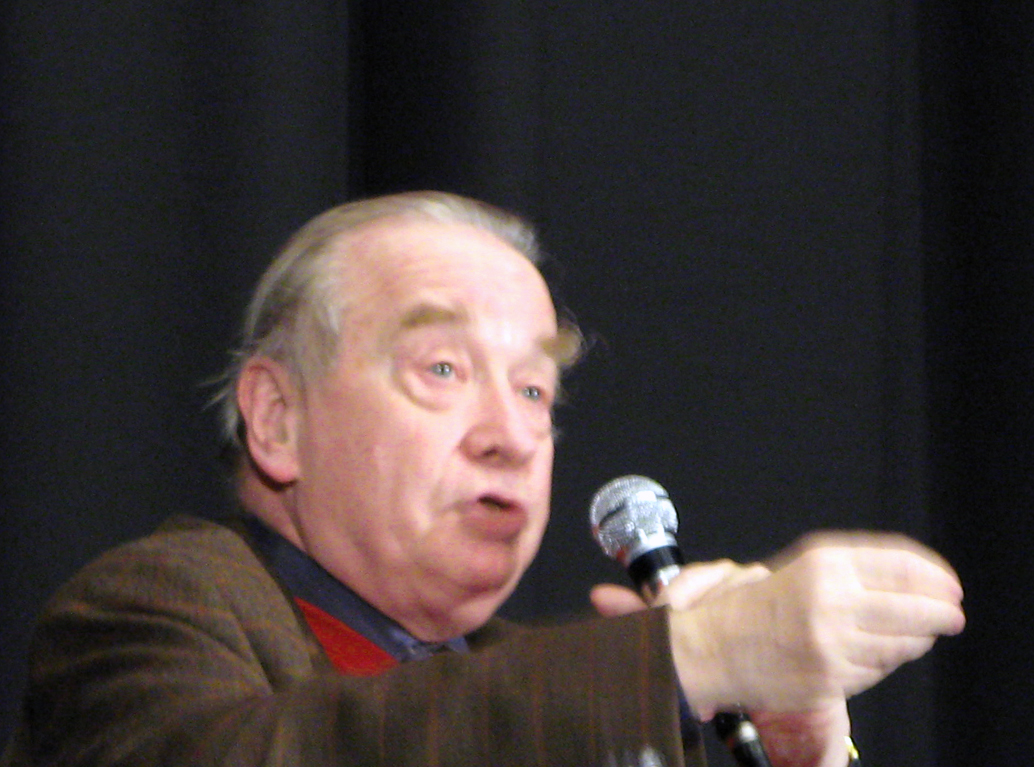
Мишель Симан

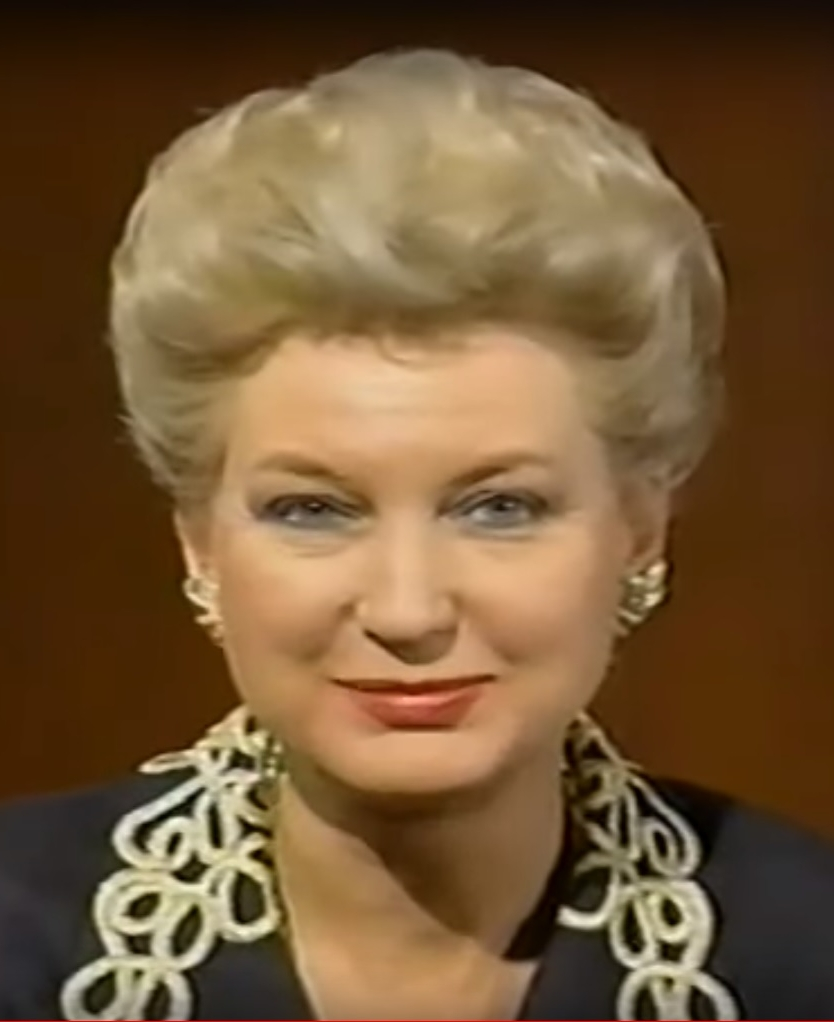
Мэриэнн Трамп-Бэрри

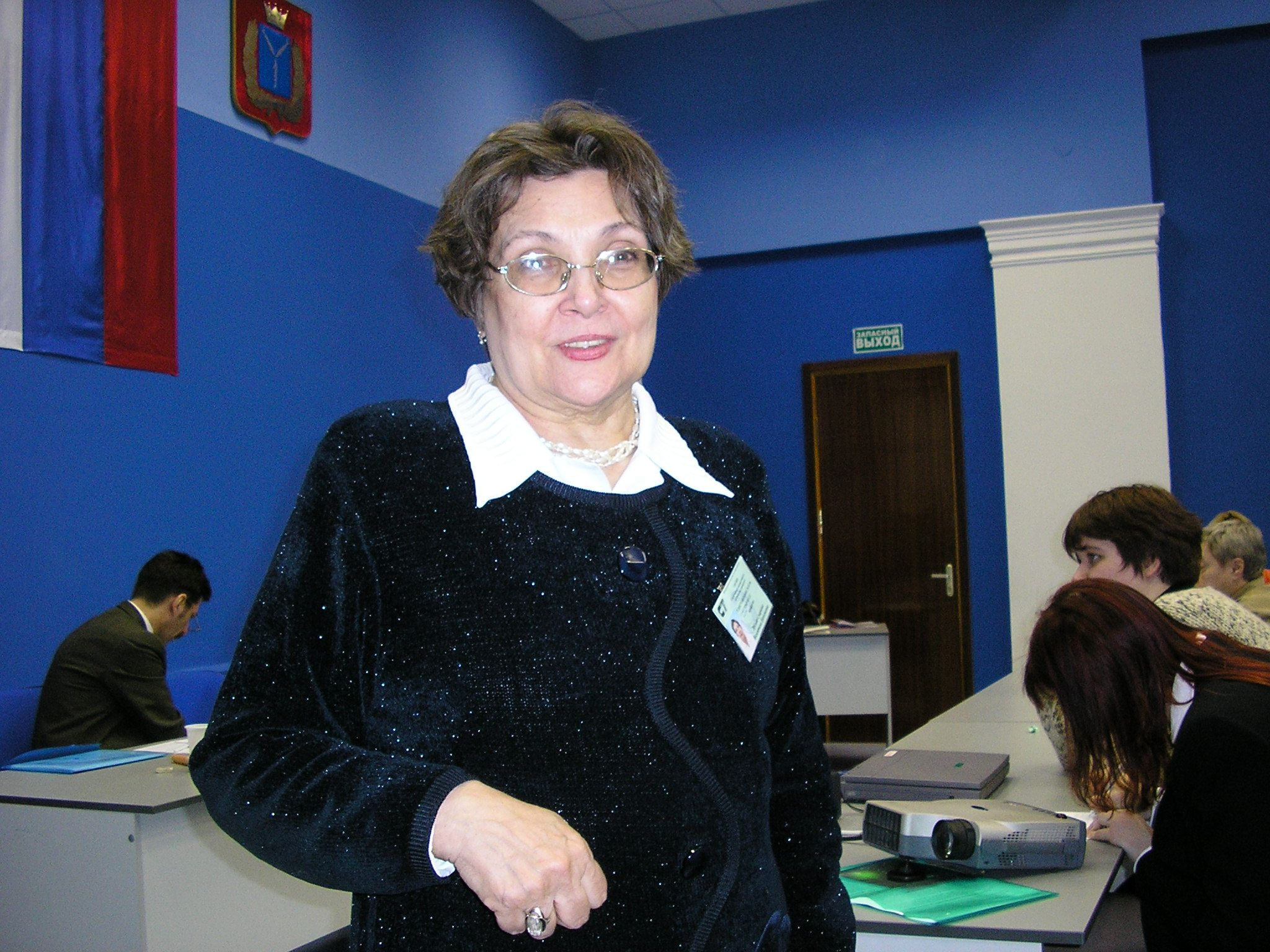
Валентина Ярская-Смирнова

- Ачарья, Басудеб[англ.] (81) — индийский политик, депутат Лок Сабхи (1980—2014)[232].
- Бекирбаев, Тамерлан Османович (89) — советский и российский инженер-радиотехник, главный конструктор авиационных РЛСУ АО НИИ приборостроения им. В. В. Тихомирова[233].
- Бишоп, Майкл[англ.] (78) — американский писатель-фантаст[234].
- Китовани, Тенгиз Калистратович (85) — грузинский политик, министр обороны (1992—1993)[235].
- Кууск, Иво[эст.] (86) — советский и эстонский оперный певец (тенор), народный артист Эстонской ССР (1983)[236].
- Куэвас Мело, Абель[исп.] (58) — мексиканский политик, член Конгресса (2003—2009)[237].
- Матаджа, Сьяхрани[англ.] (75) — индонезийский политик, депутат Совета народных представителей (2014—2019)[238].
- Полетти, Игнасио[исп.] (93) — аргентинский баскетболист, игрок национальной сборной, участник летних Олимпийских игр (1952)[239].
- Силалахи, Тиопан[индон.] (85) — индонезийский военный и государственный деятель, министр по делам государственных служащих (1993—1998)[240].
- Симан, Мишель (85) — французский кинокритик[241].
- Трамп-Бэрри, Мэриэнн (86) — американский адвокат и федеральный судья, сестра Дональда Трампа[242].
- Чоудхори, Акрам Хоссейн[англ.] (68) — бангладешский политик, депутат Национальной ассамблеи (2008—2014)[243].
- Шаталин, Андрей Германович (63) — советский и российский музыкант, участник группы «Алиса» (1983—1988, 1989—2003)[244].
- Ярская-Смирнова, Валентина Николаевна (88) — советский и российский философ, социолог, заслуженный деятель науки Российской Федерации (1997)[245].

## 12 ноября

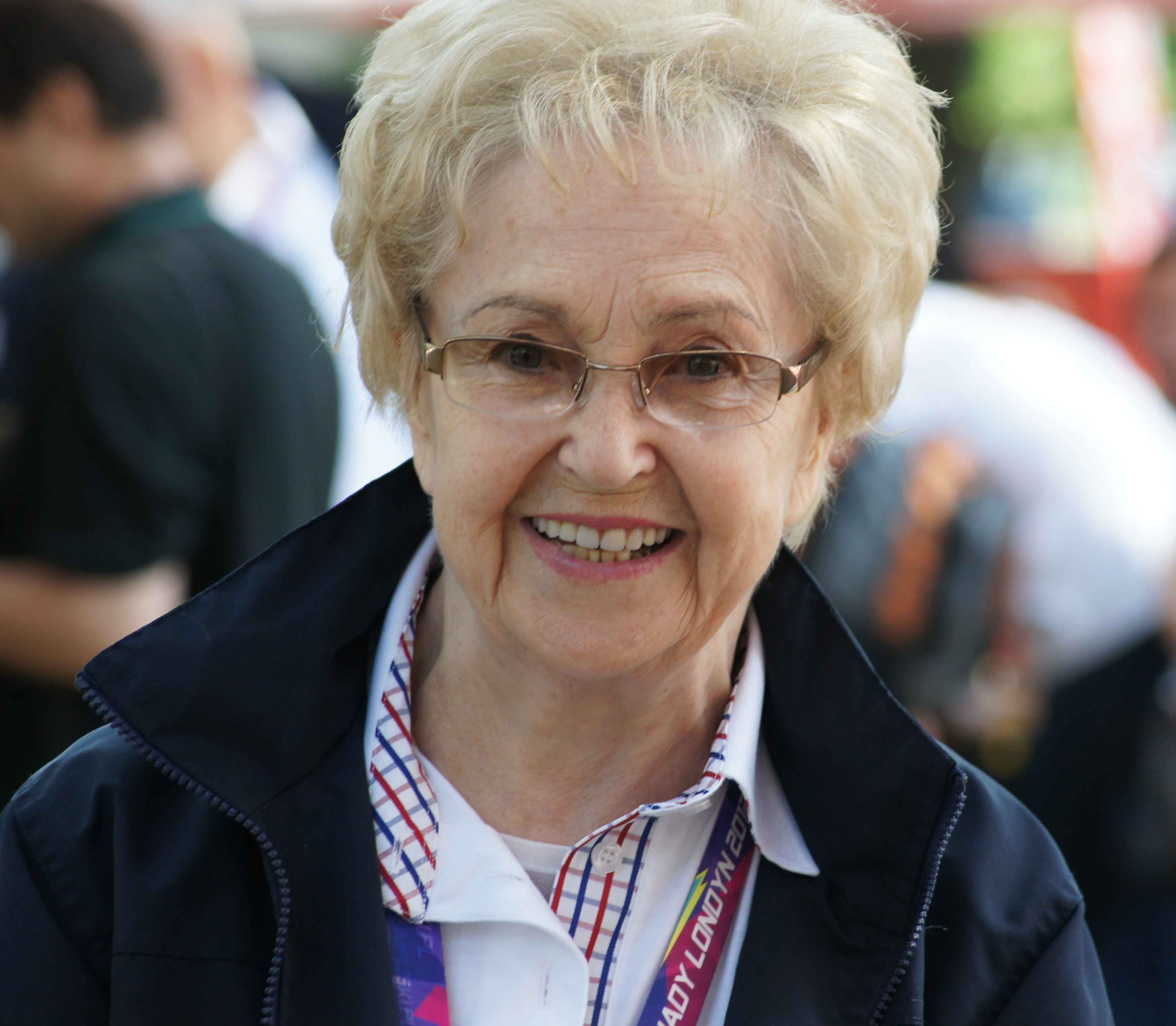
Хелена Пилейчик

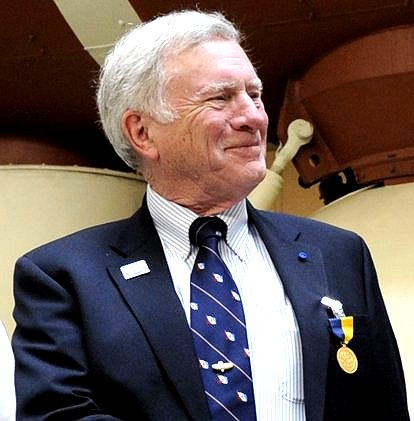
Дон Уолш

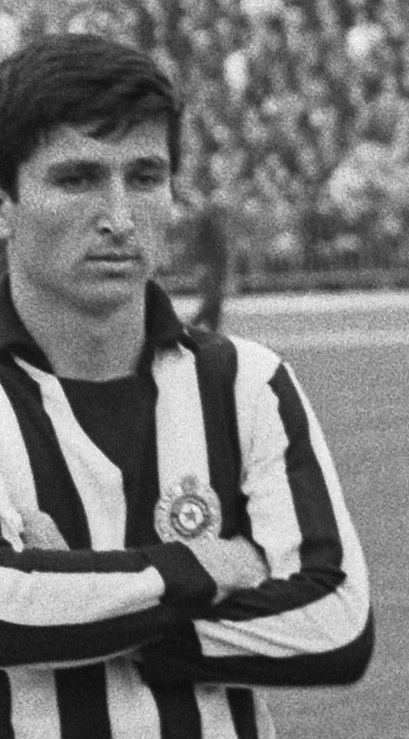
Мустафа Хасанагич

- Акгюн, Качмаз (88) — турецкий футболист, игрок национальной сборной, участник чемпионата мира (1954)[246].
- Бет, Альдо (74) — итальянский футболист и футбольный тренер[247].
- Вардхани, Кусума[индон.] (59) — индонезийская спортсменка по стрельбе из лука, бронзовый призёр летних Олимпийских игр 1988 года[248].
- Гусейнов, Рагим Али Гусейн оглы (87) — советский и азербайджанский государственный и политический деятель, премьер-министр Азербайджана (1992—1993)[249].
- Гуцвиньская, Ханна[пол.] (91) — польский политик, депутат Сейма (2001—2005)[250].
- Кан (61) — японский певец и автор песен[251].
- Пилейчик, Хелена (92) — польская конькобежка, бронзовый призёр Олимпийских игр (1960) на дистанции 1500 м[252].
- Садур, Нина Николаевна (73) — советский и российский драматург, прозаик и сценарист[253].
- Уолш, Дон (92) — американский океанограф и исследователь[254].
- Хасанагич, Мустафа (82) — югославский и сербский футболист, футбольный тренер[255].
- Хименес-Давид, Рина[англ.] (68) — филиппинская журналистка[256].
- Чемберлен, Уго[исп.] (88) — костариканский стрелок, участник Олимпийских игр (1968, 1972, 1976)[257].
- Чжун Ваньсе[кит.] (89) — китайский учёный в области инженерной и вычислительной механики, член Китайской академии наук (1993)[258].
- Шварценберг, Карел (85) — чешский политик, министр иностранных дел (2007—2009, 2010—2013)[259].

## 11 ноября

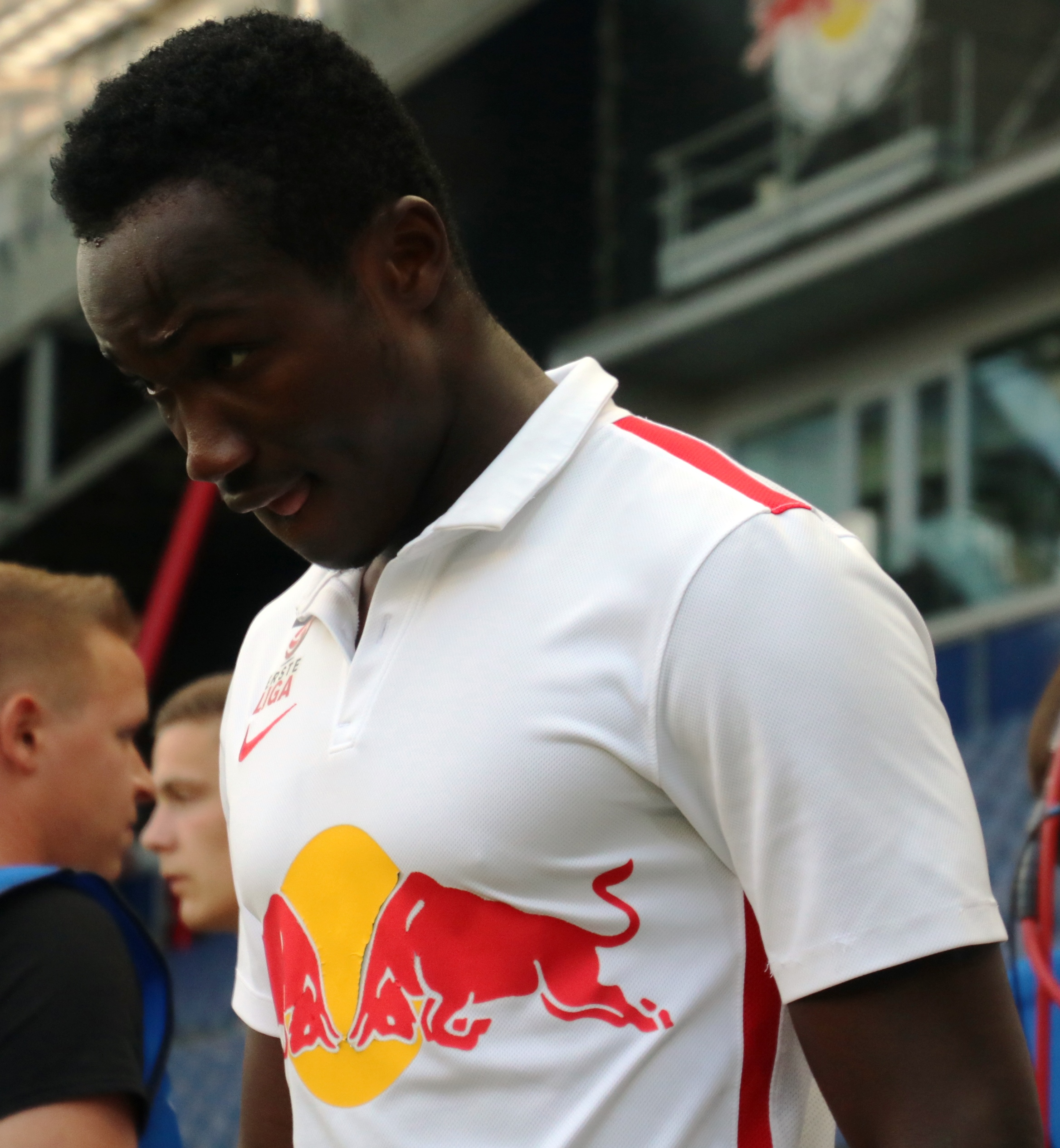
Рафаэль Двамена

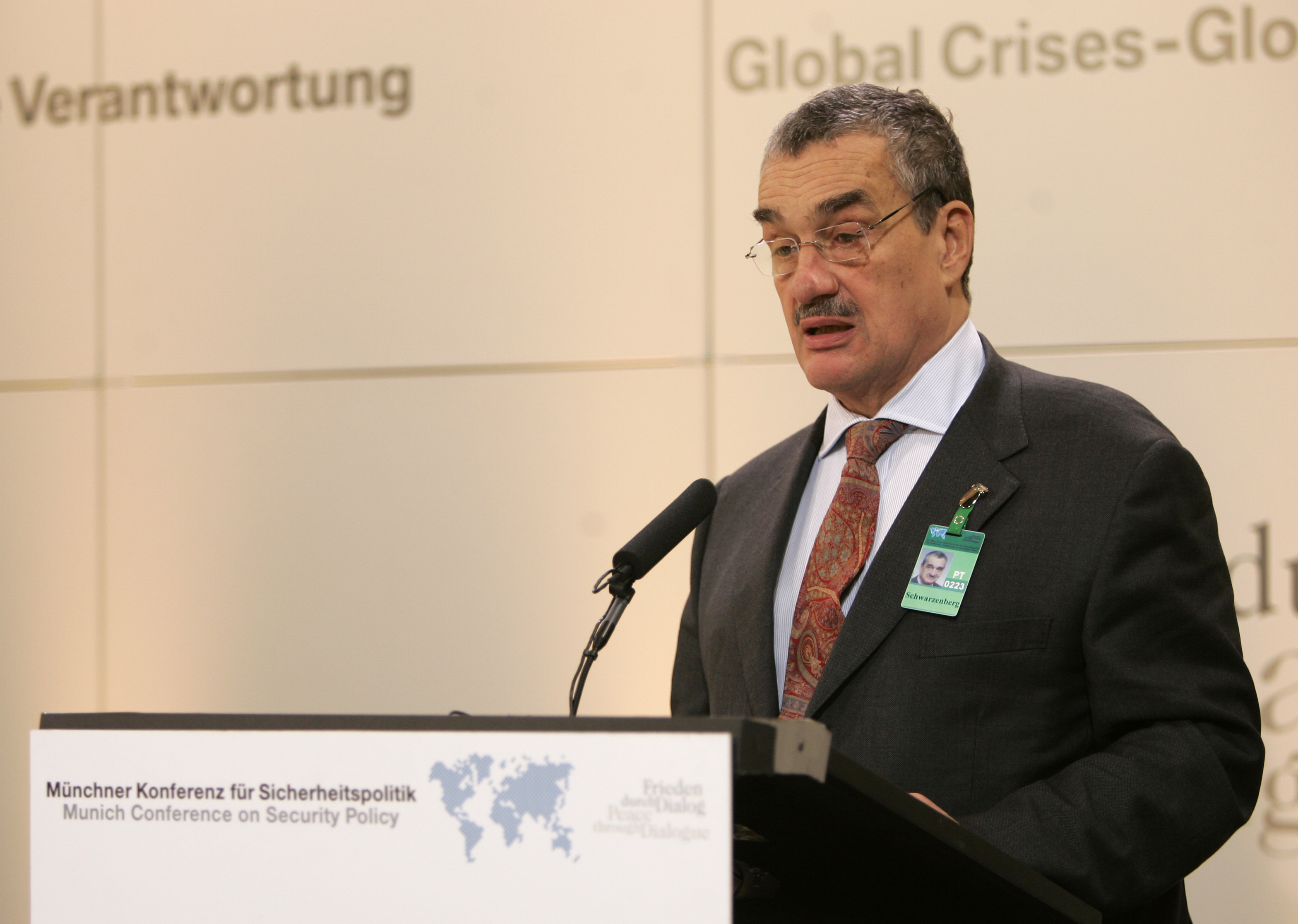
Карел Шварценберг

- Абдуллин, Азат Хамматович (92) — советский и российский башкирский писатель и публицист, народный писатель Башкортостана (2014)[260].
- Агбо, Франсис (65) — французский легкоатлет (прыжки в высоту), участник Олимпийских игр (1980)[261].
- Вакабаяси, Масатоси[яп.] (89) — японский политический деятель, министр окружающей среды (2006—2007) и сельского хозяйства (2007—2008)[262].
- Ван Дайк, Конни[англ.] (78) — американская певица и актриса[263].
- Двамена, Рафаэль (28) — ганский футболист, игрок национальной сборной[264].
- Попеску, Димитрие[рум.] (62) — румынский гребец академического стиля, чемпион летних Олимпийских игр (1992), чемпион мира (1989)[265].
- Рахкамо, Кари (90) — финский политический деятель и спортсмен, участник Олимпийских игр (1956, 1960) в тройном прыжке, мэр Хельсинки (1991—1996)[266].
- Стенхаус, Дэйв[англ.] (90) — американский бейсболист[267].
- Страно, Нино[итал.] (73) — итальянский политик, член Палаты депутатов (2001—2006), сенатор (2006—2008, 2011—2012)[268].
- Чандрамохан (82) — индийский актёр[269].
- Чехманек, Роман (52) — чешский хоккеист и тренер, олимпийский чемпион (1998), трёхкратный чемпион мира[270].

## 10 ноября

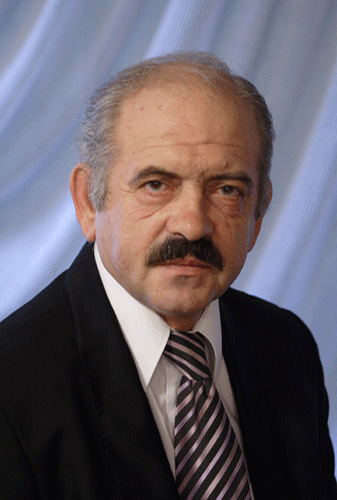
Михаил Тимофти

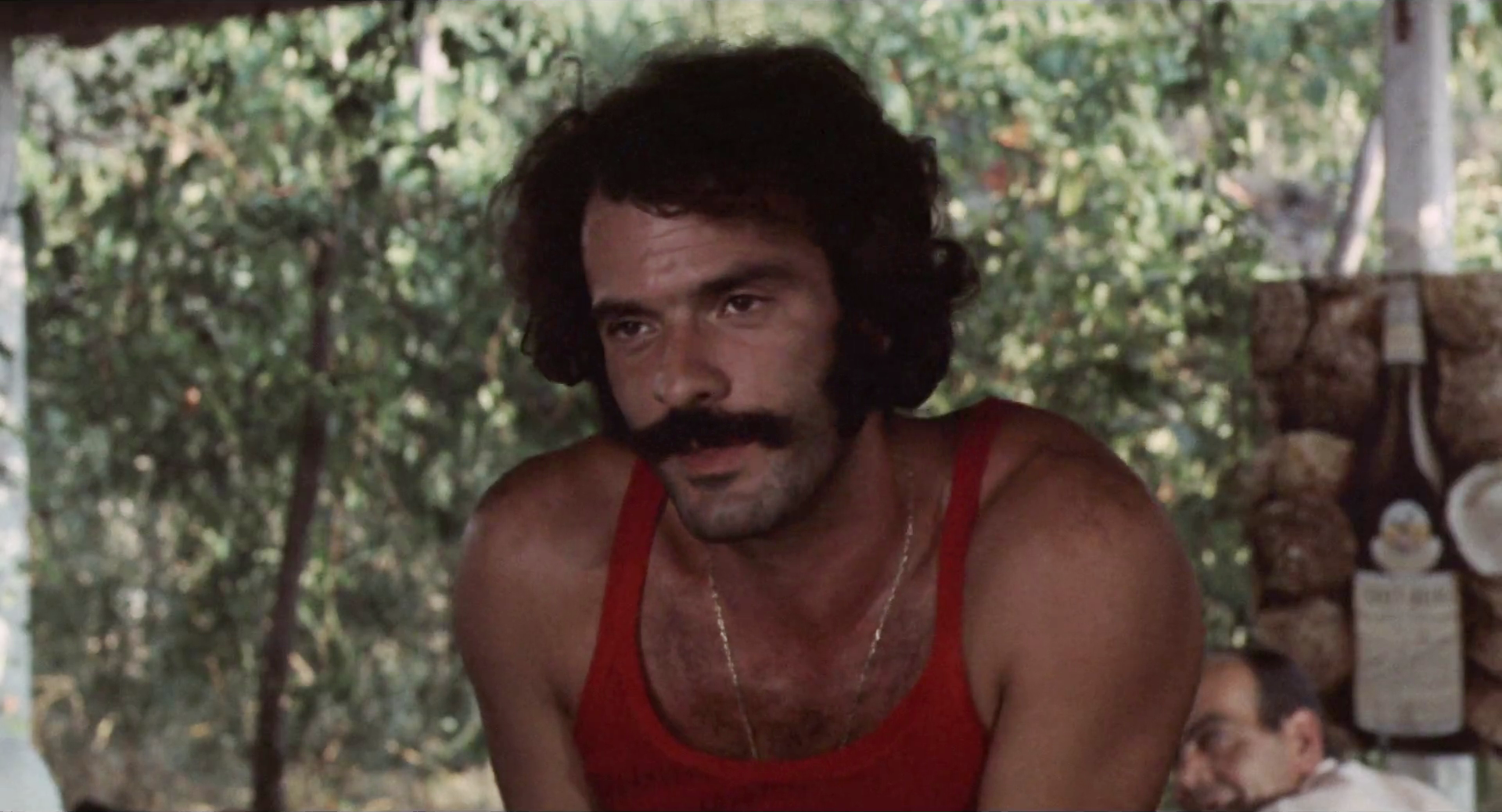
Спирос Фокас

- Абдубачаева, Райма Исмаилбековна (75) — советская и киргизская актриса, заслуженная артистка Кыргызстана (1995), дочь Даркуль Куюковой[271].
- Астори, Данило[исп.] (83) — уругвайский политический и государственный деятель, сенатор (1990—2005), министр экономики и финансов (2005—2008, 2015—2020), вице-президент (2010—2015)[272].
- Ачарья, Падманабха[англ.] (92) — индийский политик, губернатор Нагаленда (2014—2019), Трипуры (2014—2015) и Ассама (2014—2016)[273].
- Бабаев, Мобил Рашид оглы[азерб.] (77) — азербайджанский композитор, заслуженный деятель искусств Азербайджана (2007)[274].
- Бейли, Джон[англ.] (81) — американский кинооператор, президент Академии кинематографических искусств и наук (2017—2019)[275].
- Деннехи, Миа (73) — ирландский футболист, игрок национальной сборной[276].
- Канторек, Павел[англ.] (93) — чехословацкий марафонец, участник летних Олимпийских игр (1956, 1960, 1964)[277].
- Марков, Анатолий Семёнович (93) — советский и российский учёный, педагог и общественный деятель, председатель Верховного совета ЧАССР (1971—1975)[278].
- Ренне, Давиде[англ.] (46) — итальянский модельер, креативный директор Moschino (с 2023)[279].
- Руффо, Джонни[англ.] (35) — австралийский певец и актёр[280].
- Тимофти, Михаил Васильевич (75) — советский и молдавский актёр, народный артист Молдавии (2007)[281].
- Токарева, Лариса Дмитриевна (76) — советский и украинский художник-постановщик[282].
- Фокас, Спирос (86) — греческий актёр[283].
- Хосода, Хироюки[яп.] (79) — японский политик, член (с 1990) и спикер (2021—2023) Палаты представителей[284].
- Шлехтер, Марсель[люкс.] (95) — люксембургский политик, министр транспорта (1984—1989), депутат Европейского парламента (1989—1999)[285].
- Язид ибн Сауд Аль Сауд[араб.] (67/68) — саудовский принц и дипломат[286].

## 9 ноября

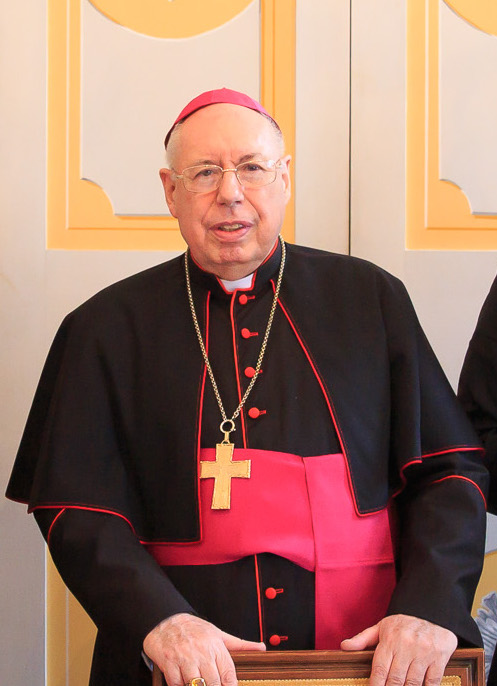
Франсуа Баке

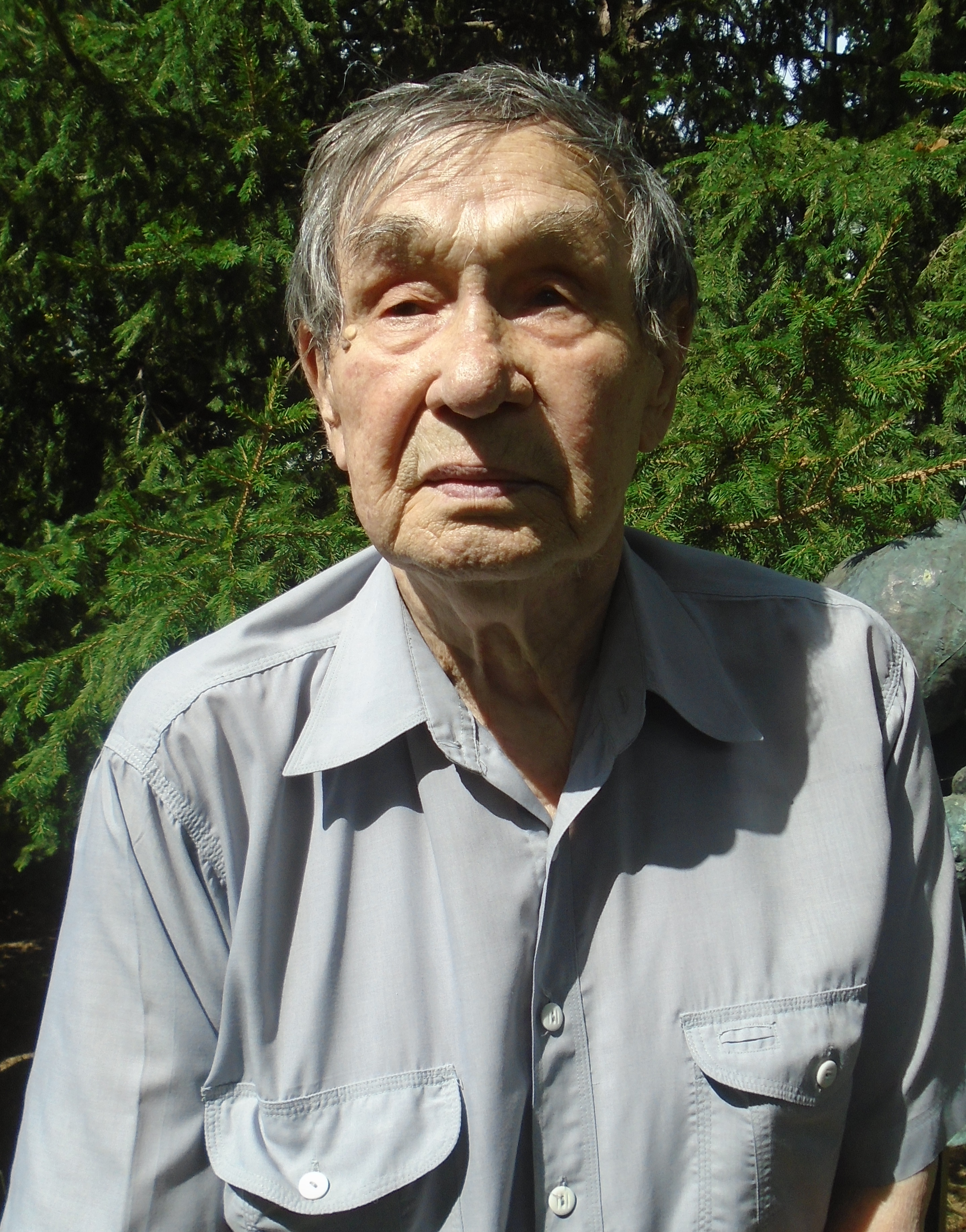
Рустем Кильдибеков

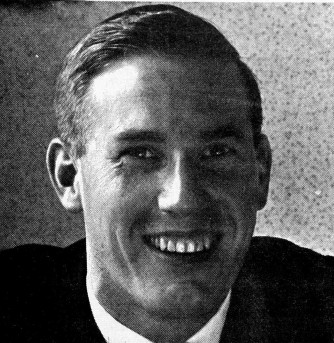
Джон Сейр

- Августовская, Любовь Васильевна (76) — советская и российская актриса, заслуженная артистка РСФСР (1985)[287].
- Альфёльди, Альберт[венг.] (83) — венгерский политик, депутат Государственного собрания 1994—1998, 2004—2010)[288].
- Баке, Франсуа Робер (87) — французский католический прелат, апостольский нунций в Нидерландах (2001—2011)[289].
- Ван Дорп, Фред[нидерл.] (85) — нидерландский ватерполист, участник летних Олимпийских игр (1960, 1964, 1968)[290].
- Вудворд, Тим[англ.] (70) — британский актёр[291].
- Гильермо Ламбрерас, Луис[исп.] (87) — перуанский археолог и антрополог, директор Национального музея археологии, антропологии и истории Перу (1973—1978)[292].
- Кильдибеков, Рустем Ахмедович (89) — советский и российский татарский художник-монументалист, заслуженный художник Российской Федерации (2011)[293].
- Мостовой, Владимир Павлович[укр.] (76) — украинский журналист[294].
- Наттолл, Джон[англ.] (56) — британский стайер, участник Олимпийских игр (1996)[295].
- Ниакани, Али[перс.] (72) — иранский футболист, игрок национальной сборной[296].
- Реенберг, Йорген[дат.] (96) — датский актёр[297].
- Сейр, Джон (87) — американский гребец академического стиля, чемпион Олимпийских игр (1960)[298].
- Тандон, Ашутош[англ.] (63) — индийский политик, глава ряда министерств штата Уттар-Прадеш (2017—2022)[299].
- Шамба, Иван Сафарович (73) — советский и абхазский фольклорист, музыкант и хормейстер[300].

## 8 ноября

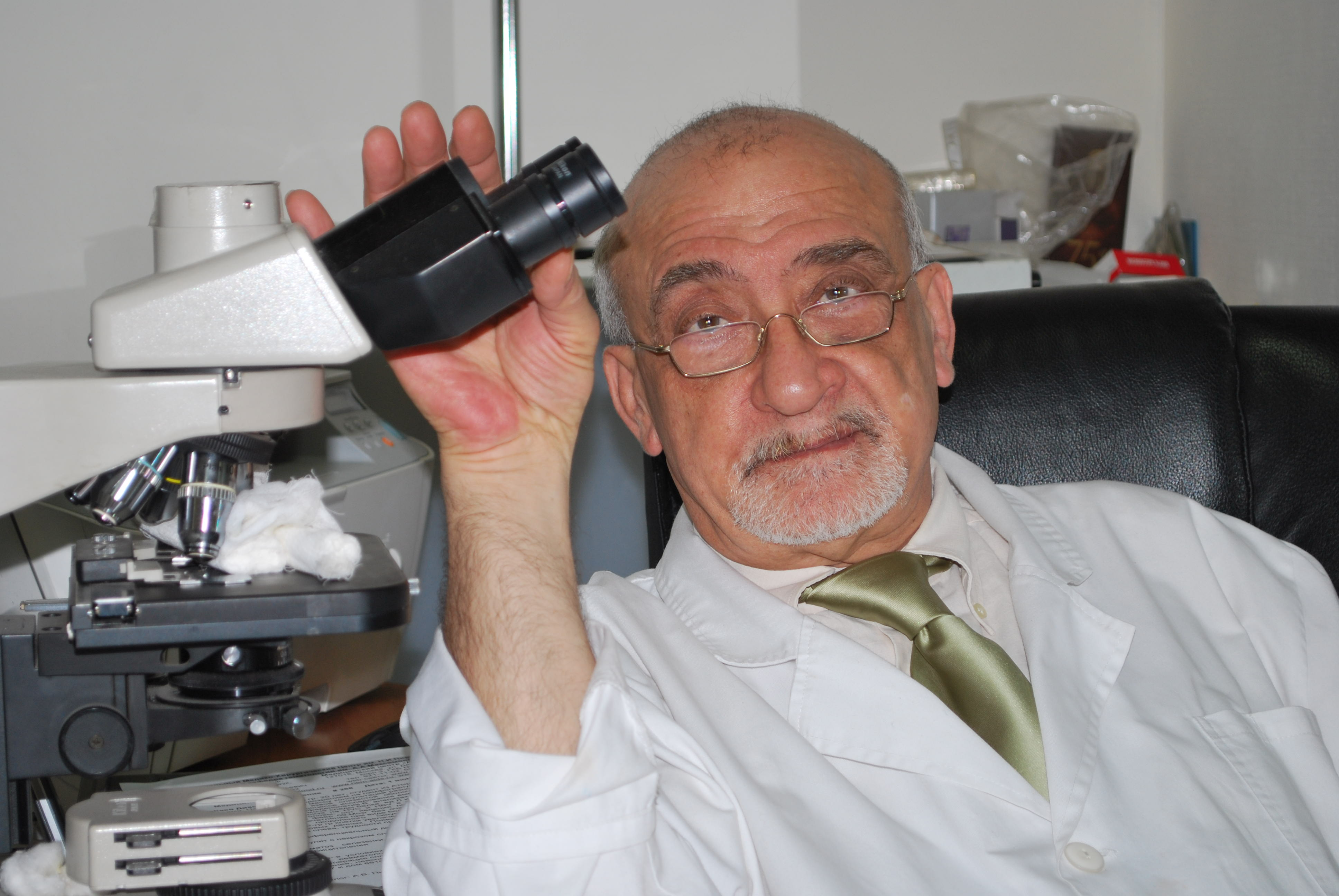
Александр Пивник

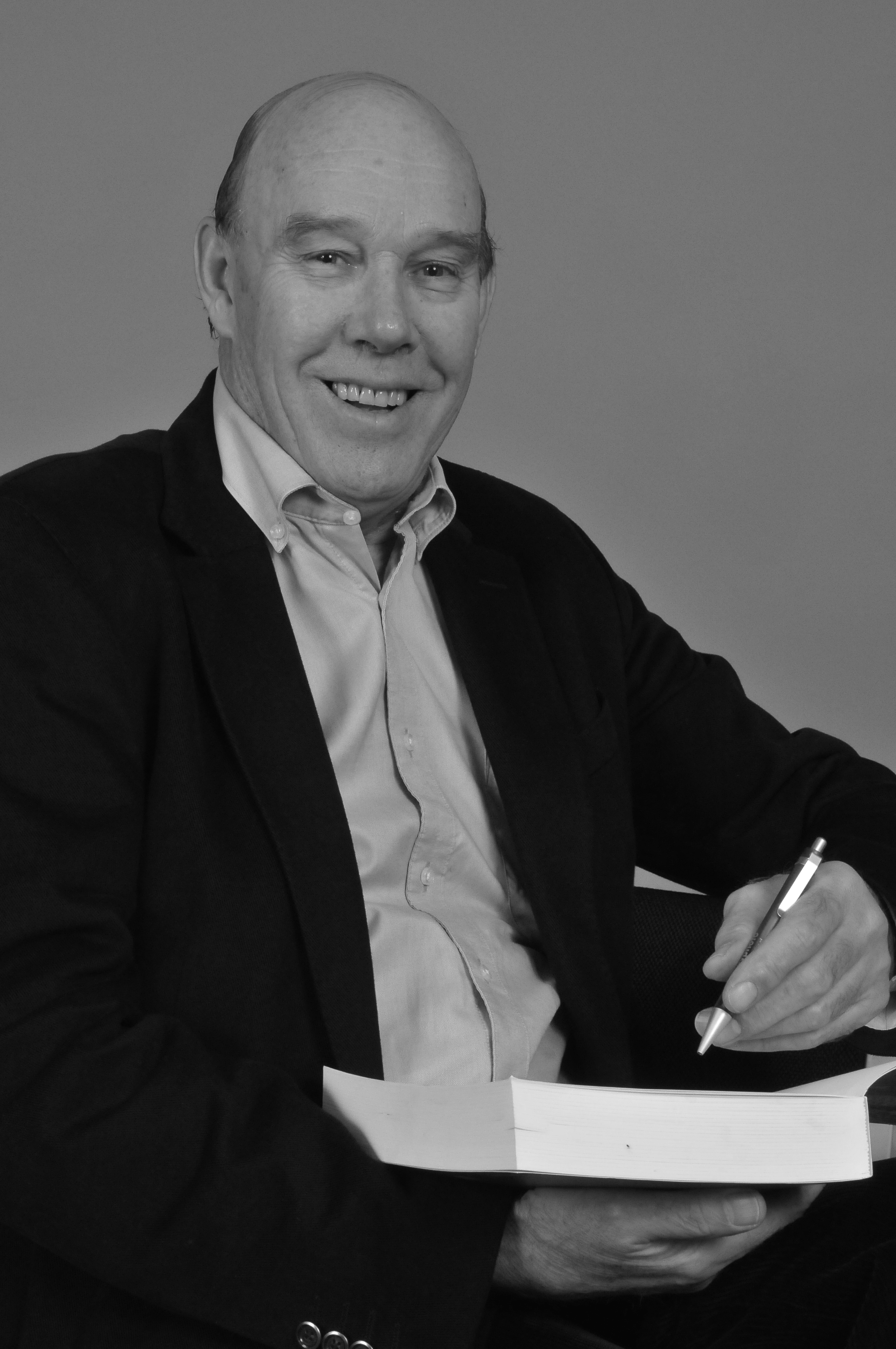
Энтони Тирлвол

- Александрова, Наталья Донатовна (87) — советская балерина, заслуженная артистка РСФСР (1967)[301].
- Вэнь Цзянь[кит.] (105) — китайский военный, генерал-майор Народно-освободительной армии Китая[302].
- Грейлзамер, Лоран[фр.] (70) — французский журналист и эссеист[303].
- Краруп, Сёрен[дат.] (85) — датский пастор, писатель и политик, депутат Фолькетинга (2001—2011)[304].
- Пивник, Александр Васильевич (81) — российский терапевт и гематолог, заслуженный врач Российской Федерации (2002)[305].
- Пономарёва, Валентина Леонидовна (90) — советская лётчица и космонавт-испытатель[306].
- Самойлов, Владимир Олегович (82) — советский и российский физиолог и биофизик, член-корреспондент АМН СССР / РАМН (1988—2014), член-корреспондент РАН (2014), генерал-майор медицинской службы[307].
- Тирлвол, Энтони (82) — британский экономист[308].
- Хан, Савар[англ.] (98) — пакистанский военный и государственный деятель, губернатор провинции Пенджаб (1978—1980), заместитель начальника штаба армии (1980—1984)[309].
- Хоубен, Фрэнк[нидерл.] (84) — нидерландский политик, королевский уполномоченный в провинции Северный Брабант (1987—2003)[310].

## 7 ноября

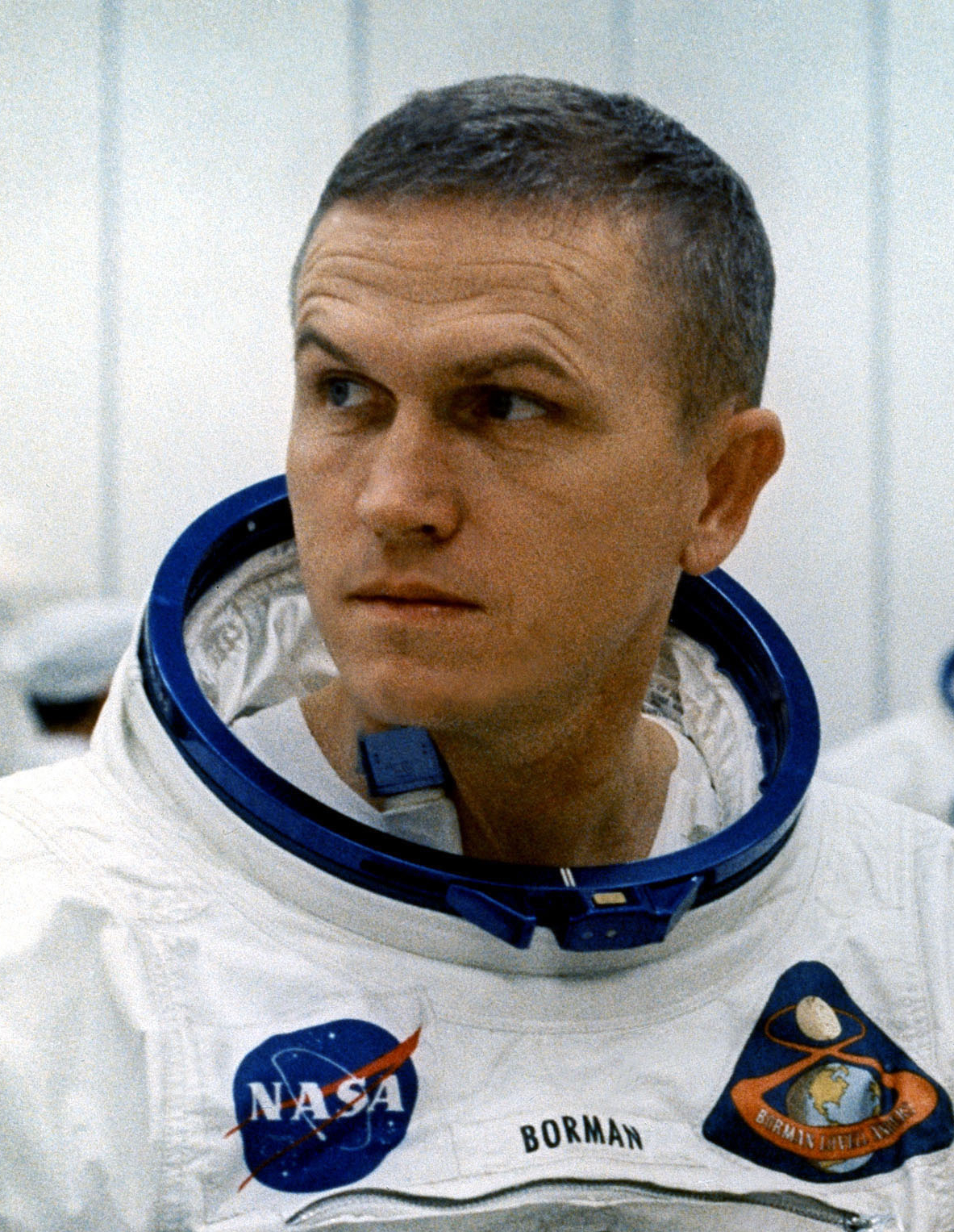
Фрэнк Борман

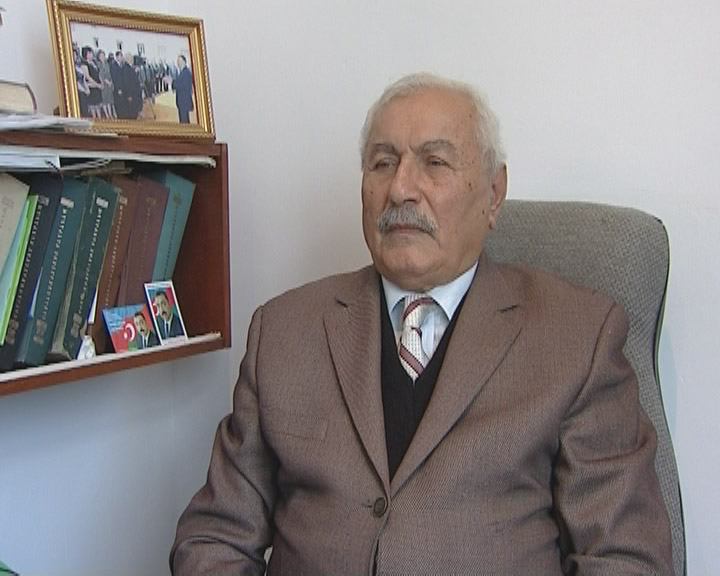
Фарман Кулиев

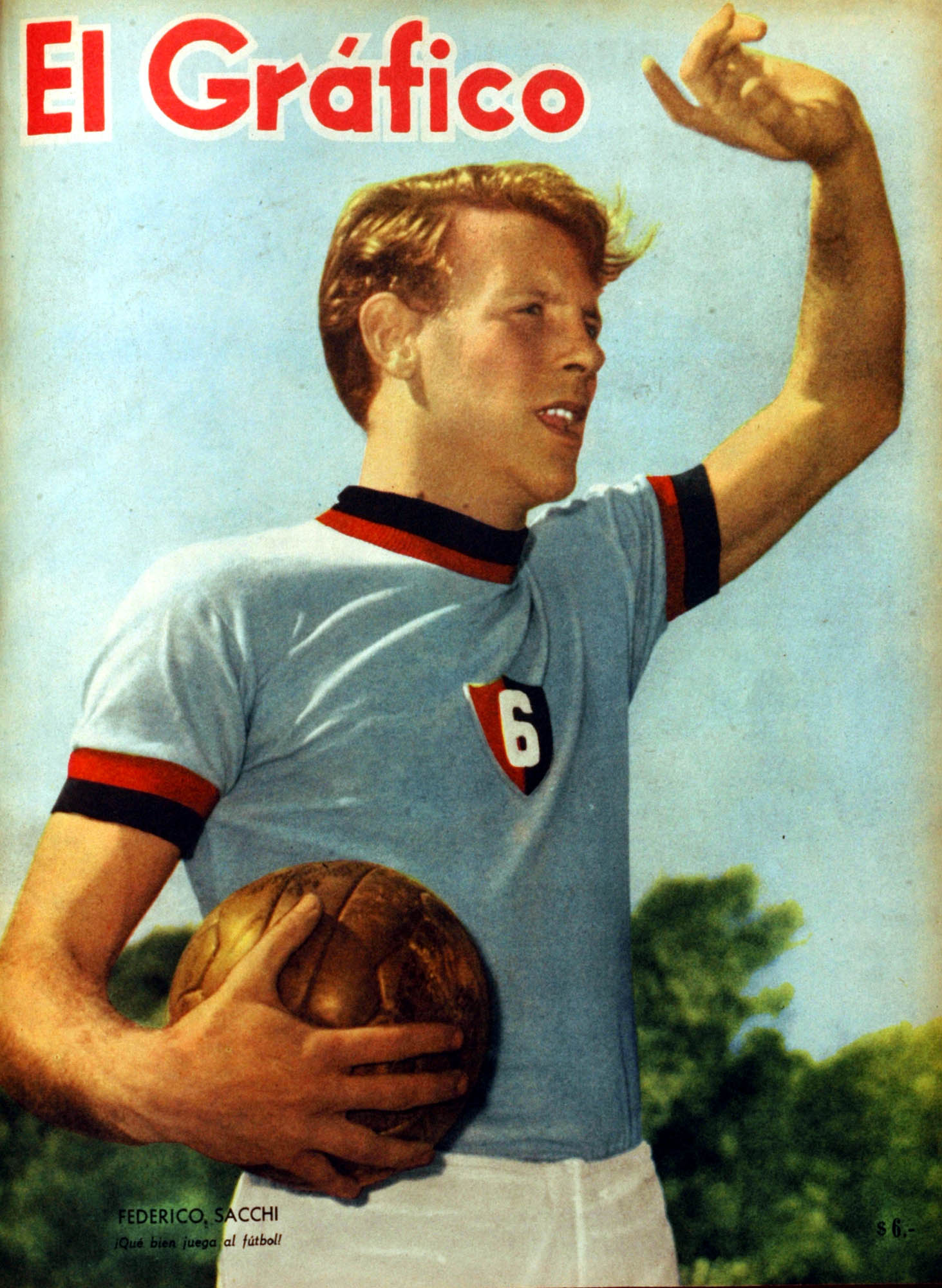
Федерико Сакки

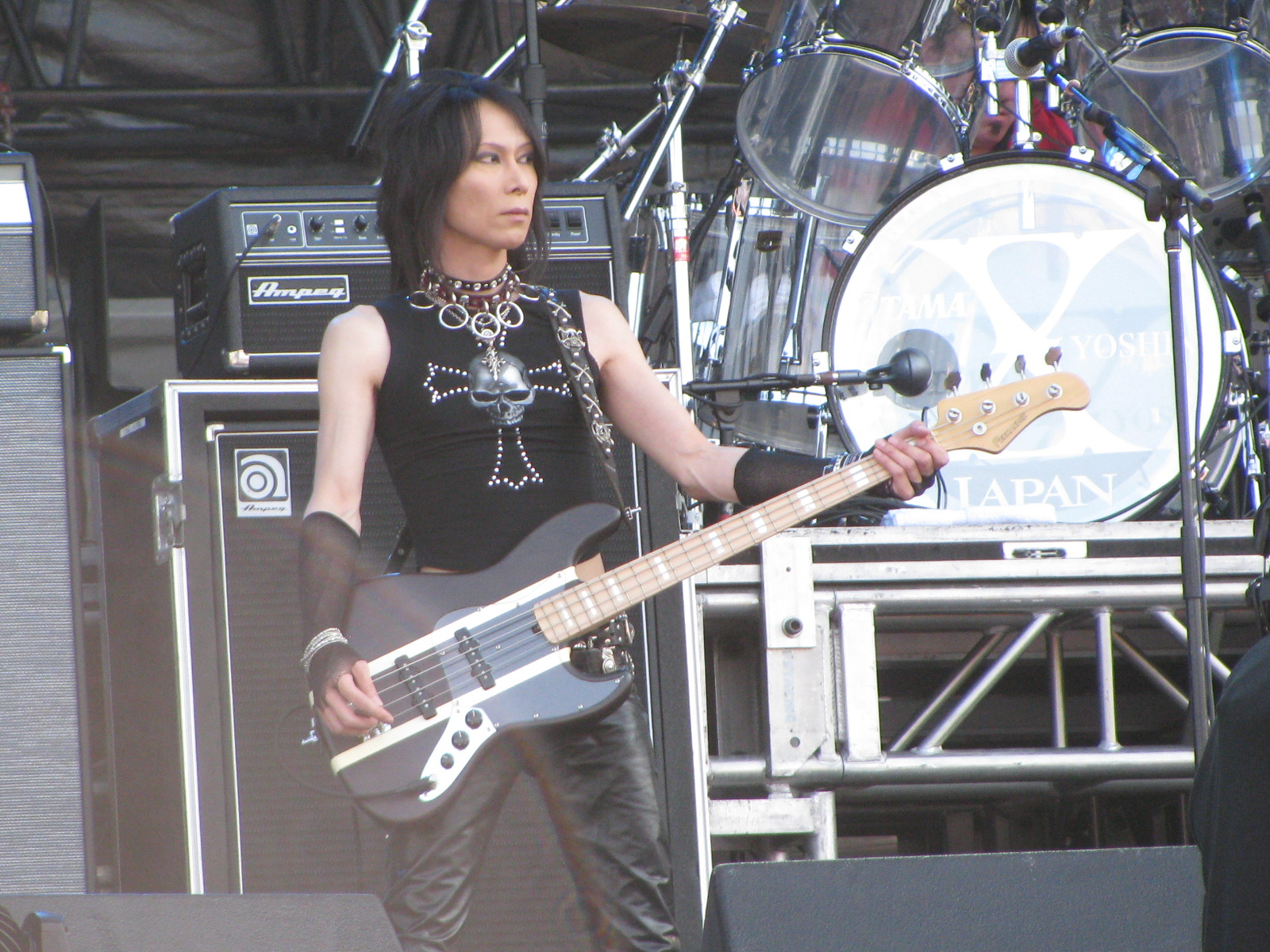
Хит

- Борман, Фрэнк (95) — американский астронавт, командир экипажа «Аполлона-8»[311].
- Выберальский, Юзеф (77) — польский игрок в хоккей на траве, участник Олимпийских игр (1972)[312].
- Гиуцос, Никос (81) — греческий футболист, игрок национальной сборной[313].
- Джадж, Игор[англ.] (82) — барон Джадж, английский судья, лорд главный судья Англии и Уэльса (2008—2013)[314].
- Ермаков, Николай Александрович (84) — советский и российский государственный деятель, председатель Государственного комитета России по рыболовству (1996—1999), председатель Таможенного Комитета при Кабинете Министров СССР (1991), генерал-лейтентант, действительный государственный советник таможенной службы (1991)[315].
- Кароббио, Вернер[фр.] (86) — швейцарский политик, член Национального совета (1975—1999)[316].
- Кулиев, Фарман Агадада оглы (86) — азербайджанский селекционер-чаевод[317].
- Мавродоглу, Дьямандис (99) — греческий политический и профсоюзный деятель[318].
- Моиньюш, Мариу (74) — португальский футболист, игрок национальной сборной[319].
- Попов, Анатолий Васильевич (73) — советский и российский художник, почётный член РАХ (2014)[320].
- Роллин, Бетти (87) — американская журналистка и писательница; ассистированный суицид[321].
- Сакки, Федерико (87) — аргентинский футболист, игрок национальной сборной[322].
- Хит (55) — японский музыкант и автор-исполнитель (X Japan) (о смерти объявлено в этот день)[323].
- Чандреговда, Дарадахалли[англ.] (87) — индийский политик, член Парламента (1971—1978, 1986—1989, 2009—2014)[324].
- Ши Минь (87) — тайваньско-американский физик[325].
- Эстев, Ален[англ.] (77) — французский регбист, игрок национальной сборной[326].

## 6 ноября

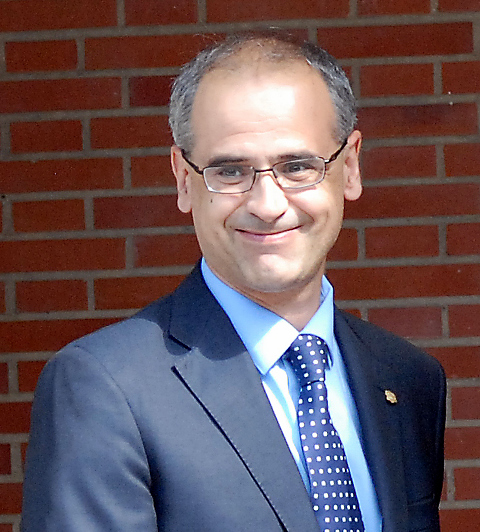
Антони Марти

- Асатрян, Матевос[арм.] (37) — армянский политик, депутат Национального собрания (с 2019)[327].
- Бегум, Надира[бенг.] — бангладешская певица[328].
- Дичев, Ивайло (68) — болгарский антрополог[329].
- Коровулавула, Ману[англ.] (89) — фиджийский политик, министр транспорта и общественных работ и министр энергетики (2007—2008)[330].
- Крус, Иван[исп.] (77) — перуанский певец и композитор[331].
- Кузмицкас, Брониславас Юозас[лит.] (87) — литовский философ и политик, депутат Сейма (1990—1992, 1996—2000)[332].
- Лёйненбург, Рул[нидерл.] (78) — нидерландский гребец академического стиля, бронзовый призёр Олимпийских игр (1972)[333].
- Марти, Антони (60) — андоррский государственный и политический деятель, премьер-министр (2011—2015, 2015—2019)[334].
- Петренко, Зинаида Михайловна (72) — советская и киргизская актриса, народная артистка Кыргызстана (2010)[335].
- Свантессон, Ларс[англ.] (90) — шведский пловец, участник летних Олимпийских игр (1952)[336].
- Тиссари, Ари (71) — финский футболист, игрок национальной сборной[337].
- Яббаров, Анатолий Ахмедович (86) — советский и российский актёр, заслуженный артист Российской Федерации (1996)[338].

## 5 ноября

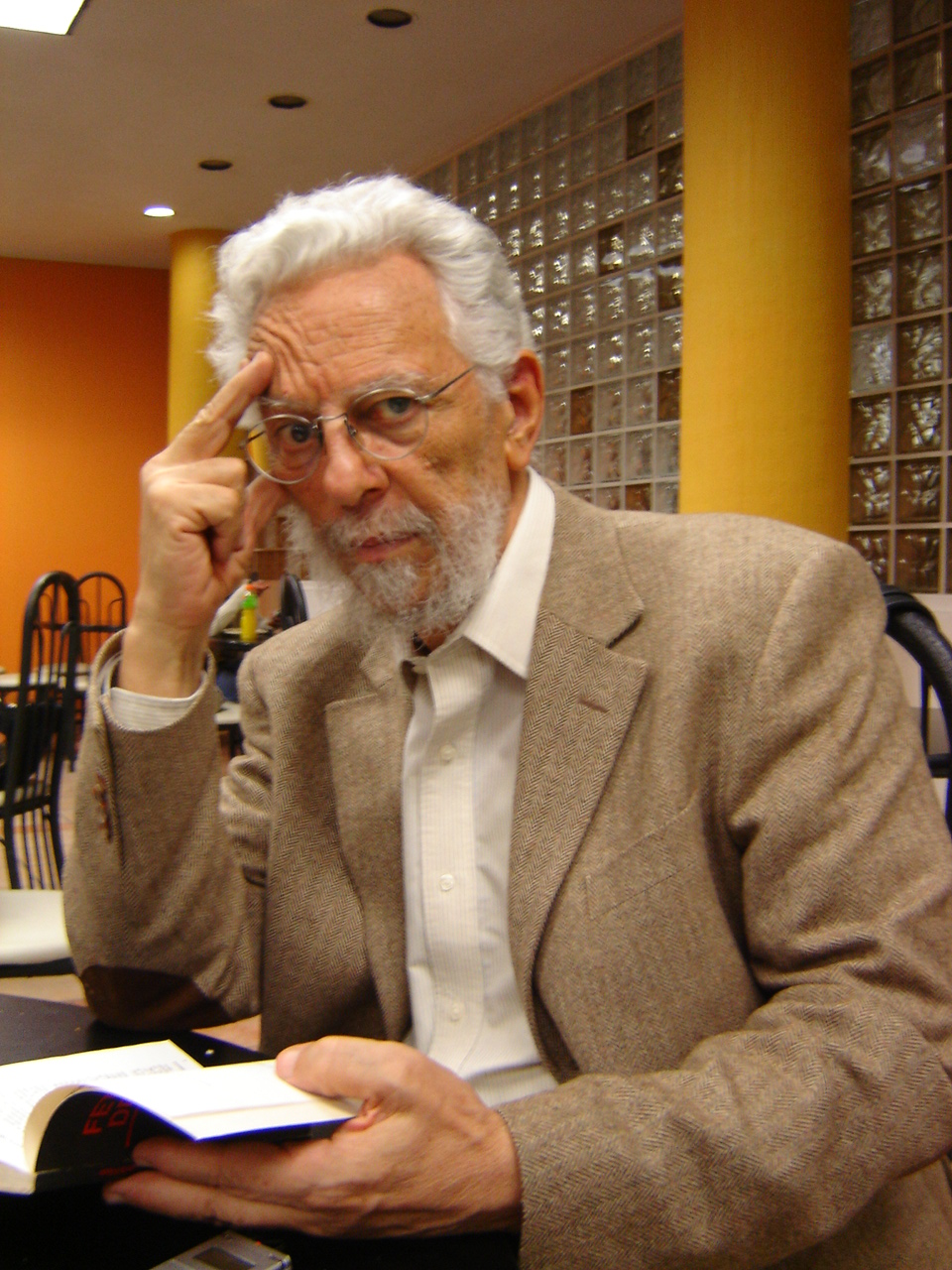
Энрике Дуссель

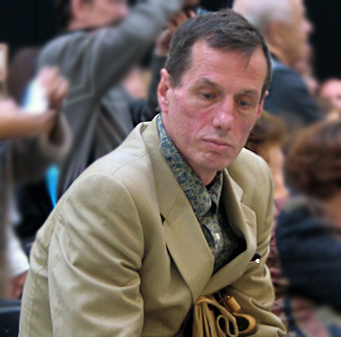
Аркадий Ипполитов

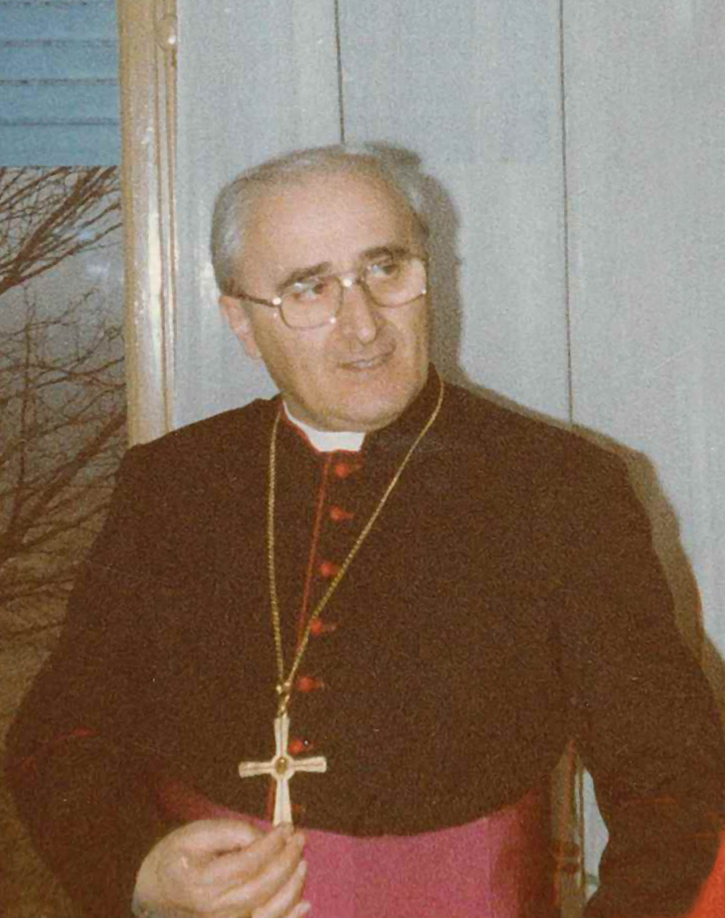
Паоло Маньяни

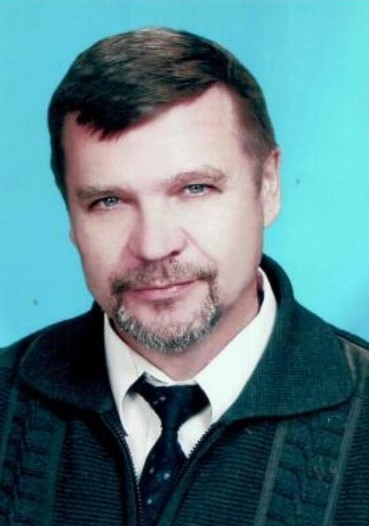
Юрий Шейкин

- Багдасарян, Геворк Ервандович (87) — советский и армянский учёный-механик, академик НАН Армении (1994)[339].
- Белых, Надежда Александровна (88) — советский и российский живописец, заслуженный художник Российской Федерации (2001)[340].
- Биро, Имре (65) — румынский футболист, игрок национальной сборной[341].
- Бырдин, Борис Алексеевич (86) — советский байдарочник, чемпион СССР (1961), двукратный серебряный призёр чемпионата Европы (1961)[342].
- Дуссель, Энрике (88) — аргентинский и мексиканский историк, философ, богослов[343].
- Ипполитов, Аркадий Викторович (65) — российский искусствовед, куратор выставок и писатель[344].
- Котсонис, Теодорос[греч.] (78) — греческий политик, депутат Парламента (1989—2004)[345].
- Маньяни, Паоло (96) — итальянский католический прелат, епископ Лоди (1977—1988) и Тревизо (1988—2003)[346].
- Мартин, Филипп[фр.] (74) — французский политик, депутат Национального собрания (1993—2017), депутат Европейского парламента (1994—1999)[347].
- Озерс, Цезарс Эдуардович (86) — советский баскетболист, серебряный призёр Олимпийских игр (1960)[348].
- Родригес, Лолита[порт.] (94) — бразильская актриса и певица[349].
- Сумальде, Хавьер[исп.] (85) — испанский политический деятель, лидер организации ЭТА (1965—1976)[350].
- Хейлброн, Джон (89) — американский историк науки, член Американской академии искусств и наук (1988)[351].
- Чапанов, Руслан Эдильгиреевич (76) — советский и российский тренер по боксу[352].
- Шейкин, Юрий Ильич (74) — российский исследователь музыкального фольклора народов Сибири и Дальнего Востока[353].

## 4 ноября

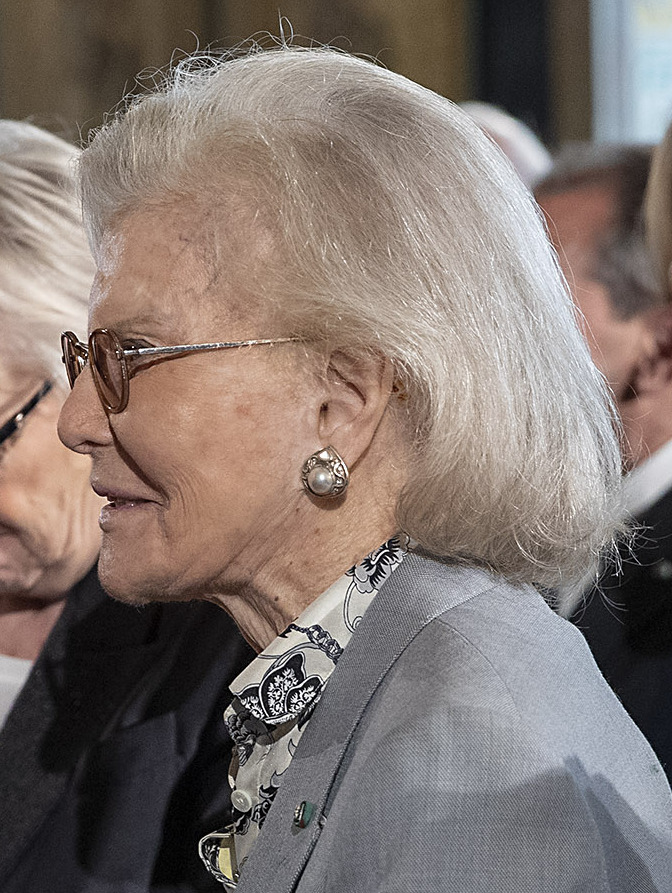
Марина Чиконья

- Винник, Гэри[англ.] (76) — американский бизнесмен-миллиардер[354].
- Голпаегани, Акбар[перс.] (89) — иранский певец[355].
- Кастильо Хирон, Мануэль[исп.] (83) — гондурасский музыкант, певец и автор песен[356].
- Квинтарелли, Кристина[итал.] (60) — итальянская пловчиха, участница Олимпийских игр (1984)[357]
- Кнехт, Роберт[англ.] (97) — британский историк, член Королевского исторического общества[358].
- Кузьмин, Михаил Николаевич (92) — советский и российский историк образования и историк культуры, член-корреспондент РАО (1992)[359].
- Лепс, Андо[эст.] (87) — эстонский политик, депутат парламента (1995—2003)[360].
- Мутон, Жан[фр.] (94) — французский политик, депутат Национального собрания (1986—1988)[361].
- Саиделли, Луиджи[англ.] (84) — итальянский яхтсмен, участник Олимпийских игр (1964)[362].
- Тайлан, Орхан[тур.] (82) — турецкий художник[363].
- Фишарек, Алоис[чеш.] (80) — чешский киномонтажёр[364].
- Харпер, Аарон[англ.] (42) — американский баскетболист; ДТП[365].
- Хори, Косукэ[яп.] (89) — японский политик, министр образования (1990) и внутренних дел (1999—2000), депутат Палаты представителей (1979—2014)[366].
- Чиконья, Марина (89) — итальянский продюсер и фотограф[367].

## 3 ноября

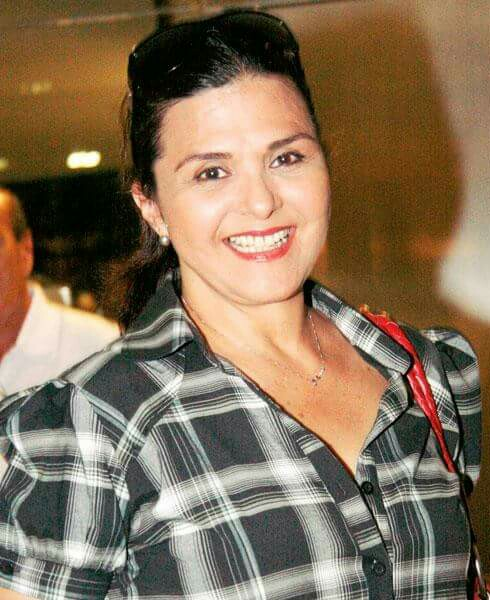
Элизанжела

- Батлер, Роберт (95) — американский режиссёр, трёхкратный лауреат премий «Эмми»[368].
- Белецкий, Владимир Борисович (85) — советский и российский актёр, народный артист Российской Федерации (1999)[369].
- Берглас, Дэвид[англ.] (97) — британский фокусник и менталист[370].
- Ван Чжунхао[кит.] (86) — китайский сосудистый хирург, член Китайской академии наук (2005)[371].
- Вэнь Шичжу[кит.] (91) — китайский учёный-механик, член Китайской академии наук (1999)[372].
- Доуша, Зденек[чеш.] (76) — чехословацкий баскетболист, участник Олимпийских игр (1980)[373].
- Иванченко, Евгений Иванович (80) — советский и белорусский спортивный тренер, заслуженный тренер СССР (1981)[374].
- Исак, Валерий Владимирович (74) — российский военачальник, начальник ГУГИ (2000—2005), вице-адмирал (2000)[375].
- Кременецкий, Анатолий Михайлович (84) — советский и российский шахматист[376].
- Крёйн, Мишель[нидерл.] (90) — суринамский футболист, игрок национальной сборной[377].
- Льянов, Ратмир Мухарбекович (72) — российский телережиссёр-документалист[378].
- Маринеску, Анджела[рум.] (82) — румынская поэтесса и прозаик[379].
- Реунамяки, Матти[фин.] (83) — финский хоккеист, участник Олимпийских игр (1964, 1968)[380].
- Тури-Ковач, Бела[венг.] (87) — венгерский юрист и политик, член Парламента (с 1998), министр окружающей среды (2000—2002)[381].
- Чжоу Тенун (84) — китайский политический деятель, председатель ЦК Революционного комитета Гоминьдана (2007—2012), зампред ПК ВСНП (2008—2013)[382].
- Шмуклер, Валерий Самуилович (77) — советский и украинский учёный, специалист в области строительства[383].
- Элизанжела (68) — бразильская актриса[384].

## 2 ноября

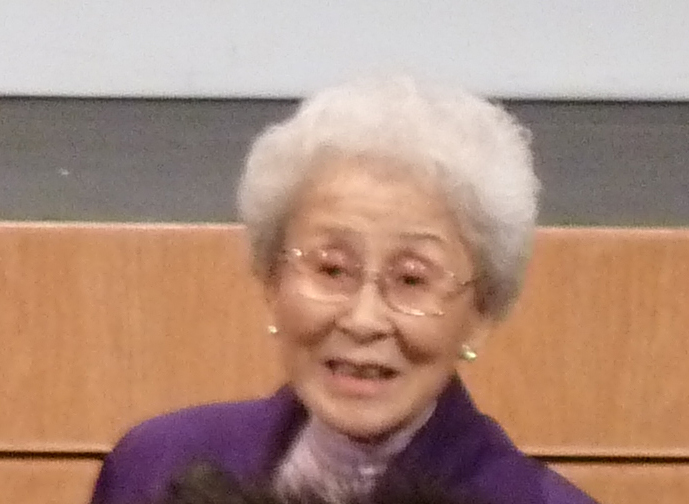
Вэй Вэй

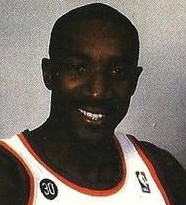
Уолтер Дэвис

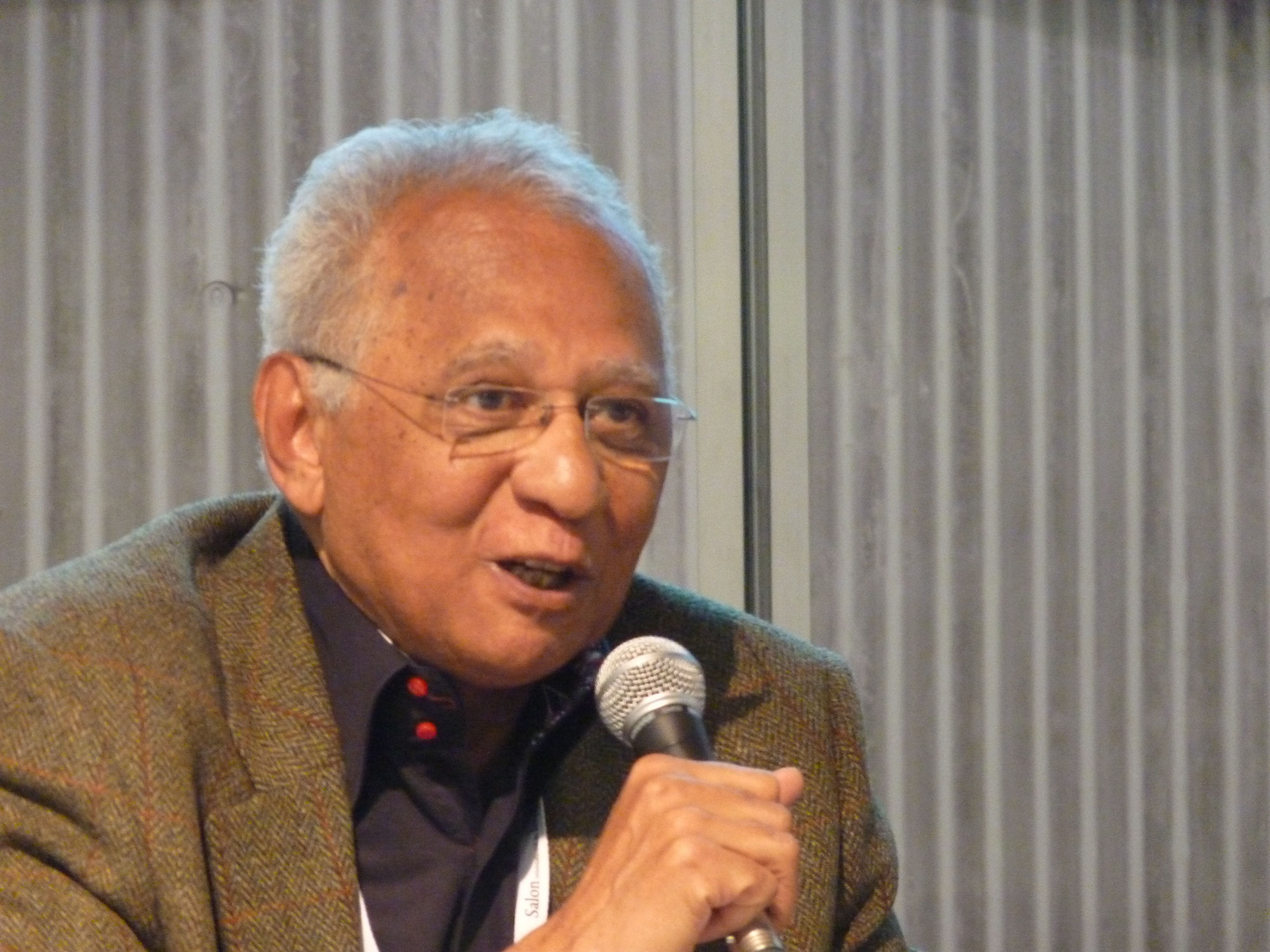
Анри Лопес

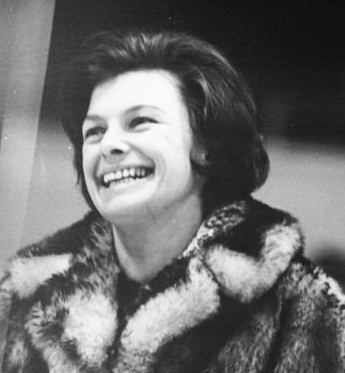
Ютта Мюллер

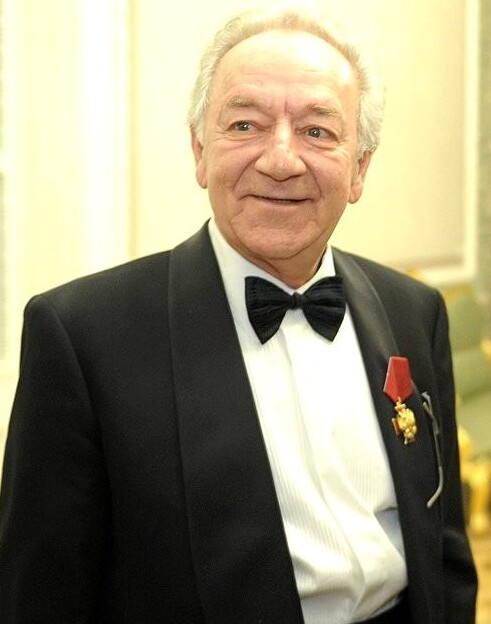
Юрий Темирканов

- Вэй Вэй (101) — китайская актриса[385].
- Дэвис, Уолтер (69) — американский баскетболист, олимпийский чемпион (1976)[386].
- Ива, Кайя (59) — эстонский политик, министр социальной защиты (2016—2019), депутат Парламента (2007—2015)[387].
- Корн, Анри[фр.] (89) — французский нейробиолог, действительный член Французской академии наук (2001)[388].
- Лопес, Анри (86) — конголезский политический деятель, премьер-министр Республики Конго (1973—1975)[389].
- Мочалова, Галина Владимировна (89) — советская и российская актриса, заслуженная артистка Российской Федерации (2007)[390].
- Мюллер, Ютта (94) — немецкая фигуристка и тренер по фигурному катанию, мать Габи Зайферт[391].
- Натрах Исмаил[англ.] (73) — малайзийский политик, депутат Парламента (2018—2022)[392].
- Пильц, Мишель[нем.] (78) — люксембургский джазовый кларнетист[393].
- Самарин, Вячеслав Фёдорович (85) — советский и российский живописец, народный художник Российской Федерации (2002)[394].
- Син Гу Бом[кор.] (81) — южнокорейский политик, губернатор Чеджудо (1993—1995, 1995—1998)[395].
- Темирканов, Юрий Хатуевич (84) — советский и российский дирижёр, народный артист СССР (1981), полный кавалер ордена «За заслуги перед Отечеством»[396].
- Фэн Инци[англ.] (43) — гонконгский фехтовальщик, чемпион Паралимпийских игр (2000, 2004)[397].
- Ширяев, Евгений Александрович (80) — советский и российский композитор[398].
- Эли, Фредди (77) — венесуэльский футболист, игрок национальной сборной[399].

## 1 ноября

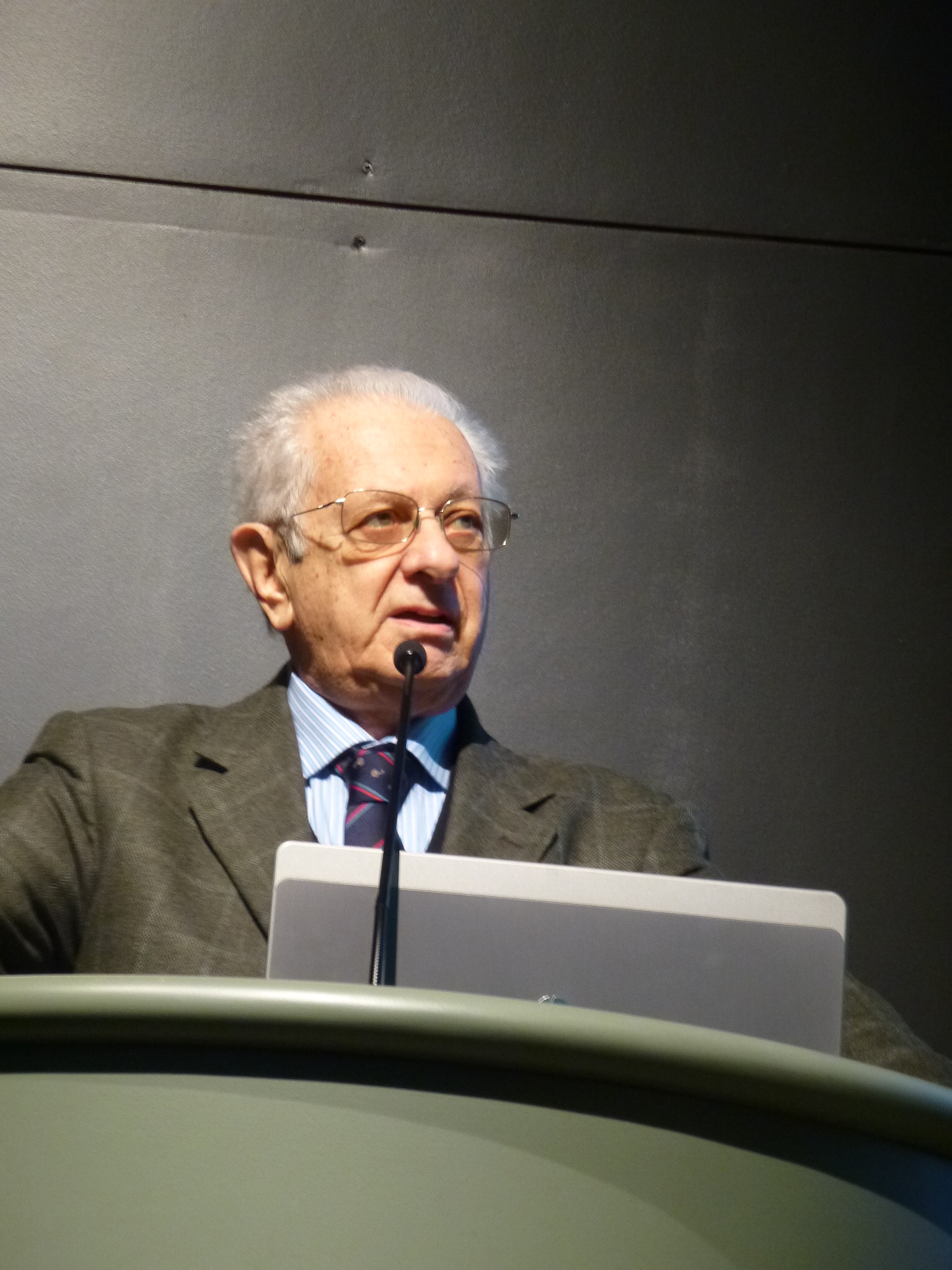
Луиджи Берлингуэр

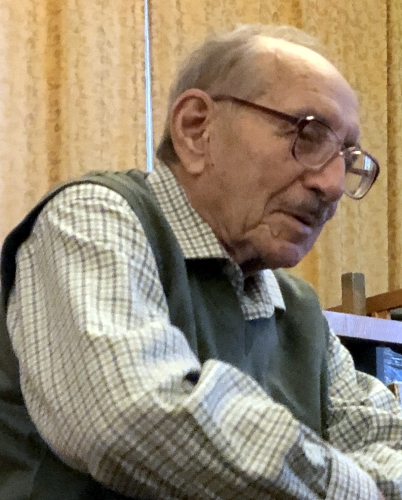
Валентин Буртман

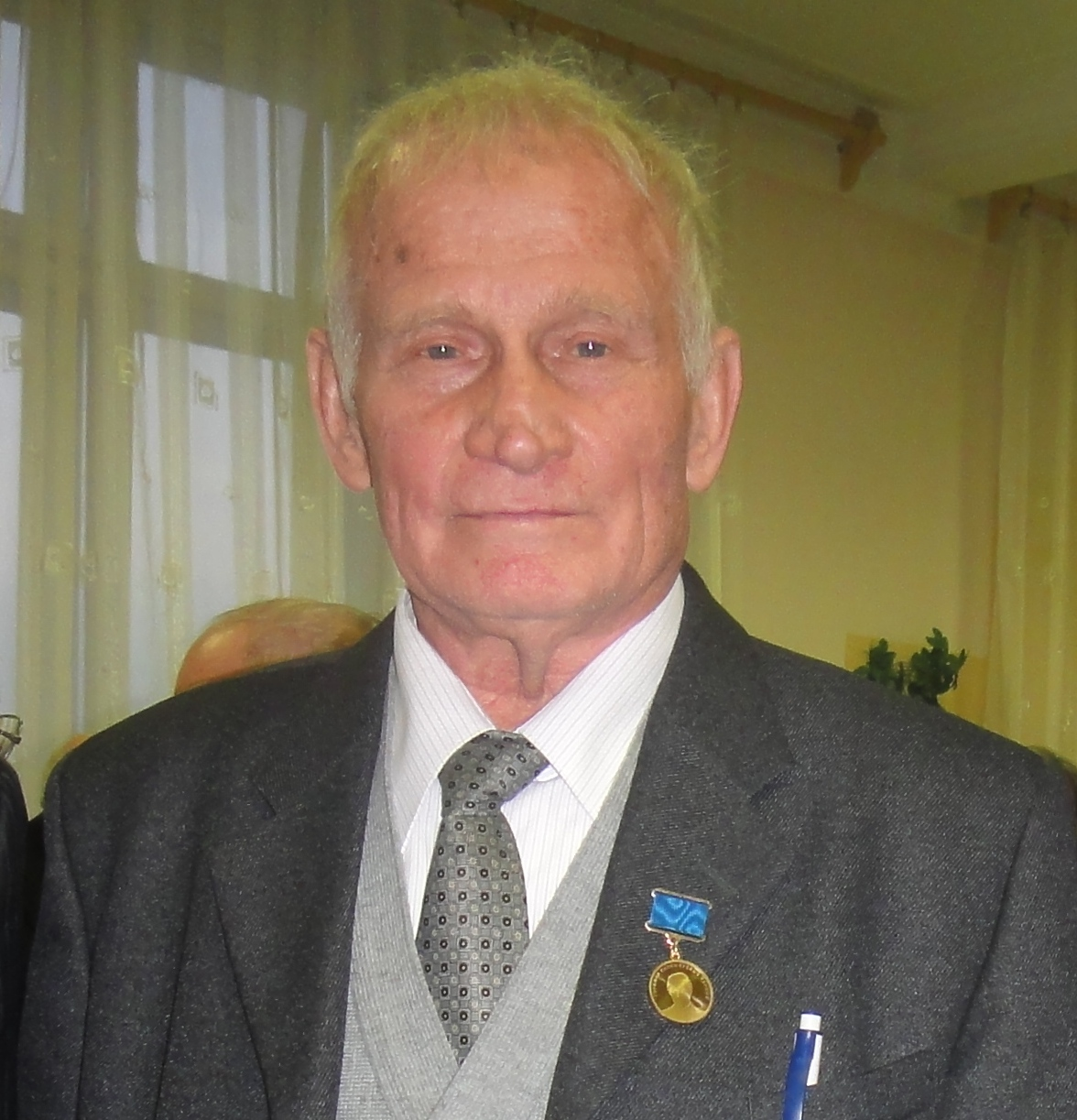
Владимир Лунёв

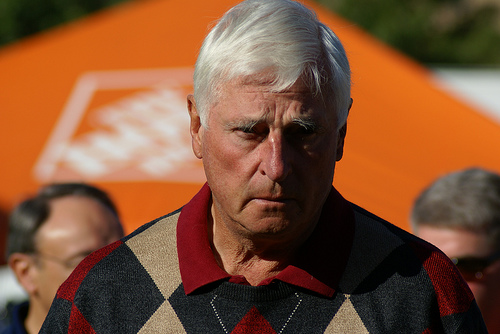
Боб Найт

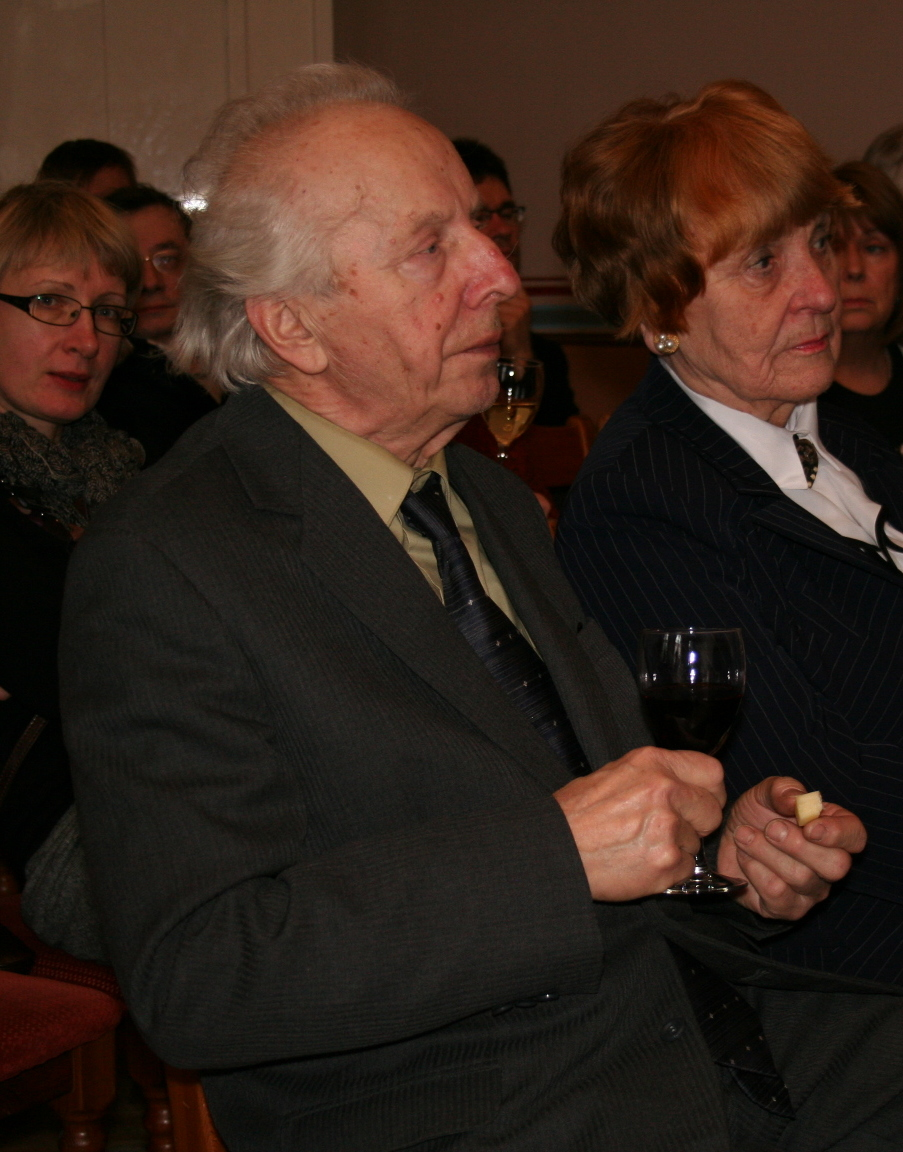
Яан Раннап

- Берлингуэр, Луиджи (91) — итальянский политик, министр образования (1996—2000)[400].
- Буртман, Валентин Семёнович (92) — советский и российский геолог-тектонист, сотрудник ГИН РАН[401].
- Верджат, Вик[итал.] (72) — итальянский гитарист, певец, автор песен и музыкальный продюсер[402].
- Видель, Джерри[англ.] (90) — канадский фехтовальщик на шпаге и рапире, участник летних Олимпийских игр (1968, 1972)[403].
- Гранаши, Ласло[венг.] (68) — венгерский физик, член-корреспондент АН Венгрии (2019)[404].
- Джавахир[араб.] (45) — кувейтская актриса[405].
- Дютур, Пьер[фр.] (91) — французский трубач, композитор и дирижёр[406].
- Лассаль, Грегуар[англ.] (68) — французский бизнесмен, генеральный директор AlloCiné (2010—2013)[407].
- Лунёв, Владимир Васильевич (91) — советский и российский учёный в области газовой динамики, профессор МФТИ[408].
- Мартин Табоас, Анхель[англ.] (105) — пуэрто-риканский юрист и политик, министр финансов (1970—1971), судья Верховного суда (1971—1982)[409].
- Мер, Франсис[фр.] (84) — французский экономист и политик, министр экономики (2002—2004)[410].
- Мишель, Клод[люкс.] (64) — люксембургский велогонщик, бронзовый призёр чемпионата мира по велокроссу (1985)[411].
- Монселс, Эдди[нидерл.] (75) — суринамский спринтер, участник летних Олимпийских игр 1968[412].
- Найт, Боб (83) — американский баскетбольный тренер[413].
- Прадхан, Сарасвати[англ.] (98) — индийский политик, член Парламента (1972—1978)[414].
- Раннап, Яан (92) — советский и эстонский детский писатель[415].
- Руа, Фабьен (95) — канадский политик, депутат Палаты общин (1979—1980)[416].
- Ситу, Занеле[англ.] (52) — южноафриканская спортсменка, двукратная чемпионка Паралимпийских игр в метании копья (2000, 2004)[417].
- Страссбургер, Клаудио[порт.] (95) — бразильский политик, член Палаты депутатов (1979—1983)[418].
- Табан, Париде[англ.] (87) — южносуданский католический прелат, епископ Торита (1983—2004)[419].
- Тарнофф, Питер[англ.] (86) — американский государственный и общественный деятель, заместитель государственного секретаря США по политическим вопросам (1993—1997), президент Совета по международным отношениям (1986—1993)[420].
- Уайт, Питер[англ.] (86) — американский актёр[421].
- Урбанович, Владимир Николаевич (85) — советский и российский оперный певец (баритон), народный артист РСФСР (1983)[422].
- Хаммерль, Грегор[нем.] (81) — австрийский политик, член (2010—2014, 2015—2018) и председатель (2012) Федерального совета[423].
- Хебдич, Брайан[англ.] (75) — британский спортивный стрелок, участник летних Олимпийских игр (1976); ДТП[424].
- Цаковски, Эрих[нем.] (89) — немецкий механик, основатель и руководитель (1968—1990) автоспортивной команды Цакспид[425].